# 新宿駅

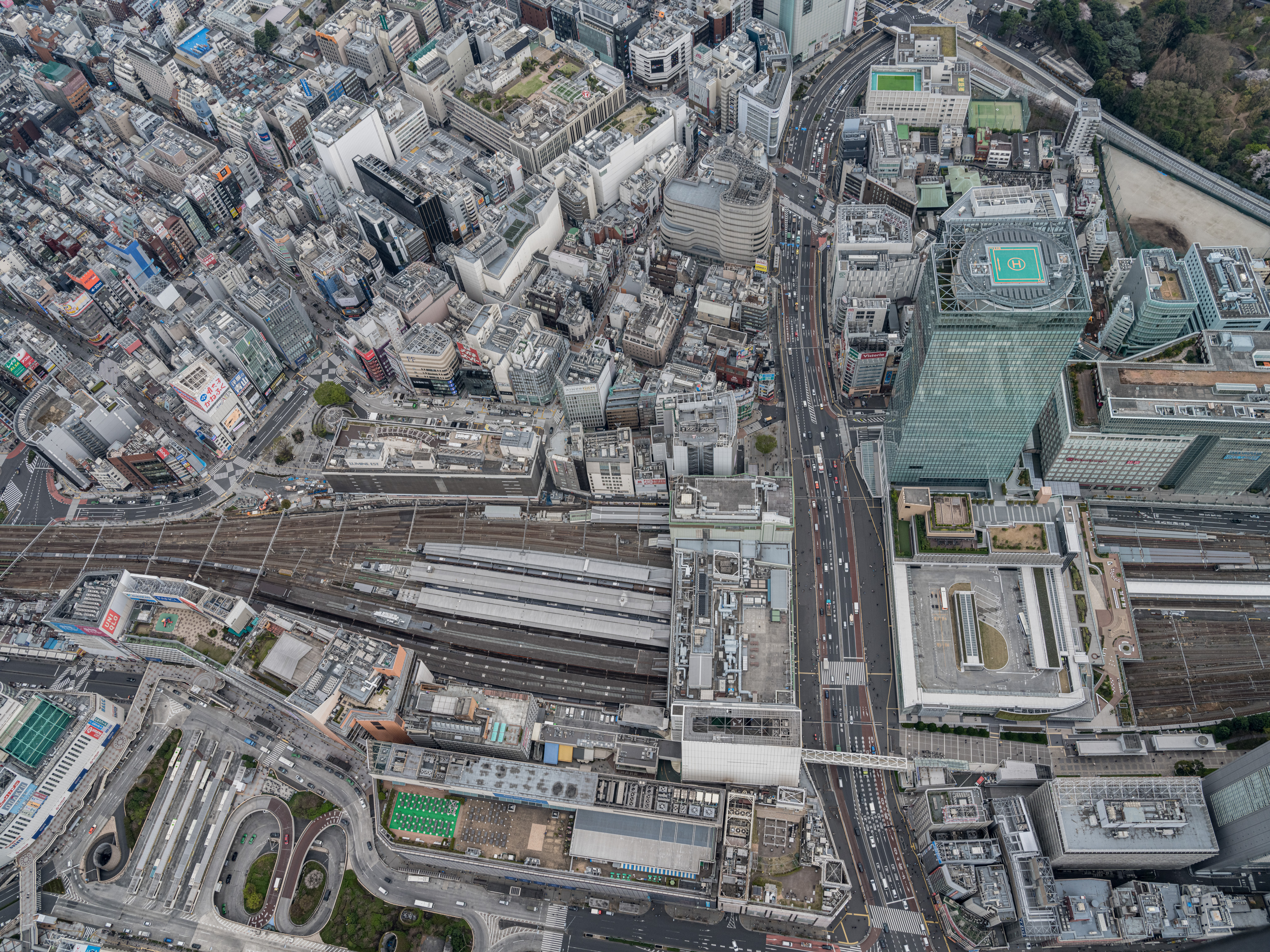
上空より駅全景（2021年4月）

新宿駅（しんじゅくえき）は、東京都新宿区・渋谷区にある、東日本旅客鉄道（JR東日本）・京王電鉄・小田急電鉄・東京地下鉄（東京メトロ）・東京都交通局（都営地下鉄）の駅である。
各社間の路線の乗り換えや直通運転も含めた1日あたりの平均乗降者数は約300万人で、世界最多の駅利用者数としてギネス世界記録に認定されている（2023年）。
新宿地区の中心に位置しており、東京都西部の多摩地域を中心に郊外のベッドタウンを結ぶ中央線や私鉄などの路線と、新宿駅から千代田区や港区といった都心方面に伸びる地下鉄やJRの路線が結集しており、多くの通勤・通学客が郊外から都心方面への乗り換えなどで利用するため利用者数が非常に多い。
当駅周辺は東口（新宿・歌舞伎町）を中心として日本最大の繁華街・歓楽街が広がっており、昼夜を問わず人の流れが絶えない。また、西口（西新宿）は「副都心」として超高層ビルが林立する東京でも有数の規模を誇るオフィス街である。JRの駅を中心に東口・西口・南口、周辺の各地下鉄駅、商業施設などが地下通路や地下街などで広範囲に連絡している。

## 概要
もともと駅開業時の1885年（明治18年）には、当駅は東京の街外れに位置していたため、駅利用者数は1日50人程度の小さな駅であった。1923年に発生した関東大震災をきっかけに駅利用者数が急増するようになり、その後の高度成長期を経て新路線の開業に伴う駅施設の拡張や駅周辺の再開発などにより、日本を代表する巨大ターミナル駅へと発展した。現在は「新宿グランドターミナル」といった再開発計画が進行中で、2040年代の完成を目指して駅施設の改良及び駅周辺の建物のスクラップアンドビルドが計画されている。

## 乗り入れ路線
JR東日本・京王電鉄・小田急電鉄・東京メトロ・東京都交通局の5社局が乗り入れるターミナル駅である。以下のうち、京王線と小田急小田原線、都営地下鉄新宿線は当駅を起点としている。
このうち、都営大江戸線のホームは渋谷区代々木に所在し、同区で最北端に位置する（都営新宿線及び他社路線は全て新宿区）。同一駅名で複数の市町村区の所在地が存在する珍しい駅である。

### JR東日本
JR東日本の駅に乗り入れている路線は、線路名称上は山手線と中央本線で、このうち山手線を当駅の所属線としている。一方、当駅に乗り入れている運転系統は以下のように多岐にわたっている。また、特定都区市内制度における「東京都区内」および東京山手線内に属する。また、JR東日本の駅には「SJK」のスリーレターコードが付与されている。
（線路名称上の）山手線では、電車線を走行する環状線としての山手線電車のほか、山手貨物線を走行する埼京線と湘南新宿ラインが全列車停車する。旅客案内ではそれぞれ別路線として扱われている。また、空港連絡特急「成田エクスプレス」や、東武日光線直通特急なども山手貨物線経由で乗り入れている。
中央本線では、急行線を走行する中央線快速電車と、緩行線を走行する中央・総武線各駅停車の2系統が運行されている。また、甲府駅・松本駅方面へ向かう特急列車も発着する（複々線区間では急行線を走行する）。
- 山手線：渋谷駅・品川駅方面（内回り）、池袋駅・上野駅方面（外回り）の電車線を走行する環状線 - 駅番号はJY 17[5]。
- 埼京線：山手貨物線を走行、大宮駅方面の川越線と大崎駅方面のりんかい線新木場駅まで、東海道貨物線経由で羽沢横浜国大駅から相鉄線との相互直通運転も実施 - 駅番号はJA 11[6]。
- 湘南新宿ライン：山手貨物線を走行する中距離電車、大宮駅方面（北行）の宇都宮線・高崎線と横浜駅方面（南行）の東海道線・横須賀線を相互直通運転 - 駅番号はJS 20[7]。
- 中央線快速：急行線を走行する中央本線の近距離電車、立川駅から青梅線の青梅駅および大月駅から富士山麓電気鉄道富士急行線の河口湖駅まで直通する列車も運行 - 駅番号はJC 05[8]。
- 中央・総武線（各駅停車）：緩行線を走行する中央本線の近距離電車、御茶ノ水駅から総武本線緩行線に直通 - 駅番号はJB 10[9]。

### 京王電鉄
京王電鉄の駅に乗り入れている路線は、線路名称上は京王線のみであるが、運転系統は当駅を起点とする「京王線」と、都営地下鉄新宿線と直通運転を行っている「京王新線」に分かれており、前者が発着する駅は「京王線新宿駅」、後者は「新線新宿駅」と呼ばれている。京王八王子駅方面の列車のほか、調布駅から相模原線に直通する列車、北野駅から高尾線に直通する列車も設定されている。駅番号は京王線新宿駅・新線新宿駅共通で「KO 01」が与えられている。京王電鉄の駅では唯一新宿区に所在する駅で、京王線新宿駅・新線新宿駅とも単独で新宿管区に所属する。

### 小田急電鉄
小田急の路線は、当駅を起点とする各駅停車、快速急行、急行は小田原駅までの小田原線、相模大野駅から江ノ島線に直通する列車、新百合ヶ丘駅から多摩線に直通する列車が運行されている。また、特急ロマンスカーの発着駅ともなっている。駅番号は「OH 01」が与えられている。小田急の駅では最北端かつ最東端に位置する。

### 東京地下鉄
東京地下鉄（東京メトロ）は丸ノ内線が乗り入れており、駅番号が与えられている。
- 東京メトロ丸ノ内線 - 駅番号はM 08。

### 東京都交通局
東京都交通局（都営地下鉄）は2路線が乗り入れており、各路線ごとに駅番号が与えられている。
- 都営地下鉄新宿線 - 駅番号はS 01。
- 都営地下鉄大江戸線 - 駅番号はE 27。

### その他の鉄道路線
以下の駅とは地下通路などでつながっており、各鉄道会社によっては公式な接続駅となっている駅もある。
- 西武新宿駅（西武新宿線）- 新宿サブナード経由で連絡。東京メトロ丸ノ内線の新宿駅（および都営地下鉄大江戸線の新宿西口駅）と接続駅扱いで、乗り換え割引の適用もある。その他、都営地下鉄新宿線・大江戸線を除き、他線の新宿駅とも定期券における連絡運輸を取り扱っている（西武新宿線 - 都営地下鉄新宿駅方面相互間の連絡運輸は、新宿西口駅から都庁前駅経由のほか、中井駅接続でも取り扱っている）。
- 新宿西口駅（都営地下鉄大江戸線）- 丸ノ内線新宿駅や西武新宿駅と接続駅扱いで、乗り換え割引の適用もある。このほか都営地下鉄新宿線・大江戸線を除き、他線の新宿駅とも定期券による連絡運輸を取り扱っている。東京都交通局は他社線から大江戸線への乗り換えについて、目的地に応じて新宿西口駅と新宿駅を使い分けるよう案内している[11]。
- 新宿三丁目駅（東京メトロ丸ノ内線・副都心線、都営地下鉄新宿線）- 新宿通り真下・丸ノ内線直上の地下通路（メトロプロムナード）および甲州街道直下の地下通路で連絡。

### 地下鉄各線との連絡
当駅において京王・小田急・東京メトロ・都営地下鉄の相互間で乗継割引が適用される場合があるが、連絡する事業者によって割引の有無が異なる。なお、東京メトロ丸ノ内線と都営地下鉄新宿線・大江戸線は両駅間の距離が遠いため、乗継割引が適用されない。丸ノ内線と新宿線の乗換は新宿三丁目駅、丸ノ内線と大江戸線の乗換は東京メトロ新宿駅・都営地下鉄新宿西口駅間（接続駅扱い）または新宿三丁目駅 - 新宿駅間のみ新宿線経由乗り換え（あるいは中野坂上駅接続）で行えば乗継割引70円が適用される。
- 乗継割引適用の有無（○：適用、×：不適用）

| ○ | 小田急 |            |            |                |
| ○ | ○      | 東京メトロ |            |                |
| ○ | ○      | ×          | 都営新宿駅 |                |
| × | ×      | ○          | ×          | 都営新宿西口駅 |

## 歴史
東京の副都心・新宿に位置するターミナル駅である。1885年に日本鉄道により当時の南豊島郡角筈村に現在の山手線が開業したのが当駅の始まりである。4年後の1889年には南豊島郡淀橋町となる。この当初は東京市(現在の東京23区)には含まれておらず、東京市の郊外として周辺は田畑が広がっていた。開業時から新宿を副都心にする計画が発表されるまでは当駅周辺はまだ街の外れで閑散としており利用客は少ないものだった。1923年の関東大震災をきっかけに、浅草や銀座、日本橋といった地盤が弱い下町の繁華街が壊滅的な被害を受け、表層地盤が比較的強い武蔵野台地上の新宿や東京西部の郊外に人口がシフトしていった。次第に東京の市街地が西側（山の手）に拡大するにつれ、東京市西部のターミナル駅として多くの私鉄が乗り入れるようになる。ターミナルとなって周辺が発展するにつれて利用客は増え続け、1931年には私鉄や日本国有鉄道（国鉄）などを合わせた利用者数で日本一になった。また、鉄道の一大拠点として成長するにつれ、戦前から東口は東京有数の繁華街として発展していった。そして、1966年の乗車人数では、国鉄池袋駅の41万67人を抜いて、当駅が41万69人と日本一である。さらに1960年代から当駅西側一帯（西新宿）で進められた新宿副都心計画によって、70年代には多くの超高層オフィスビルが建設され利用者の増加に拍車がかかった。

### 戦前
新宿駅の駅名は、江戸時代に甲州道中（甲州街道）の日本橋と高井戸の間に新しく作られた宿場「内藤新宿」が由来する。
1885年（明治18年）3月1日、日本初の私鉄（実質上の半官半民会社）である日本鉄道が赤羽 - 品川間（のちの山手線の一部および赤羽線にあたる）で支線を開業。その中間駅として「新宿駅」を開業した。これが現在の新宿駅の起こりである。初代駅舎は現在の新宿駅東口駅ビル「ルミネエスト新宿」（旧：マイシティ）の位置にあった。初代駅舎は木造で改札口は1箇所、列車は2両編成であった。当時は町外れに駅が設けられたため駅前には茶屋があるのみで、乗降客は1日50人程度、雨の日はほとんど利用がないこともあったという。
次いで1889年（明治22年）4月11日、甲武鉄道により新宿 - 立川間が開業し、同年8月11日には八王子まで延伸された。
1906年（明治39年）3月、新宿駅構内の改良工事が竣工。2代目駅舎が現在の東口付近から「甲州口」（現：南口付近、甲州街道沿い）へ移転した。駅舎移転に伴い、甲武鉄道は駅南端の「甲州口」のほか、北端の「青梅口」（現：西口付近、大久保駅寄りの青梅街道沿い）の2箇所にプラットホームを設置した。青梅口付近の淀橋には淀橋浄水場があり、また東京地方専売局淀橋工場が銀座三丁目（銀座松屋裏）から移転するなど、付近で働く労働者が増えたため通勤需要に応えたものである。同年3月31日には鉄道国有法を公布、これにより同年10月1日に甲武鉄道が国有化され中央本線の一部となった。
1923年（大正12年）に関東大震災が発生し、東京市中心部は壊滅的な被害を受けた。震災で被災した人々は浅草や両国などの下町から、地盤の安定した東京西部の武蔵野台地へ移り住み、人の流れが大きく変わることとなった。これにより新宿駅の利用者も急増した。翌1924年（大正13年）には震災復興のための拡張工事が行われ、甲武鉄道によって作られた中央線の2箇所のプラットホームを一本化。1925年（大正14年）には鉄筋コンクリート造2階建ての3代目駅舎が完成した。そして震災4年後の1927年（昭和2年）には、早くも一日あたりの乗降客数が日本一に達した。
これと前後して私鉄の乗り入れも相次ぎ、1915年（大正4年）に京王電気軌道（現・京王電鉄）が南口の甲州街道上に、1923年（大正12年）には帝国電灯西武軌道線（のちの都電杉並線）が東口に、1927年（昭和2年）には小田原急行鉄道（現・小田急電鉄）が西口にそれぞれ新宿駅を開業させている。
京王線の新宿起点は、新宿駅ではなく新宿追分交差点であり、現在の新宿三丁目駅の位置付近（伊勢丹新宿店の交差点南側路上）にあった。のちに隣接する路面外の土地に移設され京王新宿駅を名乗るが、太平洋戦争末期の1945年（昭和20年）5月25日に空襲で初台の変電所が被災して京王線の電圧が降下した影響で南口跨線橋の急勾配を電車が走行できなくなり、同年7月24日に現在の西口に移転している。
初代新宿駅はかつての宿場町として栄えた内藤新宿（現：新宿1～3丁目付近）からは西に外れた場所にあったわけだが、2代目駅舎が甲州街道沿いに建設されたことにより、街道沿いに商店が立ち並び始め、宿場町から新宿駅周辺にかけて賑わいを見せるようになる。さらに3代目駅舎が青梅街道沿いに移ったことで、駅東口の繁華街が青梅街道沿いに拡がった。この頃には新宿駅付近に百貨店が開店し、1926年（大正15年）にほてい屋、1930年（昭和5年）に三越新宿店（現：ビックロ）が開業。1933年（昭和8年）には伊勢丹が開業し、隣接地にあったほてい屋を1935年（昭和10年）に買収した。

### 戦後
戦後には、1952年（昭和27年）に西武鉄道の新宿線が西武新宿駅（歌舞伎町付近）まで延伸した。また地下鉄各線が新宿駅に乗り入れて開業している。1960年代には、新宿駅を出てすぐの甲州街道上を走っていた京王線が路面区間解消のために地下化され、小田急小田原線も限られたスペースでの発着番線確保のために駅が二層化された。1964年（昭和39年）には民衆駅（国鉄の駅ビル）として、東口に新宿ステーションビル（のち「マイシティ」を経てルミネエスト新宿）が開業した。
京王と小田急のホームが地上にあった一時期に、のりばの番号が国鉄（現・JR）→小田急→京王の順で連番だったこともある。当時は各社の駅をつなぐ連絡跨線橋が設置され乗り換えに供用されていた。また軌間が同じ国鉄と小田急の間には連絡線が設置されていた。
かつて国鉄駅の東側には新宿貨物駅があり、構内はヤード機能も備えられており、その敷地は代々木駅手前まで広がっていた。新宿駅の最も東側には山手貨物線が通っており、西側に向かって下り着発線2線、仕訳線10線、客車留置線2線があり、西側に各旅客線ホームが配置されていた（厳密には貨物仕訳線と旅客ホームは斜めにずれている）。このほか貨物積卸線群、貨車留置線群、引上げ線や客貨車区なども備えていた。線路は中央本線（中央線快速・中央・総武緩行線）とも繋がっており、中央本線の西側方面や東側方面（飯田町駅まで製紙を輸送）への貨物列車の中継地点にもなっていた。
山手線内では最大規模の貨物駅であり、1980年（昭和55年）5月20日の池袋貨物駅廃止後は山手線内最後の貨物駅となっていた。最終的には1984年（昭和59年）2月1日に国鉄当駅での貨物の取り扱いが廃止された。
現在の新宿駅南側に位置する1 - 6番線ホームやタカシマヤタイムズスクエア、JR新宿ミライナタワービル部などの一帯が、かつての新宿貨物駅跡である。

### 年表

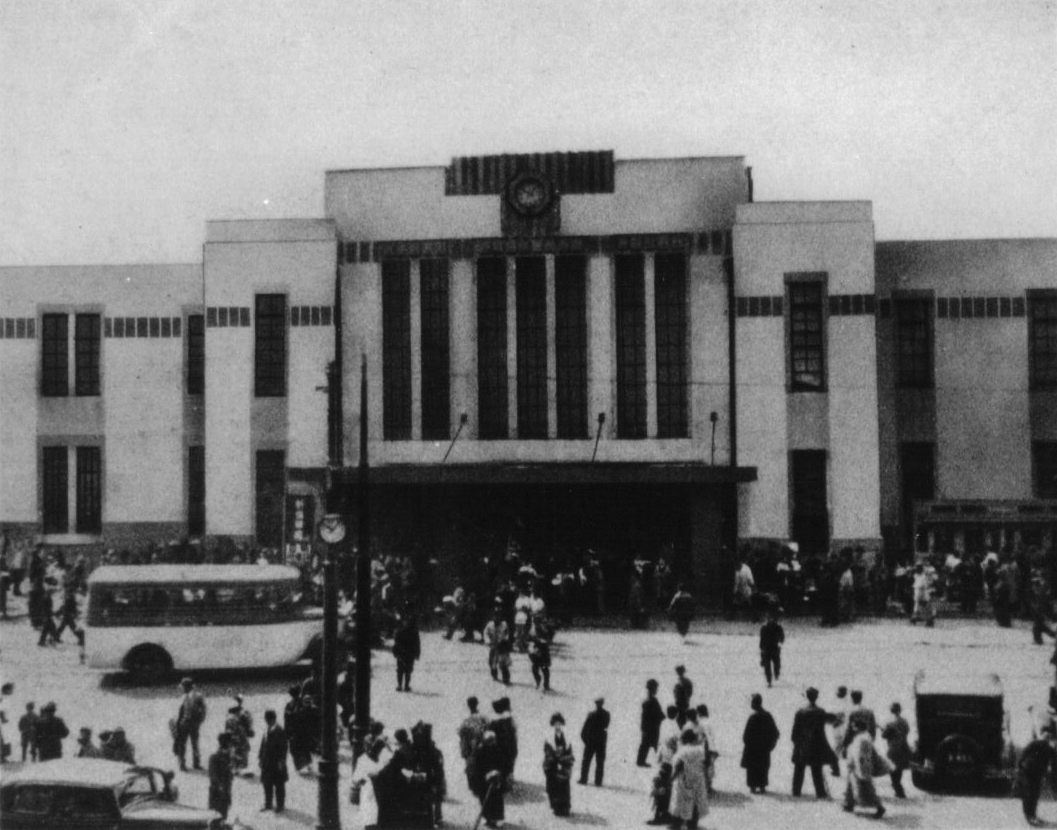
新宿駅（1925年）

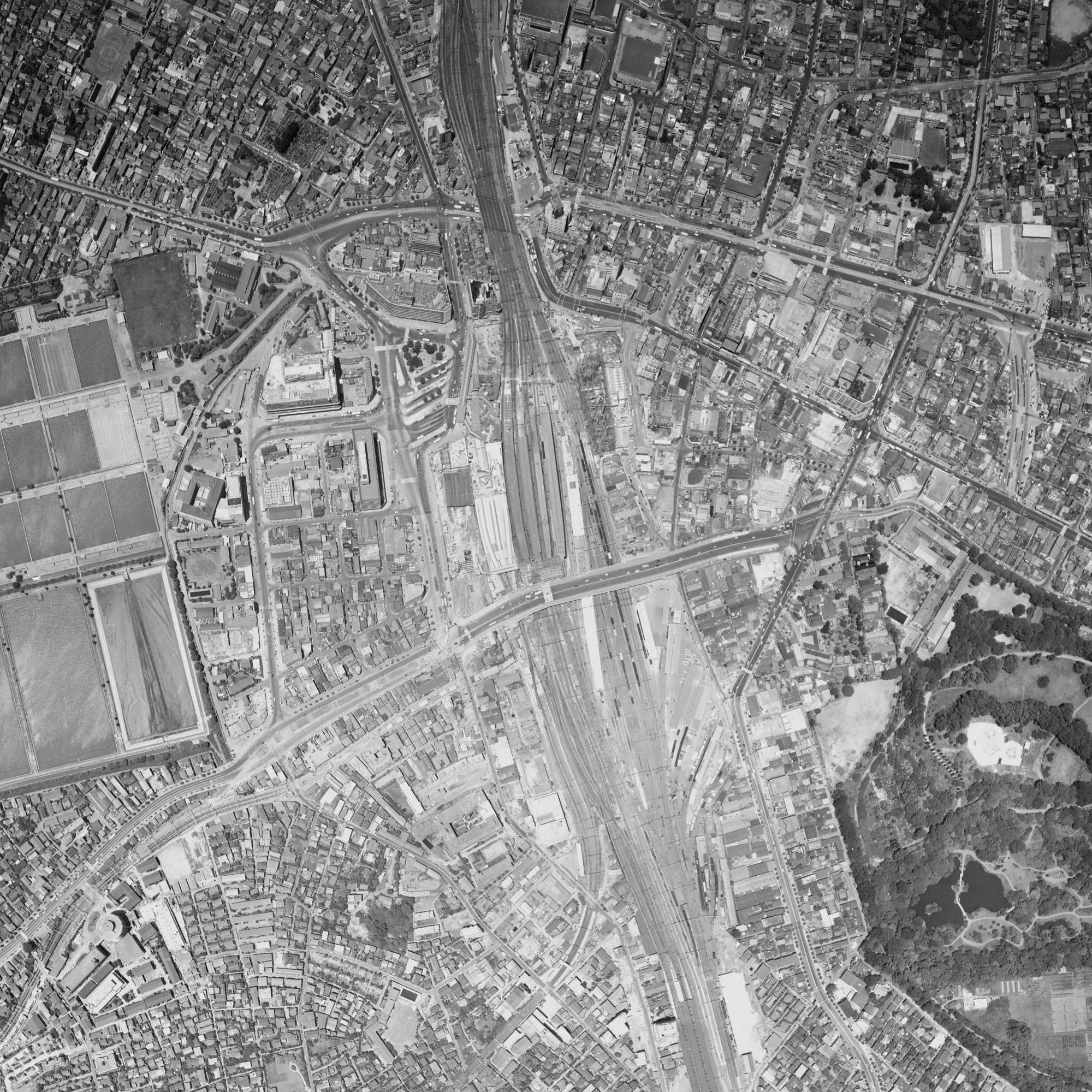
新宿駅周辺の白黒空中写真（1963年6月撮影）

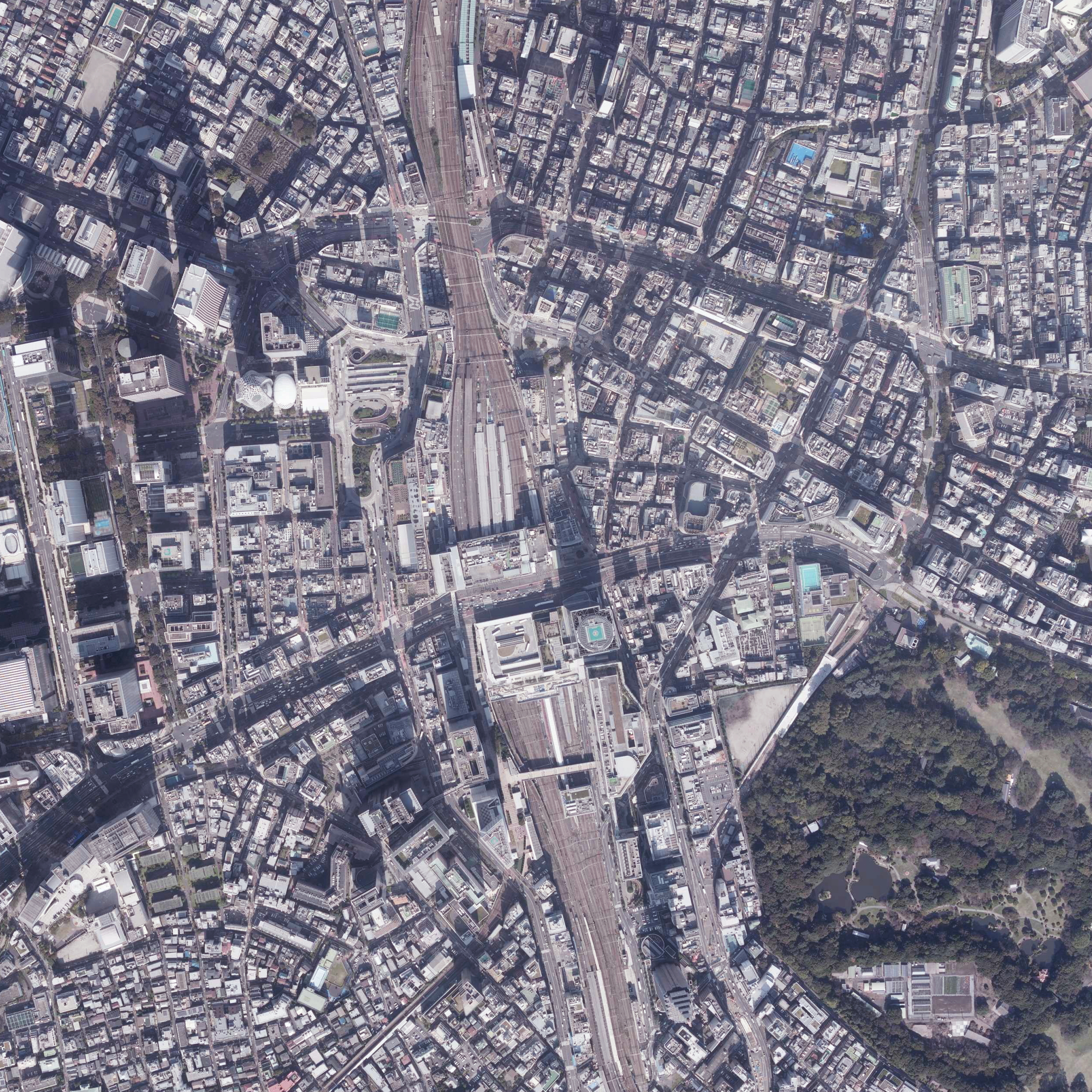
新宿駅周辺の空中写真（2019年11月撮影）

- 1885年（明治18年）3月1日：東京府南豊島郡角筈村に日本鉄道の駅が開業（現在のルミネエスト新宿付近で開業）[20][21]。貨物営業も開始[20]。
- 1889年（明治22年）4月11日：甲武鉄道の駅が開業[22]。
- 1904年（明治37年）1月：駅改良工事に着手[23]。
- 1906年（明治39年）
  - 3月1日：駅改良工事が竣工[24]。同時に甲州街道に面した場所（現在の東南口付近）に駅本屋を移転[24][21]。甲武鉄道の電車ホームが甲州口ホームと青梅口ホームの2箇所設けられる（ホーム間は約350 m）[21]。
  - 10月1日：甲武鉄道が鉄道国有法により国有化[25]。
  - 11月1日：日本鉄道が鉄道国有法により国有化[25]。
- 1909年（明治42年）10月12日：線路名称制定により山手線の所属となる。
- 1915年（大正4年）5月1日：京王電気軌道（京王電鉄の前身）の駅が甲州街道上に開業（当時は停車場前）[26]。
- 1916年（大正5年）11月28日：駅構内にある新宿電車庫で火災が発生する[27]。
- 1919年（大正8年）10月7日：駅改良工事に着手（後の関東大震災により大破）[28]。
- 1923年（大正12年）
  - 9月1日：関東大震災により駅舎が大破する[29][21]。
  - 12月2日：帝国電灯西武軌道線（のちの都電杉並線）の駅が東口に開業[29]。
- 1924年（大正13年）
  - 7月13日：中央線（旧甲武鉄道）甲州口ホームと青梅口ホームが1箇所に集約される[30]。
  - 9月11日：青梅口（南口）を開設[30]。
- 1925年（大正14年）4月26日：新駅舎が完成[30][21]。旅客専用地下道及び小荷物専用地下道の供用開始[30][31]。
- 1926年（大正15年）
  - 5月1日：甲州街道口にあった旧駅舎が廃止される[30]。
  - 6月1日：貨物中継ホームを新設[32]
- 1927年（昭和2年）
  - 4月1日：小田原急行鉄道（小田急電鉄の前身）の駅が開業[33]。
  - 10月28日：京王ビルを建設し、京王電気軌道（京王電鉄の前身）の駅が当ビルの1階に移転[34][35]。
- 1932年（昭和7年）11月21日：貨物中継業務を廃止[36]。
- 1937年（昭和12年）
  - 4月1日：特別一等駅の指定を受ける[37]。
  - 5月1日：京王電気軌道（京王電鉄の前身）の駅が四谷新宿駅から京王新宿駅に改称[35]。
  - 6月1日：京王電気軌道との連絡運輸を開始[37]。
- 1942年（昭和17年）5月1日：戦時中の合併により小田急電鉄の駅が東京急行電鉄小田原線の駅となる[38]。
- 1944年（昭和19年）5月31日：戦時中の合併により京王電気軌道の駅が東京急行電鉄の駅となる[35]。
- 1945年（昭和20年）
  - 5月25日：空襲で被災[39]。
  - 7月24日：東急京王線の起点が四谷新宿駅から国鉄青梅口（現在の西口）の新宿駅に暫定移転[39][40]。
- 1947年（昭和22年）
  - 1月23日：甲州口に東急小田原線と東急京王線との連絡口を開設[41]。
  - 4月7日：中央地下道に東急小田原線との連絡口を開設[41]。
- 1948年（昭和23年）6月1日：東京急行電鉄の分割により東京急行電鉄の駅が京王帝都電鉄（現・京王電鉄）および小田急電鉄の駅になる[38][40]。
- 1952年（昭和27年）3月25日：西武新宿駅開業[42]。
- 1955年（昭和30年）10月：ラッシュ時に混雑する国鉄ホームに旅客整理係学生班が投入。乗客を車内に押し込む様子から「押し屋」と呼ばれるようになった[43]。
- 1958年（昭和33年）5月1日：中央地下道口を開設[44]（中央地下道から東口への出入口）[45]。
- 1959年（昭和34年）3月15日：営団地下鉄丸ノ内線の駅が開業[46]。
- 1961年（昭和36年）
  - 2月8日：営団地下鉄荻窪線（現在の丸ノ内線新宿駅 - 荻窪駅間）が開業。
  - 12月7日：国鉄甲州口（のちの南口）駅舎が火災で全焼[47]。
- 1962年（昭和37年）11月3日：小田急百貨店（現在のハルク）がオープン[38][48]。
- 1963年（昭和38年）
  - 4月1日：京王帝都電鉄の新宿駅が地下駅となる[49]。道路との併用軌道から切り替え[50][35]。
  - 7月1日：貨物低床ホームの使用開始[50]。
  - 12月1日：都電杉並線廃止[50]。
  - 12月20日：国鉄甲州口（南口）駅舎再建[51]。
- 1964年（昭和39年）
  - 2月17日：小田急電鉄新宿駅第1次大改良工事完成[38]。立体式ターミナルになり地下ホームの使用を開始する[52][53]。
  - 5月18日：地上8階・地下3階の国鉄東口駅舎及び地下街が完成、オープンは5月20日。[53]。
  - 11月10日：京王百貨店新宿店がオープン[54]。
- 1965年（昭和40年）9月25日：みどりの窓口が開設[55]。
- 1966年（昭和41年）11月30日：西口駅前立体広場が完成[56]。
- 1967年（昭和42年）
  - 8月8日：米軍燃料輸送列車事故が発生、国電1,100本が運休[57]。
  - 11月21日：地上14階・地下3階建の小田急新宿駅ビルが完成[38][57]。
- 1968年（昭和43年）
  - 6月1日：小田急電鉄新宿駅ホームにクーラーを設置し、供用開始[新聞 3]。
  - 10月21日：新宿騒乱事件が発生[58]。全学連の学生運動が活発化。
- 1969年（昭和44年）
  - 6月28日：新宿西口反戦フォークゲリラ事件が発生。フォークソングの歌手達が反戦歌などでベトナム戦争反対を訴え、最大で4万人が集結するが、警察が集会を禁止した。
  - 10月21日：新宿駅線路内に過激派が乱入する10.21国際反戦デー闘争 (1969年)が発生[59]。
- 1970年（昭和45年）3月26日：都電が廃止され、新宿から路面電車が消滅[59]。
- 1973年（昭和48年）4月24日：首都圏国電暴動発生。新宿駅構内でも破壊・放火などの被害[60]。
- 1974年（昭和49年）月：国鉄の改札内に「アルプスの広場」を開設[61]。
- 1976年（昭和51年）3月10日：国鉄南口駅舎改築。新宿ルミネオープン[62]。
- 1978年（昭和53年）
  - 10月31日：京王新線開業[54]。
  - 11月17日：国鉄東口駅舎改装。駅ビル名が新宿マイシティ（のちのルミネエスト新宿）に改称[63]。
- 1980年（昭和55年）
  - 3月16日：都営地下鉄新宿線の駅が開業し、京王帝都電鉄と相互乗り入れ開始[64][54]。
  - 8月19日：新宿西口バス放火事件発生[64]。
- 1981年（昭和56年）7月13日：小田急電鉄の地下駅ホームの使用を再び開始し、地下駅も10両運転対応となる[新聞 4]。
- 1982年（昭和57年）
  - 4月1日：小田急電鉄新宿駅第2次大改良工事完成[38]。地上駅・地下駅とも10両編成運転に対応した（10両運転そのものは地上駅のホームを利用して1977年7月に開始していた[65]）ほか、乗り換えが改善された。
  - 9月1日：国鉄南口コンコースの拡幅される[66]。
  - 10月19日：京王帝都電鉄の新宿駅ホームを10両編成化する工事が完成[新聞 5]。
  - 11月15日：国鉄駅のヤード機能を廃止[17]。
- 1984年（昭和59年）
  - 2月1日：国鉄駅での貨物の取り扱いが廃止[17][67]。
  - 10月4日：南口に駅ビル「新宿ミロード」がオープン[68]。
- 1986年（昭和61年）3月3日：国鉄埼京線運行区間が延伸。第1ホーム（現1・2番線）を使用開始し既存ホームの番線がずれる。
- 1987年（昭和62年）4月1日：国鉄分割民営化に伴い、国鉄の駅は東日本旅客鉄道（JR東日本）の駅（山手線所属）となる[69]。
- 1988年（昭和63年）10月20日：ルミネ2口（のちの東南改札）がオープン[新聞 6]。
- 1990年（平成2年）
  - 6月5日：丸ノ内線ホームの西新宿方にある引上線にて、回送列車が車止めに衝突する事故が発生する。詳細は営団地下鉄丸ノ内線新宿駅引上線衝突事故を参照。
  - 6月30日：南口に自動改札機を設置し、供用開始[70]。
- 1991年（平成3年）
  - 1月16日：小田急電鉄の西口に自動改札機を設置し、供用開始[71]。
  - 2月23日：京王帝都電鉄の改札口に自動改札機を設置し、供用開始[71]。
  - 3月9日：JRの東口、中央口に自動改札機を設置し、供用開始[70]。
  - 3月16日：JRの新南口がオープン[70][新聞 7]。同時に自動改札機の供用開始[70]。
  - 3月19日：「成田エクスプレス」運転開始により第2ホーム（現3・4番線）を使用開始し、既存ホームの番線がずれる。西口、小田急口に自動改札機を設置し、供用開始[70]。
- 1993年（平成5年）12月1日：ダイヤ改正で、中央本線の中距離列車の当駅乗り入れを廃止。
- 1995年（平成7年）
  - 4月1日：JRの東南口に自動改札機を設置し、供用開始[72]。
  - 5月5日：当駅で青酸ガス事件が発生（新宿駅青酸ガス事件、オウム真理教（→アーレフ）の元信者の犯行）。
- 1996年（平成8年）3月9日：JRと小田急の連絡改札口に自動改札機を設置し、供用開始[73]。
- 1997年（平成9年）12月19日：都営地下鉄大江戸線の駅が開業[74]。
- 2000年（平成12年）：JR東日本の駅が関東の駅百選に選定される。小田急・京王・都営・営団（当時）は選定対象になっていない。
- 2001年（平成13年）
  - 3月27日：京王線のダイヤ改定により準特急が新設され、その始発・終着駅となる。
  - 11月18日：ICカード「Suica」の利用が可能となる[報道 1]。
  - 12月1日：湘南新宿ラインが停車を開始。
- 2002年（平成14年）3月23日：小田原線に湘南急行が設定され、発着駅となる[75]。
- 2003年（平成15年）2月1日：甲州街道跨線橋架け替え工事に伴い、中央線特急の発着ホームを現在使用の仮設ホームに移転[76]。既存の第3ホームの工事開始。
- 2004年（平成16年）
  - 4月1日：帝都高速度交通営団（営団地下鉄）民営化に伴い、丸ノ内線の駅は東京地下鉄（東京メトロ）に継承される[報道 2]。
  - 9月25日：甲州街道跨線橋架け替え工事に伴い、中央線快速上りの発着ホームを工事中だった第3ホームに移転[77]。それまで使っていた第4ホームの工事開始。
  - 12月11日：小田原線に快速急行・区間準急が設定され、発着駅となる[78]。
- 2006年（平成18年）
  - 3月18日：東武日光線直通特急「（スペーシア）日光・きぬがわ」が運行開始[報道 3][報道 4]。
  - 4月16日：甲州街道跨線橋架け替え工事に伴い、サザンテラス口がオープン。中央線快速下りの発着ホームを工事中だった第4ホームに移転。それまで使っていた第5ホームの工事開始。
- 2007年（平成19年）
  - 3月18日
    - JR新宿駅で、中央線快速・特急ホーム増床に伴い、山手線・中央・総武線各駅停車の番線番号を2ずつ繰り上げ（11 - 14番線→13 - 16番線）。
    - 小田急電鉄・京王電鉄・東京メトロ・都営地下鉄でICカード「PASMO」の利用が可能となる[報道 5]。

  - 4月15日：甲州街道跨線橋架け替え工事に伴い、中央線快速下りの発着ホームを工事中だった第5ホーム（11・12番線）に移転。それまで使っていた第4ホーム（9・10番線）の工事開始。
  - 11月25日：甲州街道跨線橋架け替え工事に伴い、中央線特急の発着ホームを仮設ホームから工事中の第4ホームに移転[新聞 8]。
- 2008年（平成20年）3月15日：ダイヤ改正で、「成田エクスプレス」や東武線直通特急などの発着ホームを第2ホームから仮設ホームに移転。
- 2010年（平成22年）11月28日：甲州街道跨線橋架け替え工事に伴い、新南口を移設。
- 2018年（平成30年）
  - 3月17日：ダイヤ改正により、小田急線で新設された通勤急行の終着駅となる[79]。
  - 11月28日：この日より約3か月間、駅ナカシェアオフィス「STATION WORK」のブース型「STATION BOOTH」の実証実験を、甲州街道改札内にて実施[報道 6]。
- 2019年（令和元年）
  - 8月1日：「STATION BOOTH」を本格開始[報道 7]。
  - 9月2日：相模鉄道の車両が初乗り入れ（JRとの相互直通運転前の試験および報道公開）[報道 8][新聞 9]。
  - 11月30日：相鉄線への直通運転の開始[報道 9]。基本的には当駅発着となるが、一部電車は埼京線武蔵浦和・大宮方面に乗り入れ[報道 9]。
- 2020年（令和2年）
  - 2月25日：新南口改札外のびゅうプラザの営業を終了。
  - 7月19日：東西自由通路が供用開始[報道 10][新聞 10]。
- 2022年（令和4年）
  - 1月16日：びゅうプラザの営業を終了[80]。
  - 3月1日：駅たびコンシェルジュ（東口・新南）が開業[報道 11]。
  - 10月2日：小田急百貨店新宿店本館の営業を終了[報道 12][報道 13][新聞 11]。

## 駅構造

### JR東日本
島式ホーム8面16線を有する地上駅。ホームと線路は南北に伸び、東から1 - 16番線となっている。連絡通路は「北通路」「中央通路」と呼ばれる地下道、南口の跨線橋、JR新宿ミライナタワー・バスタ新宿と接続する跨線橋（旧新南口・旧サザンテラス口）の4つである。
かつては、新南口は1 - 6番線のホームからのみ利用できたが、2006年（平成18年）4月16日に跨線橋が延伸されるとともに仮駅舎としてサザンテラス口が開設され、すべてのホームから直接アクセスできるようになった。
1 - 6番線は、ほかのホームに比べると南に位置している。特に5・6番線のホームの一番北側は7・8番線の一番南側と南北でほぼ同じ位置にあり、ホームのほぼ全域が甲州街道（国道20号）より南側の渋谷区に属する。さらにすぐ南隣の代々木駅との距離は5・6番線だと約200メートルほどで、発車メロディが聞こえるほどである。
直営駅で、管理駅として山手線の新大久保駅と高田馬場駅を管理する。また新宿統括センターの拠点駅で、上記の被管理駅に加えて中央線の大久保駅も管轄内にある。
事務管コードは▲442207を使用している。
山手線と中央・総武線各駅停車の発車標は、埼京線の開業前から設置されており、外装は古いままであったが、2020年に液晶ディスプレイ式の新型に更新された。
2007年（平成19年）5月より、各改札前などに東京近郊の系統路線における運行状況マップを掲載したディスプレイが設置された。
利便性向上のため、断続的に改良工事が行われている。

#### のりば
| 番線   | 路線                     | 方向   | 行先                                                          | 備考 |
| ------ | ------------------------ | ------ | ------------------------------------------------------------- | --- |
| 1・2   | 湘南新宿ライン           | 南行   | 横浜・大船・小田原・逗子方面                                  | |
| 1・2   | 埼京線                   | 南行   | 渋谷・大崎・りんかい線・相鉄線方面                            | |
| 1・2   | 埼京線                   | 北行   | 池袋・大宮・川越方面                                          | 当駅始発のみ |
| 3      | 埼京線                   | 南行   | 渋谷・大崎・りんかい線・相鉄線方面                            | 17時以降の当駅始発のみ                                                                                              |
| 3      | 埼京線                   | 北行   | 池袋・大宮・川越方面                                          | 主に当駅始発の列車                                                                                                  |
| 4      | 埼京線                   | 北行   | 池袋・大宮・川越方面                                          | りんかい線・相鉄線方面からのみ                                                                                      |
| 4      | 湘南新宿ライン           | 北行   | 大宮・宇都宮・高崎方面                                        | |
| 5・6   | ■ 成田エクスプレス       | -      | 成田空港方面                                                  | 「あかぎ」「（サフィール）踊り子」「湘南」も発着する ※サフィール踊り子は土休日のみ運転                              |
| 5・6   | 東武線直通（特急）       | -      | 東武日光方面 「スペーシア日光・きぬがわ」                     | 「あかぎ」「（サフィール）踊り子」「湘南」も発着する ※サフィール踊り子は土休日のみ運転                              |
| 7・8   | 中央線（快速）           | 上り   | 御茶ノ水・東京方面 ■特急「あずさ」「かいじ」                  | 主に快速電車は8番線、特急列車は7番線を使用するが、4 - 5時台及び12 - 15時台における全ての快速電車は7番線を使用する。 |
| 9・10  | ■ 中央本線（特急）       | 下り   | 大月・甲府・松本・河口湖方面 「あずさ」「かいじ」「富士回遊」 | |
| 11・12 | 中央線（快速）           | 下り   | 中野・立川・高尾方面                                          | 11番線は一部電車のみ ※土休日運転の「ホリデー快速おくたま」は11番線から発車する                                      |
| 13     | 中央・総武線（各駅停車） | 東行   | 水道橋・秋葉原・千葉方面                                      | |
| 14     | 山手線                   | 内回り | 原宿・渋谷・品川方面                                          | |
| 15     | 山手線                   | 外回り | 池袋・田端・上野方面                                          | |
| 16     | 中央・総武線（各駅停車） | 西行   | 東中野・中野・三鷹方面                                        | |

（出典：JR東日本:駅構内図）

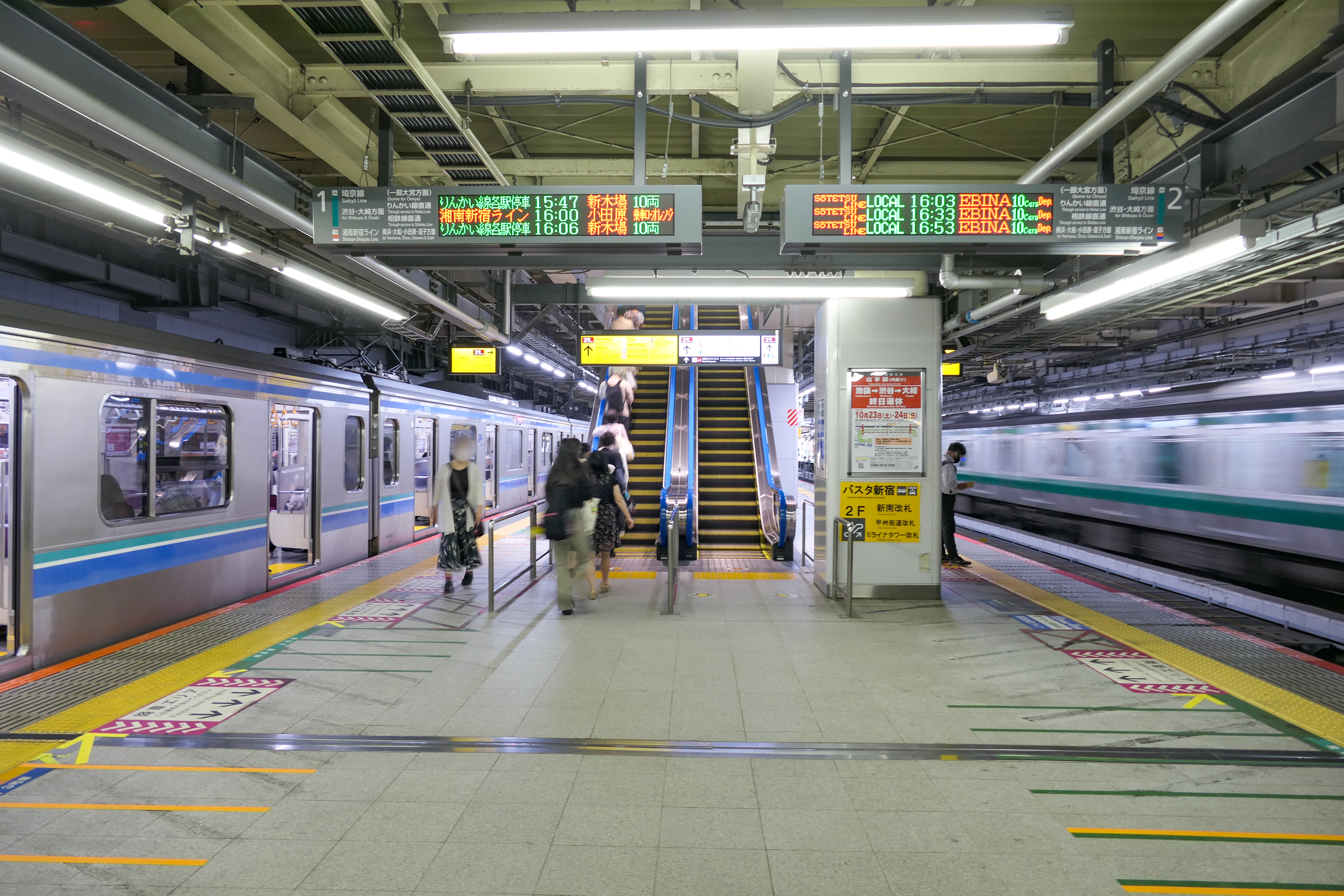
1・2番線（埼京線・湘南新宿ライン）ホーム（2021年10月）
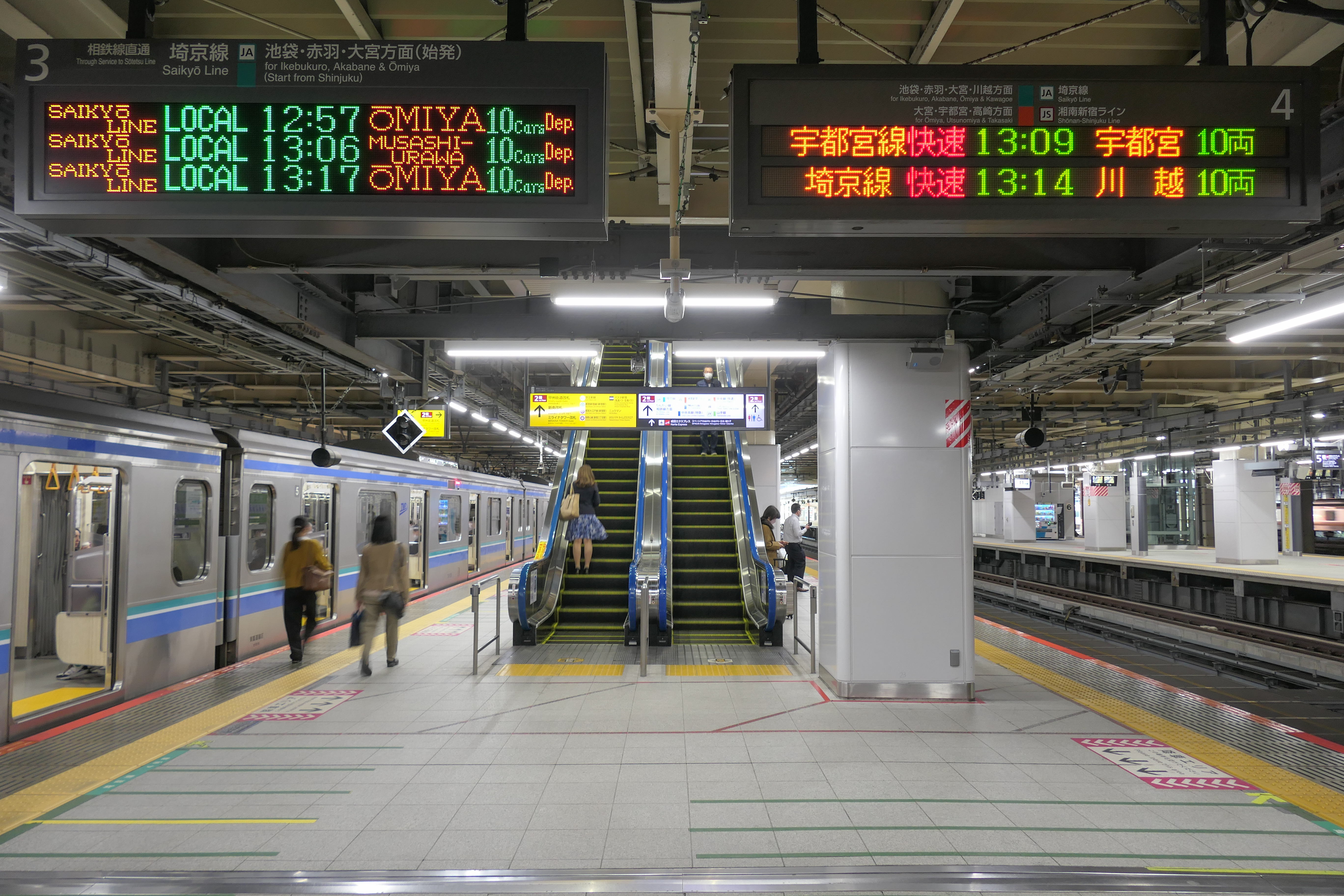
3・4番線（埼京線・湘南新宿ライン）ホーム（2021年10月）
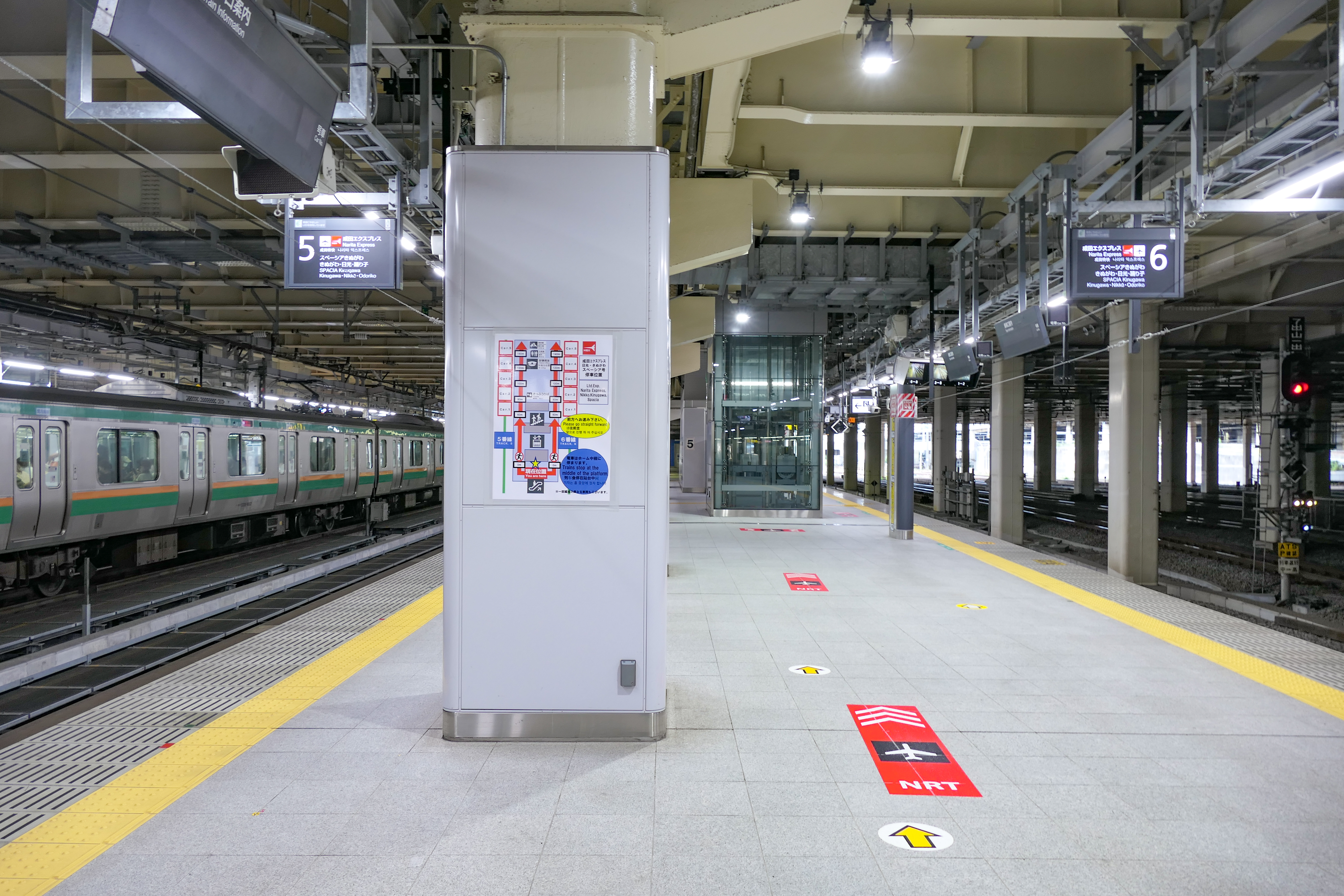
5・6番線（成田エクスプレス・東武線特急）ホーム（2021年10月）
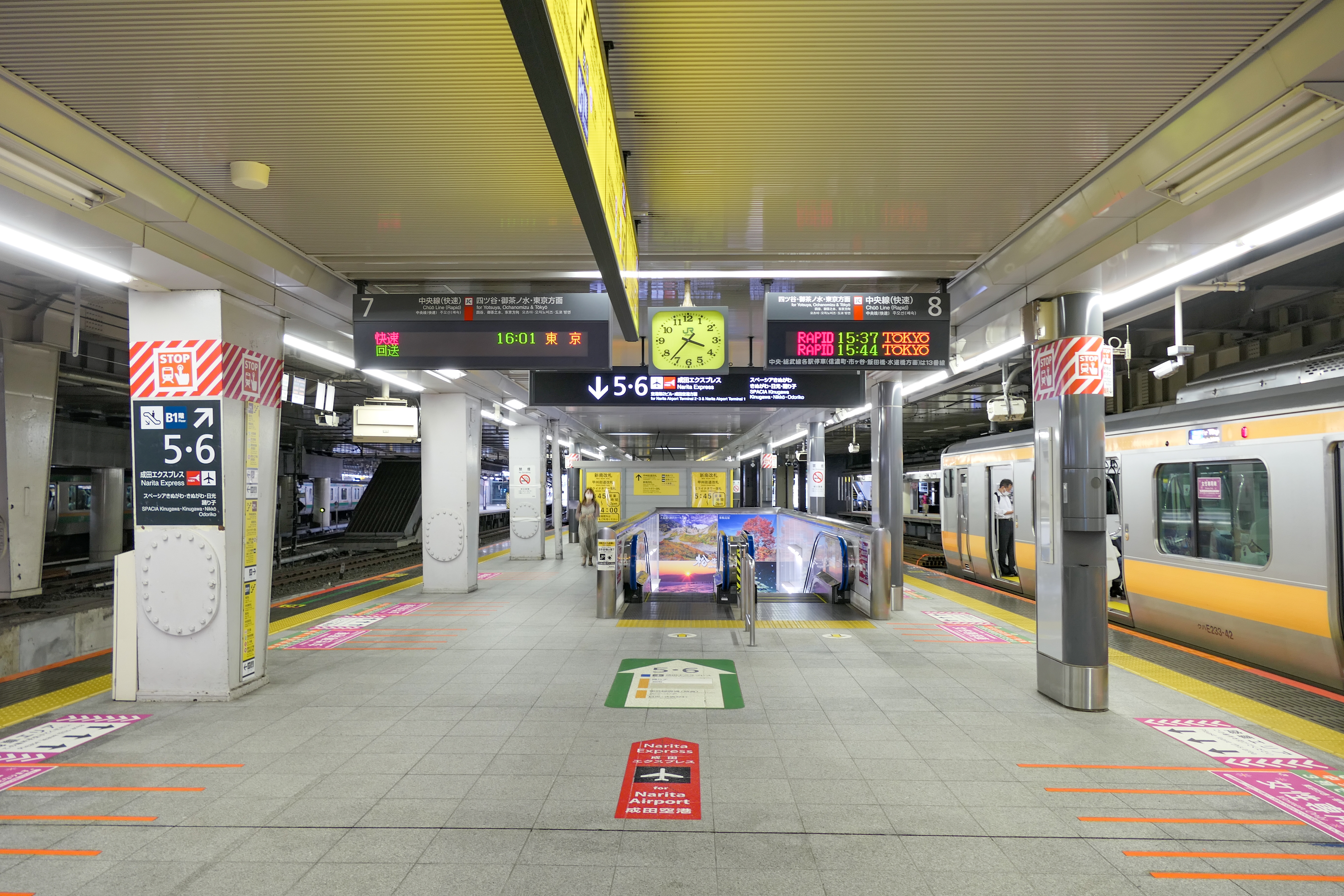
7・8番線（中央線快速）ホーム（2021年10月）
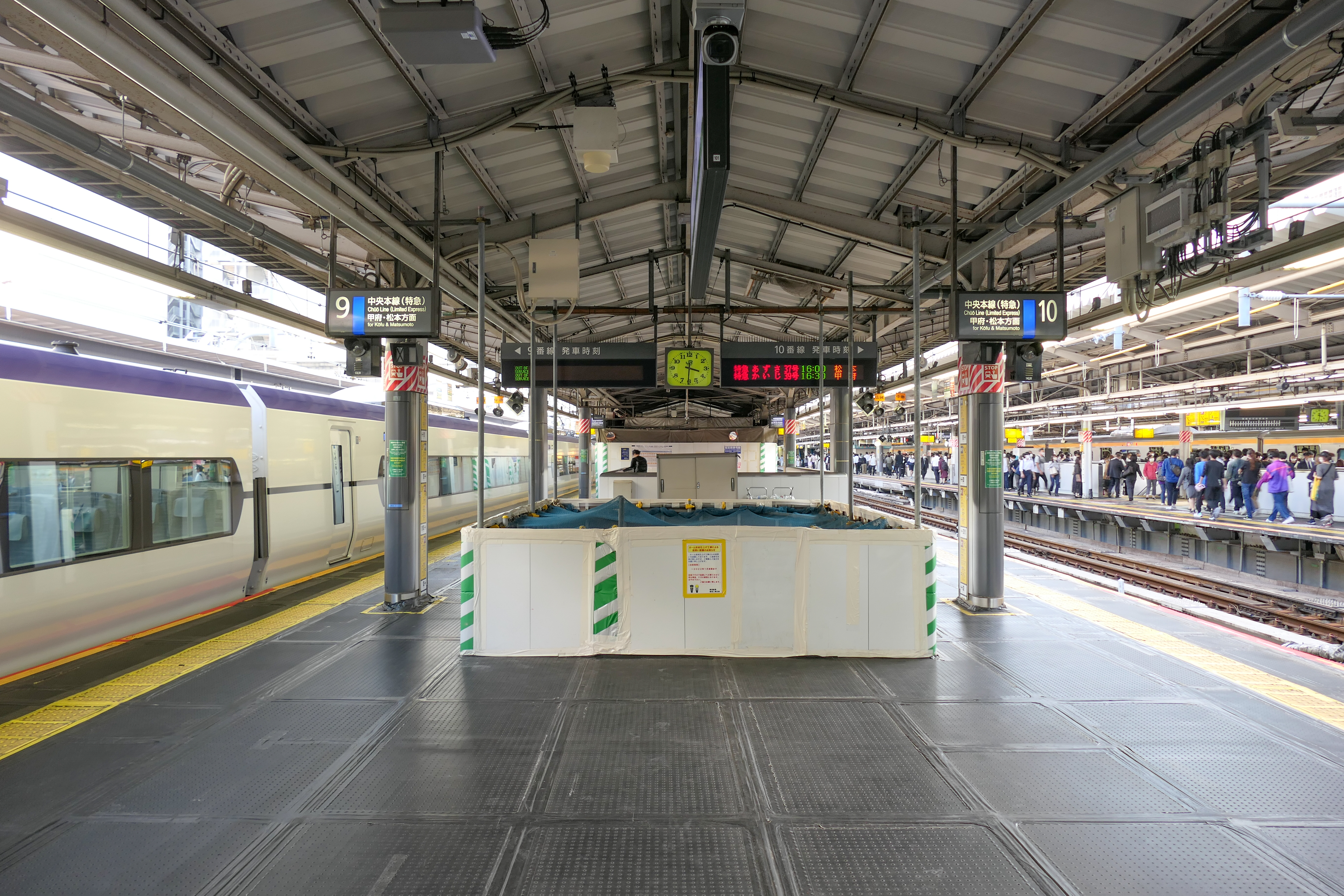
9・10番線（中央本線特急）ホーム（2021年10月）
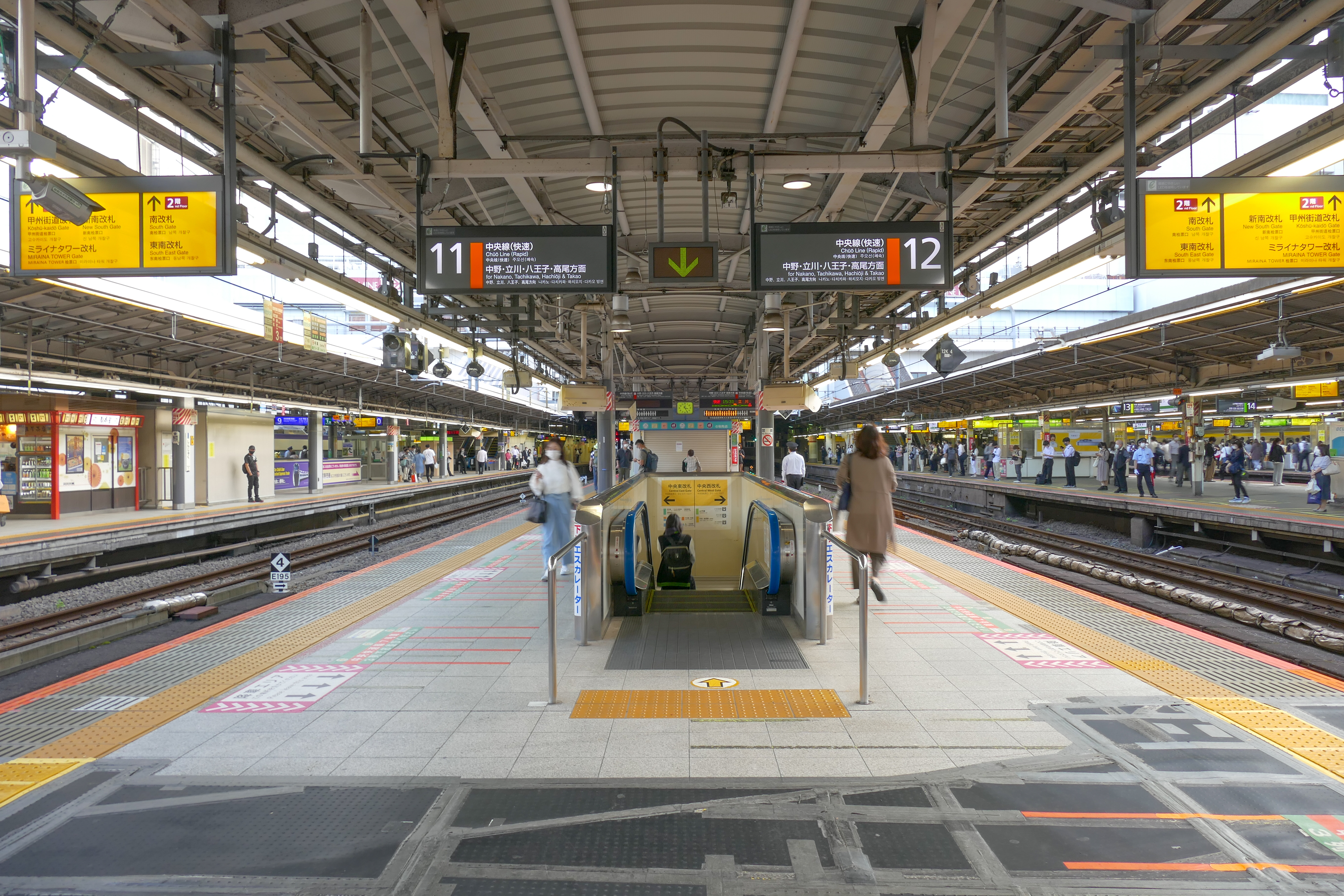
11・12番線（中央線快速）ホーム（2021年10月）
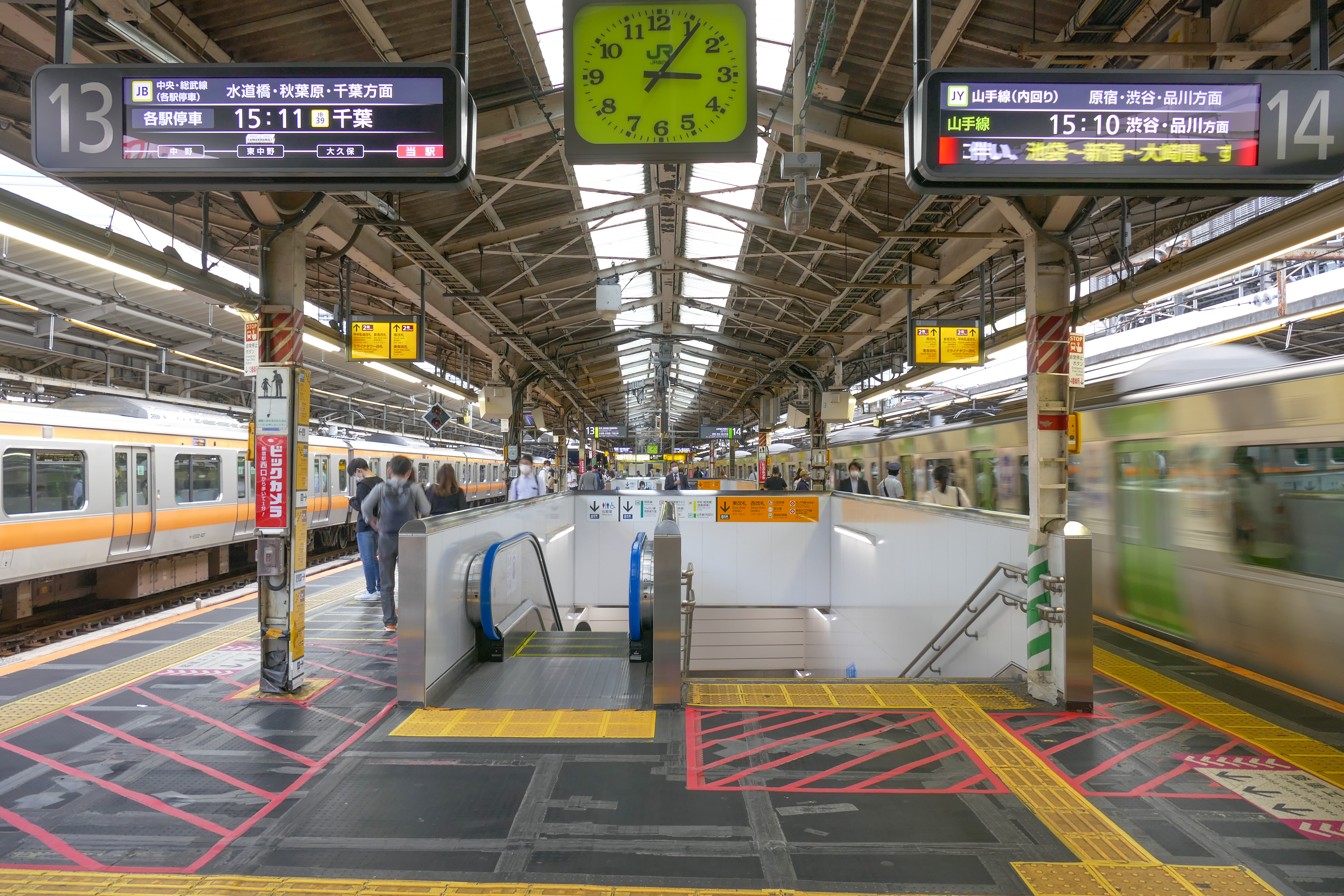
13・14番線（中央総武線・山手線）ホーム（2021年10月）
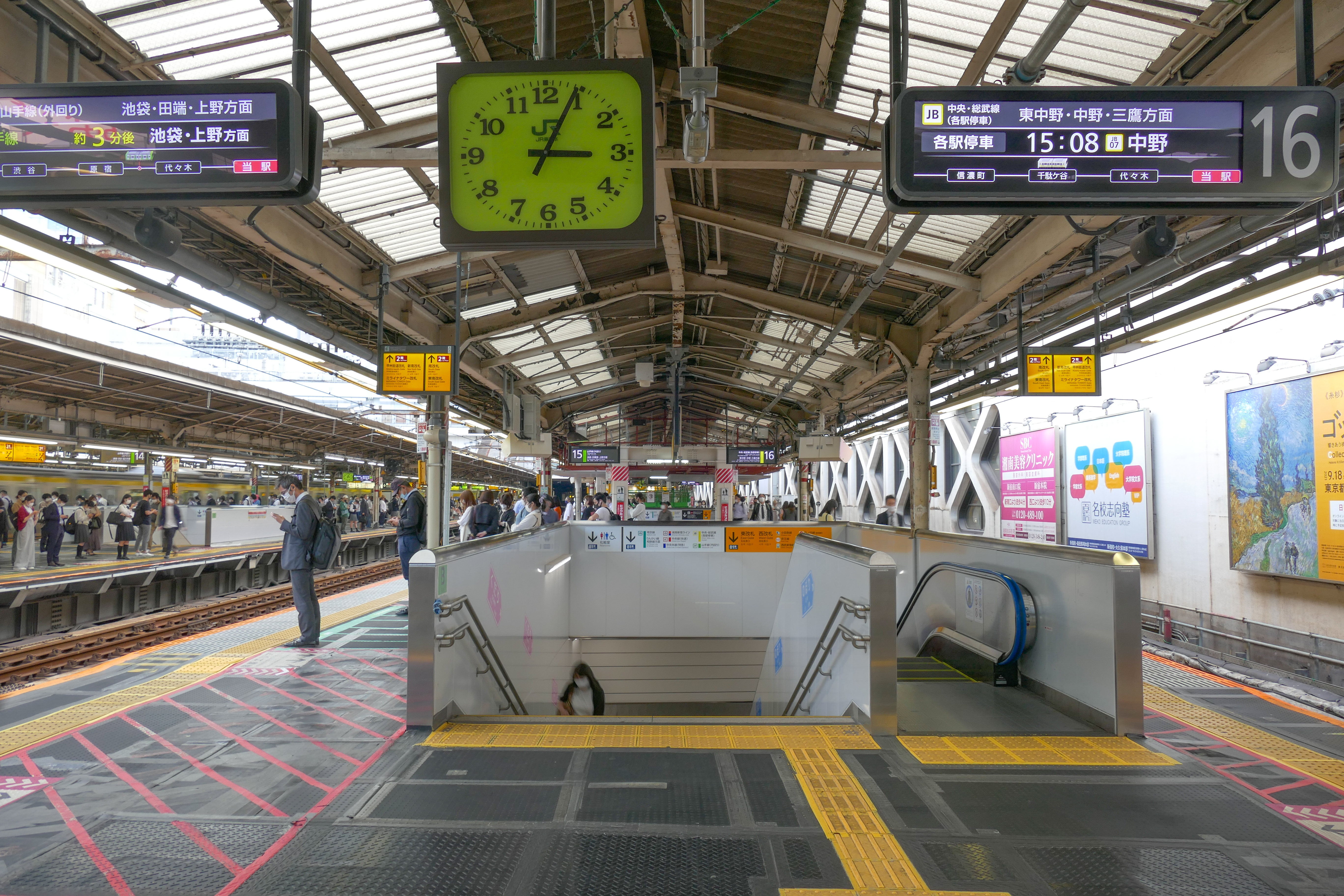
15・16番線（中央総武線・山手線）ホーム（2021年10月）

##### 備考
各線とも北向きの列車が下り、南向きの列車が上り。一部の路線では内回りや南行などの言い回しをするものもある（山手線や中央緩行線、湘南新宿ライン）が、線路名称としては上り・下りで揃っている。
2008年（平成20年）3月15日のダイヤ改正で1番線発の埼京線下り列車の設定がなくなり、直後の線路切り替え工事において、1番線から池袋方面へ折り返すために必要な出発信号機やポイントも撤去された。しかし、2009年（平成21年）11月7日の工事により1・2番線がシーサスクロッシングに戻り、出発信号機も再設置されたため、再び1番線から大宮方面へ折り返せるようになった。そして、2010年（平成22年）3月13日のダイヤ改正により、1番線発の埼京線下り列車の設定が復活した。
埼京線大宮方面からの列車が当駅で折り返すのは主に3番線だが、一部1・2・4番線発着もある。2020年（令和2年）1月6日以降は、ホームの混雑緩和の目的で17時以降の当駅始発の列車は2番線発となる。相鉄線直通は、基本的に当駅折り返し列車は2番線、大宮方面からの直通は1番線を発着するが、一部列車は2番線から発車する。ただし、2020（令和2年）1月6日以降は前述の理由で、17時以降の列車が3番線発となる。時間帯によっては、大宮方面からの埼京線新宿発着列車と相鉄・JR直通線海老名発着列車が対面のホームで乗り換えできる場合もある。
かつて、湘南新宿ライン南行の横須賀線方面は横須賀線のラインカラー（青）で表記されていた。以前は当駅発着の列車のみ横須賀線の車両（215系・E217系）の運用があったが、2004年（平成16年）10月16日のダイヤ改正でなくなり、2008年（平成20年）3月15日時点では、南行（1番線）と北行（4番線）どちらも橙色と青色を縦に並べた表記になっている。
湘南新宿ラインのダイヤ乱れ時は、2番線に加え、湘南新宿ラインの案内が現在はない3番線ホームを中心に折り返す。また5・6番線にも15両編成が入線可能で、埼京線を含む全列車折り返し運転などで1 - 4番線だけでは足りない場合、湘南新宿ラインは5番線も使用する場合がある。
相鉄・JR直通線（相鉄線直通列車）の列車は1・2番線から発車し、17時以降は全ての列車が3番線から発車する。当路線のダイヤ乱れ時、及び湘南新宿ラインのダイヤ乱れ等で当駅折返しを実施する場合は、5・6番線発着となる。発車標は基本的には埼京線南行と共用だが、一部のコンコースには相鉄線直通専用の発車標が掲出されている。
5・6番線には北側にエスカレーターが設置されている。また、7・8番線にも南口跨線橋の下にエスカレーターやエレベーターが設置されているため、5・6番線への連絡がスムーズになっている。
7・8番線（中央線快速上り）は、平日朝ラッシュ時（7 - 9時台）は東京行きが7番線と8番線で交互発着して大量の乗降客による各列車の数分間の停車に対応している。平日朝ラッシュ時以外は、おおむね4、5時台と12 - 15時台が7番線、それ以外の時間帯が8番線発着となっている。なお、当ホームを発着する東京行きの列車に対しては、当駅以降は特急を除く全列車が四ツ谷・御茶ノ水・神田・終点東京の順に停車するため、新宿駅以西での列車種別（通勤特快、中央特快、青梅特快、快速）にかかわらず、到着する全列車を「快速 東京」と音声、電光表示ともに案内している。7番線は、東京・千葉行きの「あずさ」「かいじ」、終着の「あずさ」および東京行きの橙色の列車が使用している。当駅止まりの「あずさ」「かいじ」で7番線に到着する列車は東京駅まで回送され、東京始発の「あずさ」「かいじ」として運転される。
9・10番線の特急ホームにある駅名標は、下り方面のみ矢印になっており、隣の駅には立川が表記されている。特急としての次の停車駅は立川駅。また「あずさ」「かいじ」などの中央東線特急の発着がほとんどであることから、ホーム上に屋内型の喫煙コーナーが設けられている。新幹線を除く首都圏の駅コンコース内に喫煙設備が設けられているのは当ホームと上野駅16・17番線の2箇所のみ。2019年（令和元年）10月25日より、地下改札から9・10番線へと連絡するエレベーターが供用されている。
7番線側と11番線（旧9番線）側の方面案内サインは以前背景が青色（中電色）で「中央本線（普通）大月・甲府方面」と表記（後に無表記）だったが、湘南新宿ラインの登場に伴う更新で快速と同じ橙色のものに変更された。現在も7番線の方面案内は無表記だが、11番線の方面案内には12番線と同様の表記になっている。以前は、9・10番線の特急ホームと同様に下りの隣の駅が三鷹と表記されていた。三鷹は、特急および（現在は臨時のみ運転の）中距離列車（中電）の駅としては下り側の隣の駅。ちなみに上り側は快速と同様に四ツ谷と表記されていた。現在は上下とも快速と同様に下り側は中野、上りは四ツ谷と表記されている。ただし、現在でも階段付近の帯には、中距離カラーの青と快速カラーの橙を併用したものがある。
現在でも、当駅に発着する中距離列車（特急ホーム発着除く）は原則として上りは7番線、下りは7・11番線発着で、8・12番線は使用しない。
11・12番線（中央線快速下り）ホームは、下り電車は基本的には12番線を使用する。平日朝8 - 9時台後半と夕方18 - 19時は11番線と交互発着している。ほかのホームに比べて幅が狭いため、ダイヤが乱れた際や金曜日など休日前の夜の帰宅ラッシュ時間帯は列車を待つ旅客でホーム上が混雑し、12番線に到着した列車からも大量の旅客が降車するため、大変危険な状況に陥ることがある。なお、2020年7月中旬より、地下改札から11・12番線へと連絡するエレベーターが供用されている。
13・14番線と15・16番線はそれぞれ方向別配線で、同一方向の列車の乗り換えが便利になっているが、接続がとられていない場合もある。2020年2月1日より、地下改札から13・14番線へと連絡するエレベーターが、15・16番線へのエレベーターは同年6月28日にそれぞれ供用されている。
13・16番線のATOS放送は、近年まで駅員放送中も途切れない仕様となっていたが、通常の駅と同様に途切れる仕様となった。

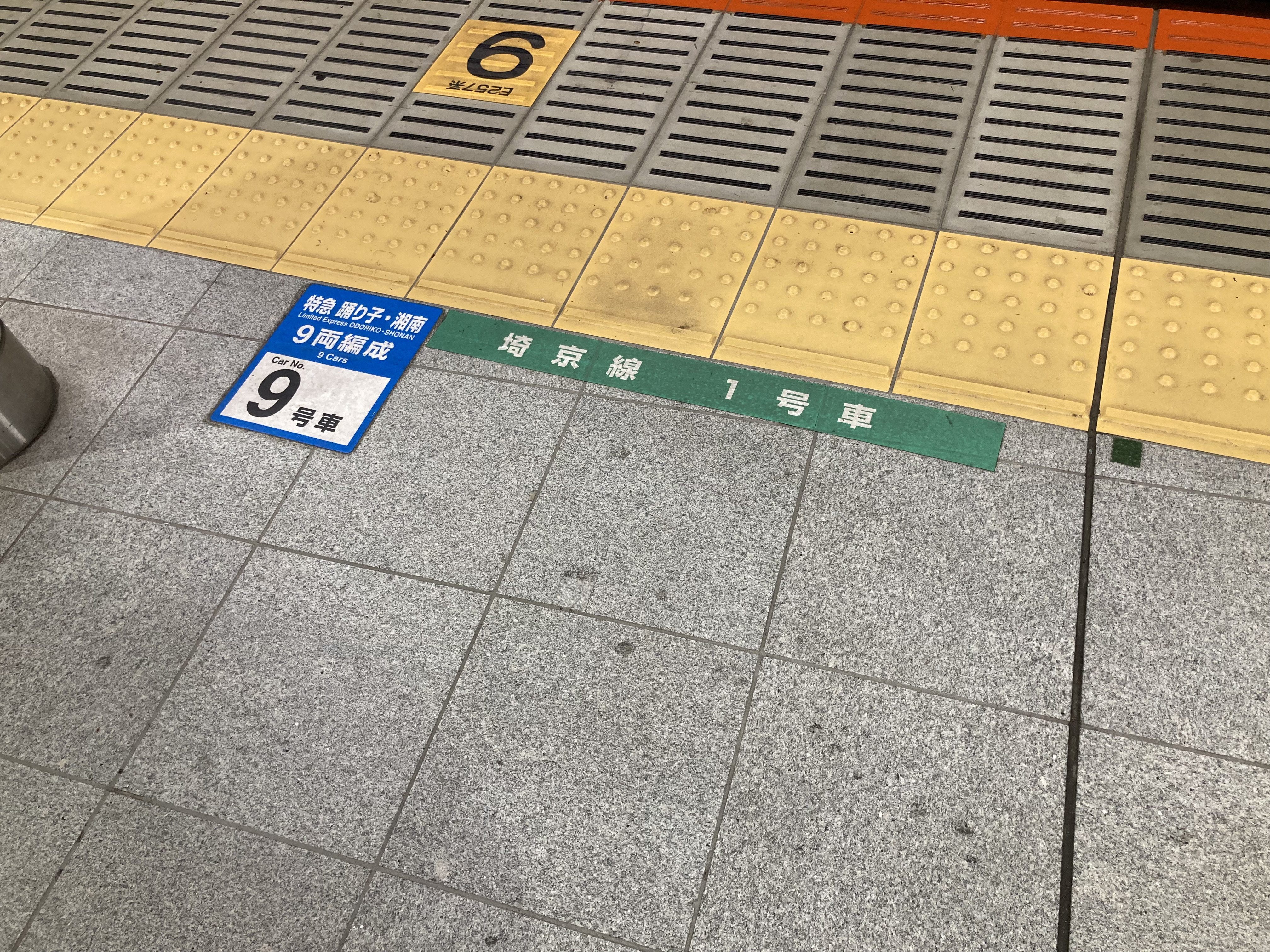
6番線の埼京線乗車位置。埼京線のダイヤが乱れた際、成田エクスプレスなどの特急ホームである5・6番線に入線させる時に備えて用意されている。

##### ホーム使用状況の変遷
国鉄（現・JR東日本）の駅は1960年代中に1 - 10番線まで供用されるようになった。以下に以降の各ホームの使用状況変遷を挙げる。
|                                | 第1ホーム （現1・2番線）         | 第2ホーム （現3・4番線）                                           | 仮設ホーム （現5・6番線）                  | 第3ホーム （現7・8番線）   | 第4ホーム （現9・10番線）   | 第5ホーム （現11・12番線）   | 第6ホーム （現13・14番線）                      | 第7ホーム （現15・16番線）                       |
| ------------------------------ | -------------------------------- | ------------------------------------------------------------------ | ------------------------------------------ | -------------------------- | --------------------------- | ---------------------------- | ----------------------------------------------- | ------------------------------------------------ |
| - 1986年 （昭和61年） 3月2日   | 未設置                           | 未設置                                                             | 未設置                                     | 1・2番線 ■中央線特急       | 3・4番線 ■中央線快速（上）  | 5・6番線 ■中央線快速（下）   | 7・8番線 ■中央・総武線各停（東） ■山手線（内）  | 9・10番線 ■山手線（外） ■中央・総武線各停（西）  |
| 1986年 （昭和61年） 3月3日 -   | 1・2番線 ■埼京線                 | 未設置                                                             | 未設置                                     | 3・4番線 ■中央線特急       | 5・6番線 ■中央線快速（上）  | 7・8番線 ■中央線快速（下）   | 9・10番線 ■中央・総武線各停（東） ■山手線（内） | 11・12番線 ■山手線（外） ■中央・総武線各停（西） |
| 1991年 （平成3年） 3月19日 -   | 1・2番線 ■埼京線                 | 3・4番線 ■成田エクスプレス                                         | 未設置                                     | 5・6番線 ■中央線特急       | 7・8番線 ■中央線快速（上）  | 9・10番線 ■中央線快速（下）  | 11・12番線 ■中央・総武線各停（東) ■山手線（内） | 13・14番線 ■山手線（外） ■中央・総武線各停（西） |
| 1995年 （平成7年） 12月1日 -   | 1・2番線 ■埼京線                 | 3・4番線 ■埼京線 ■宇都宮線・高崎線 ■成田エクスプレス               | 未設置                                     | 5・6番線 ■中央線特急       | 7・8番線 ■中央線快速（上）  | 9・10番線 ■中央線快速（下）  | 11・12番線 ■中央・総武線各停（東) ■山手線（内） | 13・14番線 ■山手線（外） ■中央・総武線各停（西） |
| 2001年 （平成13年） 12月1日 -  | 1・2番線 ■埼京線 ■湘南新宿ライン | 3・4番線 ■埼京線 ■湘南新宿ライン ■成田エクスプレス                 | 未設置                                     | 5・6番線 ■中央線特急       | 7・8番線 ■中央線快速（上）  | 9・10番線 ■中央線快速（下）  | 11・12番線 ■中央・総武線各停（東) ■山手線（内） | 13・14番線 ■山手線（外） ■中央・総武線各停（西） |
| 2003年 （平成15年） 2月1日 -   | 1・2番線 ■埼京線 ■湘南新宿ライン | 3・4番線 ■埼京線 ■湘南新宿ライン ■成田エクスプレス                 | 5・6番線 ■中央線特急                       | ■工事                      | 7・8番線 ■中央線快速（上）  | 9・10番線 ■中央線快速（下）  | 11・12番線 ■中央・総武線各停（東) ■山手線（内） | 13・14番線 ■山手線（外） ■中央・総武線各停（西） |
| 2004年 （平成16年） 9月25日 -  | 1・2番線 ■埼京線 ■湘南新宿ライン | 3・4番線 ■埼京線 ■湘南新宿ライン ■成田エクスプレス                 | 5・6番線 ■中央線特急                       | 7・8番線 ■中央線快速（上） | ■工事                       | 9・10番線 ■中央線快速（下）  | 11・12番線 ■中央・総武線各停（東) ■山手線（内） | 13・14番線 ■山手線（外） ■中央・総武線各停（西） |
| 2006年 （平成18年） 3月18日 -  | 1・2番線 ■埼京線 ■湘南新宿ライン | 3・4番線 ■埼京線 ■湘南新宿ライン ■東武線直通特急 ■成田エクスプレス | 5・6番線 ■中央線特急                       | 7・8番線 ■中央線快速（上） | ■工事                       | 9・10番線 ■中央線快速（下）  | 11・12番線 ■中央・総武線各停（東) ■山手線（内） | 13・14番線 ■山手線（外） ■中央・総武線各停（西） |
| 2006年 （平成18年） 4月16日 -  | 1・2番線 ■埼京線 ■湘南新宿ライン | 3・4番線 ■埼京線 ■湘南新宿ライン ■東武線直通特急 ■成田エクスプレス | 5・6番線 ■中央線特急                       | 7・8番線 ■中央線快速（上） | 9・10番線 ■中央線快速（下） | ■工事                        | 11・12番線 ■中央・総武線各停（東) ■山手線（内） | 13・14番線 ■山手線（外） ■中央・総武線各停（西） |
| 2007年 （平成19年） 3月18日 -  | 1・2番線 ■埼京線 ■湘南新宿ライン | 3・4番線 ■埼京線 ■湘南新宿ライン ■東武線直通特急 ■成田エクスプレス | 5・6番線 ■中央線特急                       | 7・8番線 ■中央線快速（上） | 9・10番線 ■中央線快速（下） | ■工事                        | 13・14番線 ■中央・総武線各停（東) ■山手線（内） | 15・16番線 ■山手線（外) ■中央・総武線各停（西）  |
| 2007年 （平成19年） 4月15日 -  | 1・2番線 ■埼京線 ■湘南新宿ライン | 3・4番線 ■埼京線 ■湘南新宿ライン ■東武線直通特急 ■成田エクスプレス | 5・6番線 ■中央線特急                       | 7・8番線 ■中央線快速（上） | ■工事                       | 11・12番線 ■中央線快速（下） | 13・14番線 ■中央・総武線各停（東) ■山手線（内） | 15・16番線 ■山手線（外) ■中央・総武線各停（西）  |
| 2007年 （平成19年） 11月25日 - | 1・2番線 ■埼京線 ■湘南新宿ライン | 3・4番線 ■埼京線 ■湘南新宿ライン ■東武線直通特急 ■成田エクスプレス | 5・6番線 ■一部の列車                       | 7・8番線 ■中央線快速（上） | 9・10番線 ■中央線特急       | 11・12番線 ■中央線快速（下） | 13・14番線 ■中央・総武線各停（東) ■山手線（内） | 15・16番線 ■山手線（外) ■中央・総武線各停（西）  |
| 2008年 （平成20年） 3月15日 -  | 1・2番線 ■埼京線 ■湘南新宿ライン | 3・4番線 ■埼京線 ■湘南新宿ライン                                   | 5・6番線 ■東武線直通特急 ■成田エクスプレス | 7・8番線 ■中央線快速（上） | 9・10番線 ■中央線特急       | 11・12番線 ■中央線快速（下） | 13・14番線 ■中央・総武線各停（東) ■山手線（内） | 15・16番線 ■山手線（外) ■中央・総武線各停（西）  |

1986年（昭和61年）に埼京線を当駅に延伸するため、現在の1・2番線の場所に1面2線のホームを設置したが、当時の国鉄では「番線は駅長室に近い方（当駅は東側）から番号を振る」という方針だったため、上記5つのホームすべての番線をずらすことになった。約20年ぶりの番線変更でもあり、のりばを番線で覚えていた利用者は混乱した。
さらに、1991年（平成3年）の「成田エクスプレス」の運転開始で当駅が始発駅となったため、第2ホーム（現3・4番線）が新設された。その後、中央線特急ホームの改良工事により、2003年（平成15年）にその機能は代々木寄りに仮設されたホーム（現5・6番線）へと移行され、改良工事中だった第3ホームは2004年（平成16年）に中央線快速上り用（現7・8番線）となり、同時に、それまで中央線快速上り用だった第4ホームの工事が行われた。このホームは2006年（平成18年）4月16日から中央線快速下り用（新9・10番線）となり、元の中央線快速下り用であった第5ホーム（旧9・10番線）の工事を行い、2007年（平成19年）4月15日の工事で再び中央線快速下りは同ホームを新11・12番線として使用するようになった。第4ホームは再び工事されたあと、同年11月25日に中央本線特急ホームとして使用されるようになった。また、5・6番線は従来は中央線特急ホームとして使われてきたが、同日より9・10番線に移転したため、5・6番線ホームは「ホームライナー小田原」やごく一部の「あずさ」の終着、「かいじ」の全列車、高崎線・宇都宮線方面の特急やライナーなどに使われていた。2008年（平成20年）3月15日のダイヤ改正以降は、「成田エクスプレス」の全列車と、東海道・宇都宮・高崎線方面のライナー・特急の多くの列車が発着するようになっている。なお、駅名標の両隣の駅は池袋駅と渋谷駅であり、湘南新宿ラインにおける隣の駅に準拠している。なお、帯中央の色は青色と橙色で、成田エクスプレスと東武線直通特急の案内色と重なる。
湘南新宿ラインが登場した当初は、1・2番線が15両編成に対応していなかったのに対し、3・4番線は湘南新宿ラインの開業前から「成田エクスプレス」や東海道線・宇都宮線・高崎線に直通する特急列車、および、宇都宮線・高崎線に直通する普通列車の発着に使われており、15両編成に対応していた。そのため、1・2番線は埼京線専用ホームとして使用され、湘南新宿ラインは進行方向にかかわらず3・4番線から発車していた。しかし、3・4番線は前述の各種列車や恵比寿方面からの埼京線にも使われていたため、増発が困難となっていた。さらに、南行の列車でも4番線から発車するものがあり、同じホームから南北両方向への列車が発着することとなり、利用客が混乱した。このため、1・2番線も15両編成対応とし、湘南新宿ラインも発着できるようにした。2008年（平成20年）3月15日現在は、南行の湘南新宿ラインと南行の埼京線が1番線、新宿折り返しの埼京線が2・3番線、北行の湘南新宿ラインと北行の埼京線が4番線を使用している。ただし、1 - 4番線は運転系統が複雑なため、より多くの情報を表示できるような横幅の広い発車標が設置されている。なお、1・2番線は新設当初反転フラップ式案内表示機を設置し、のちに中型のLED式発車標を新設、その後反転フラップ式の発車標も中型のLED式のものに置き換えられた。

#### 発車メロディ
JR東日本では、ヤマハに発車メロディ放送システムの開発を依頼し、1989年（平成元年）3月11日に当駅と渋谷駅に首都圏で初となる発車メロディを試験的に導入した。この目的は、従来より不評であった電子ベルのイライラ感を解消するためであった。楽曲は、ピアノやハープ、マリンバなどの音色の後ろに鈴、川のせせらぎ、鳥のさえずりといった人の心を落ち着かせる音が入っている、長さ数秒程度のシンプルなものだった。その後はいずれも別の曲に差し替えられている。

#### コンコース

##### 東西自由通路（旧・北通路）
7 - 16番線の北端を東西に連絡していた従来の北通路を17mから25mに拡幅した上で、通路両端に設置されていた東口改札（→東改札）・西口改札（→西改札）を通路南側に移設して従来の通路を自由通路化した通路で、2020年7月19日に供用開始した。自由通路の供用により、当駅東口・西口間の移動に南側の甲州街道や北側のメトロプロムナード（地下街）・角筈ガード・大ガード（靖国通り）に迂回する必要がなくなり、利便性の飛躍的な向上が見込まれている。2021年春頃には、LEDデジタルサイネージや天井面に対して、演出照明や音響装置などの空間演出を行う媒体が整備された。なお、演出内容は時間帯や季節に応じて変化するほか、まち関連や災害などの情報発信も行われる。
自由通路の東端はルミネエスト新宿の地下1番街に直結し、西端は小田急百貨店新宿店の階下を経て西口地下広場・バスターミナルに連絡している。自由通路の東改札・西改札に挟まれた区画に、東口・西口双方にあったみどりの窓口・自動券売機が移設されている。
北通路の自由通路化に伴い、従来北通路が担っていた各ホーム間の連絡は、自由通路南側改札内に新設された連絡通路に代替されている。東改札手前から後述の中央通路に通じる地下通路があり、従来は東口手前に「アルプス広場」と呼ばれる滞留スペースが存在したが、東西自由通路及び新設連絡通路のスペースの捻出に伴い廃止されている。エスカレーターは7・8番線、13・14番線、15・16番線に、エレベーターは9・10番線、11・12番線、13・14番線、15・16番線にそれぞれ設置されている。トイレは東改札前の7・8番線階段横に設置されている。

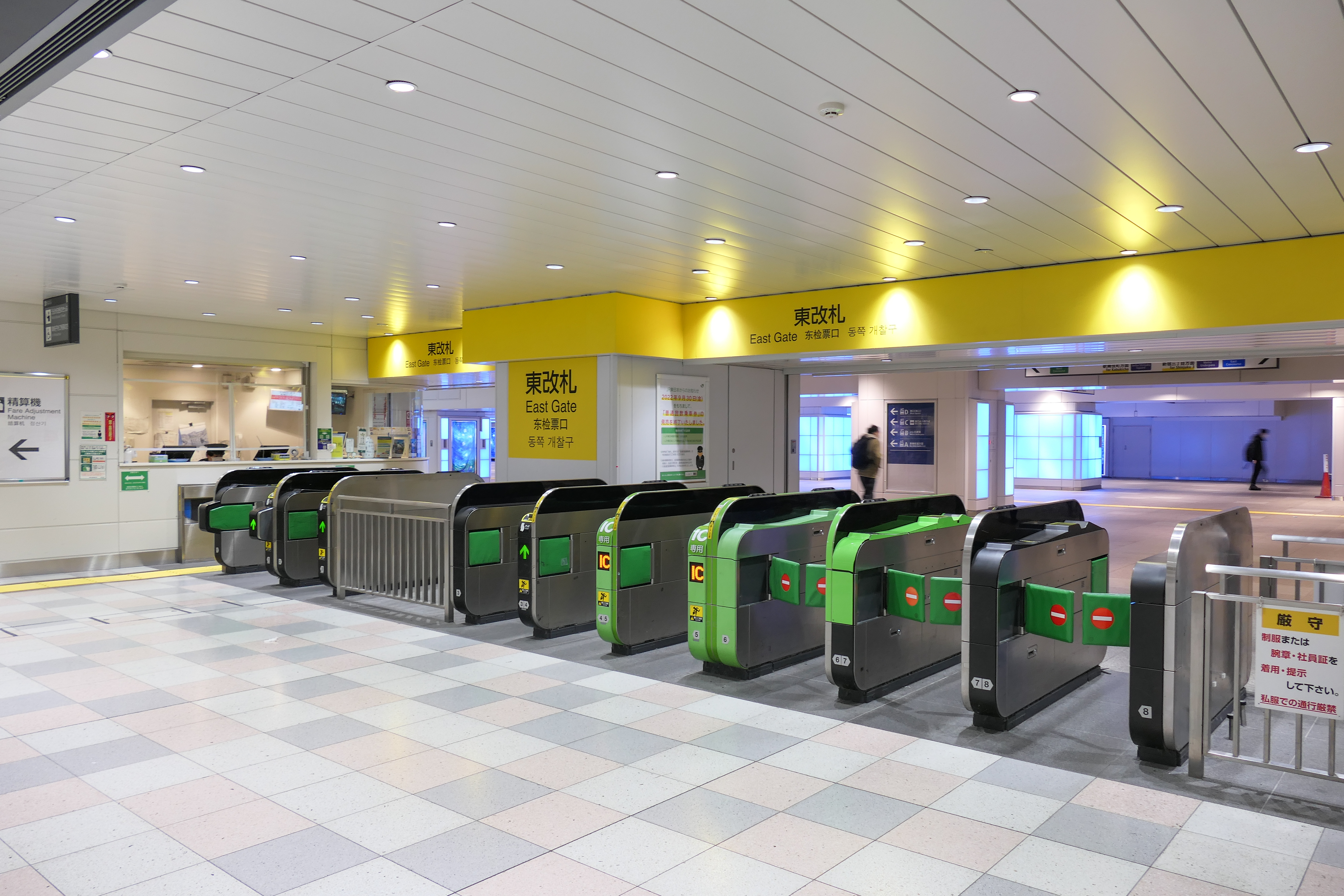
東改札（2022年12月）
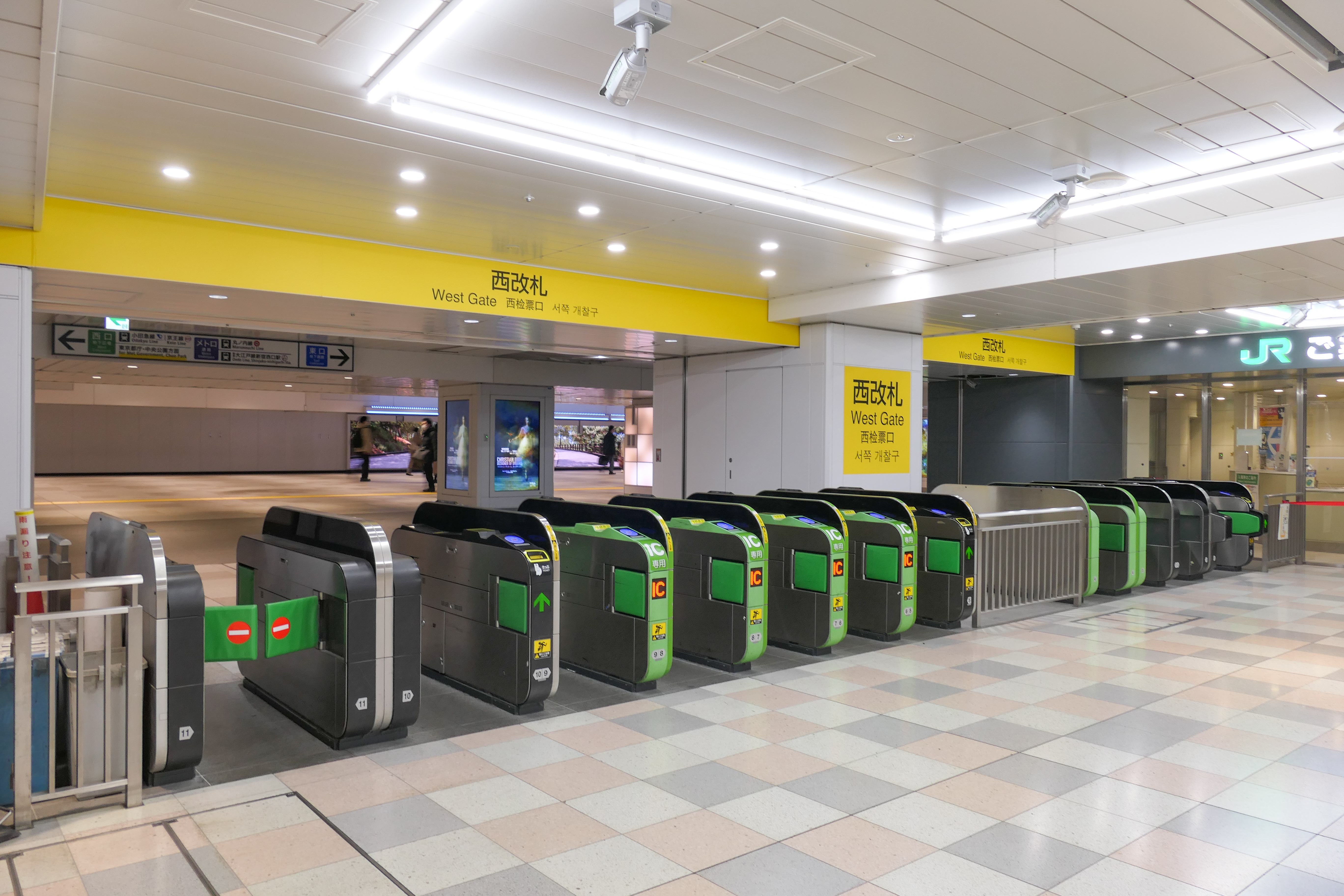
西改札（2022年12月）
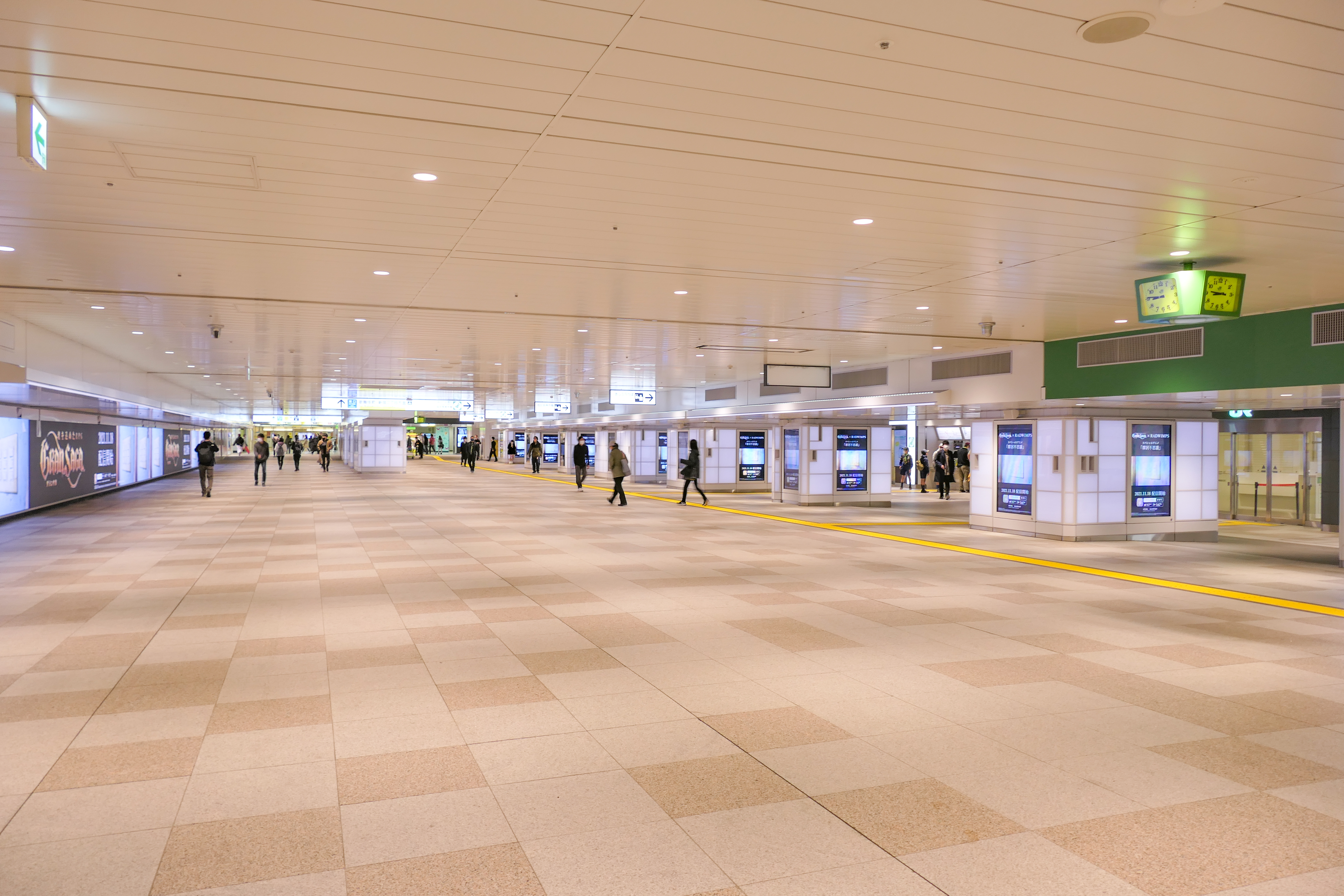
東西自由通路（2021年11月）
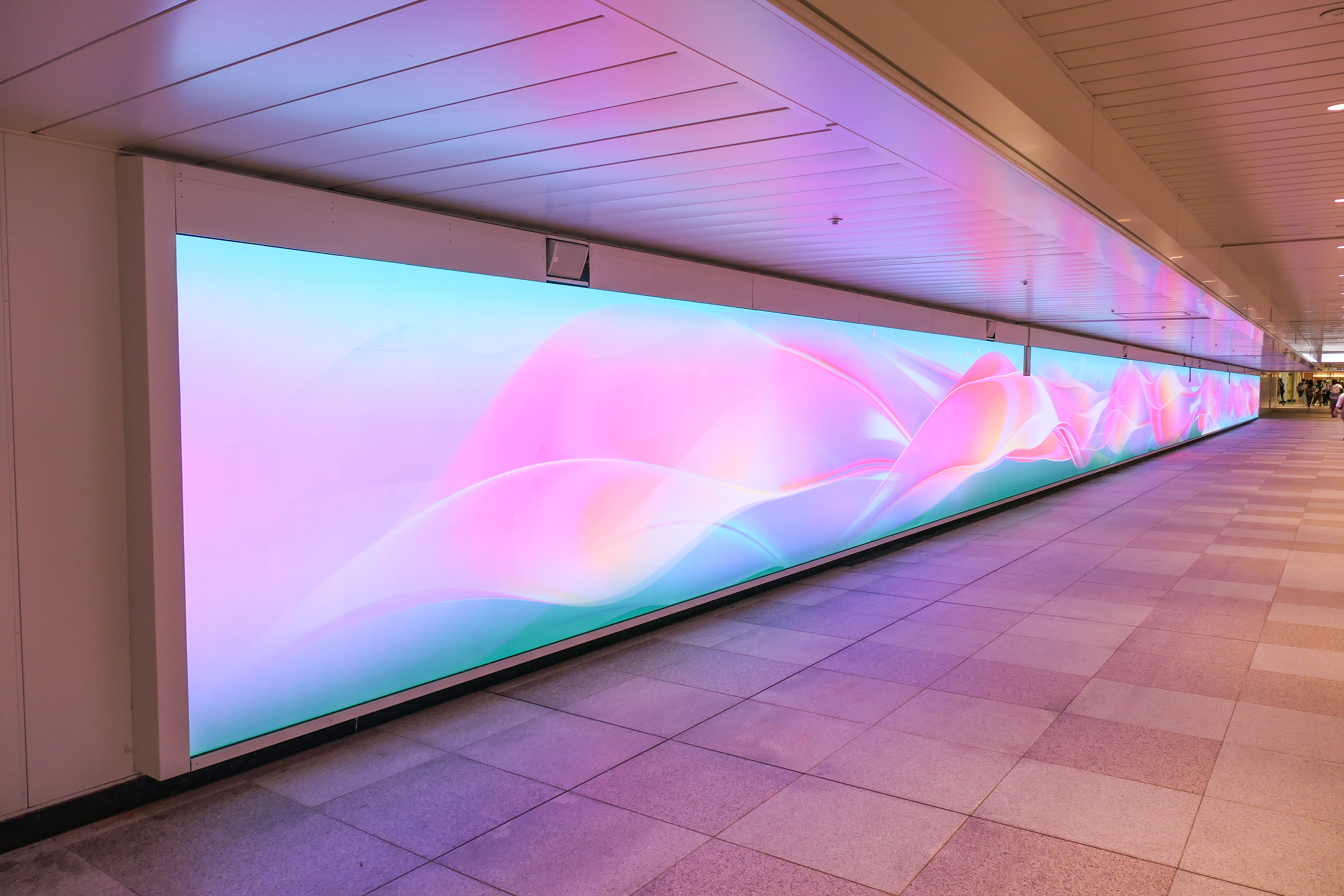
自由通路に設置されたデジタルサイネージ（2022年8月）

##### 中央通路
1 - 6番線の北側と7 - 16番線の中央を東西に（やや東が北寄りになる）連絡する地下通路である。東端は中央東改札（旧：中央東口改札）でルミネエスト新宿の地下1番街の南端に直結している。前述の地下通路で、東改札方面と改札内で直結している。
西端はJRの中央西改札（旧：中央西口改札）と京王線連絡通路・小田急線連絡口に繋がっている。中央通路から見て右端がJRの中央西改札で、小田急百貨店新宿店の階下を経て西口地下広場に直結する。左端が小田急線連絡口となっている。中央が京王線連絡通路であり、通路を経由して右手が京王線連絡口、左手がJR中央西改札（通称京王口）で京王百貨店の地階売場・小田急エース南館・京王モール方面に連絡している。京王口は京王に改札業務を委託しており、京王の駅員が京王線と同機器で対応する。
2020年7月19日の東西自由通路の供用開始に伴い、中央東改札での京王線・小田急線の改札業務を終了し、中央東改札から京王線・小田急線の利用ができなくなった。併せて、中央東改札側の京王線・小田急線の自動券売機も使用停止となっている。
中央東改札前にはBECK'S COFFEE SHOPと警視庁鉄道警察隊新宿分駐所がある。5・6番線は中央通路から大きく離れているため、地下通路が設置されている（7・8番線と共用）。エスカレーターは1・2番線、3・4番線を除く各ホームに、エレベーターは7・8番線に設置されている。トイレは3・4番線と5・6番線の地下通路に挟まれた区画にある。車椅子やオストメイトなどの利用に対応した多機能トイレも設置されているが、普段は施錠されており、利用時はドア横のインターホンから駅員に連絡する。
中央東改札に近いコンコースにある発車標は、通常よりも小さいものが設置されている。

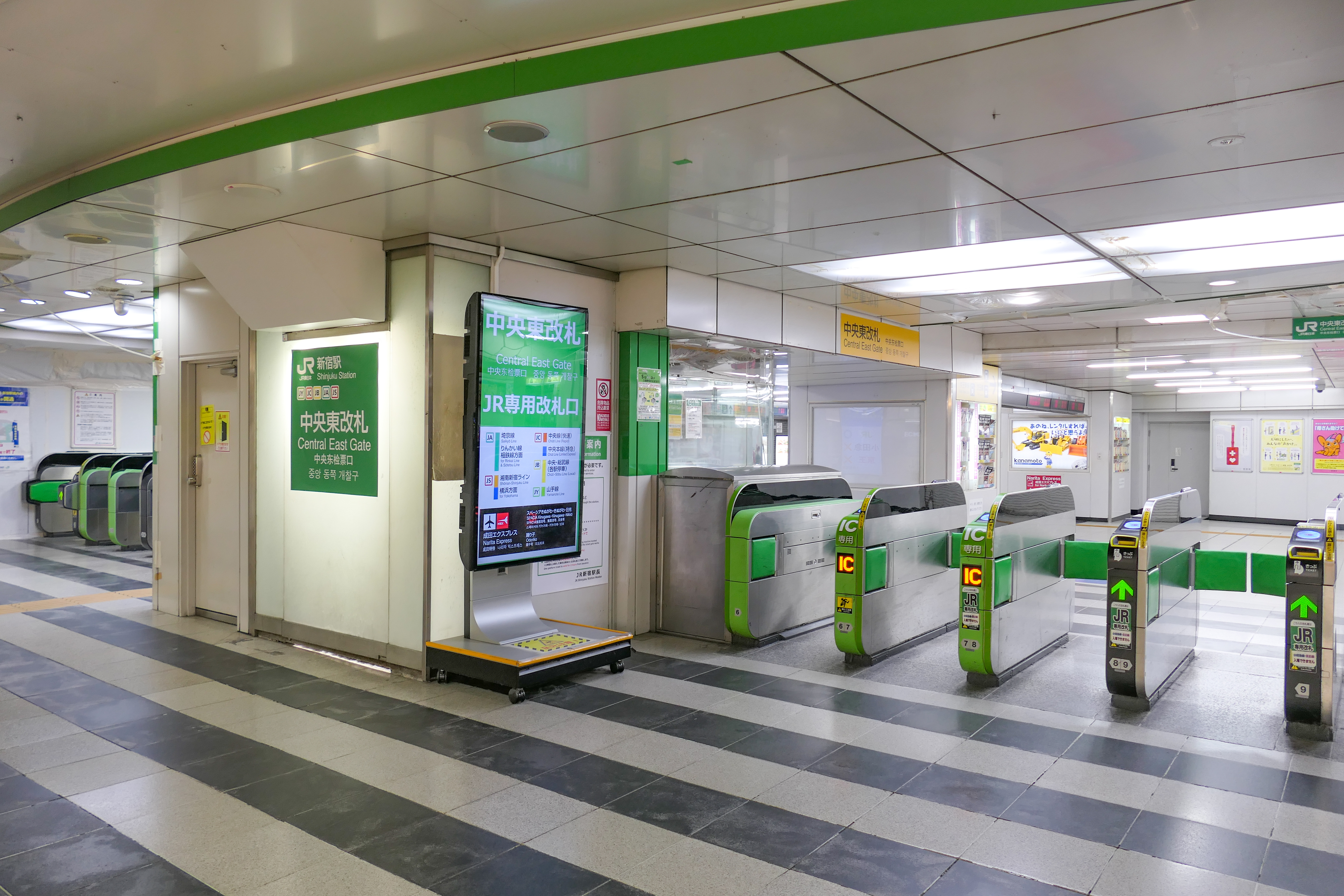
中央東改札（2021年11月）
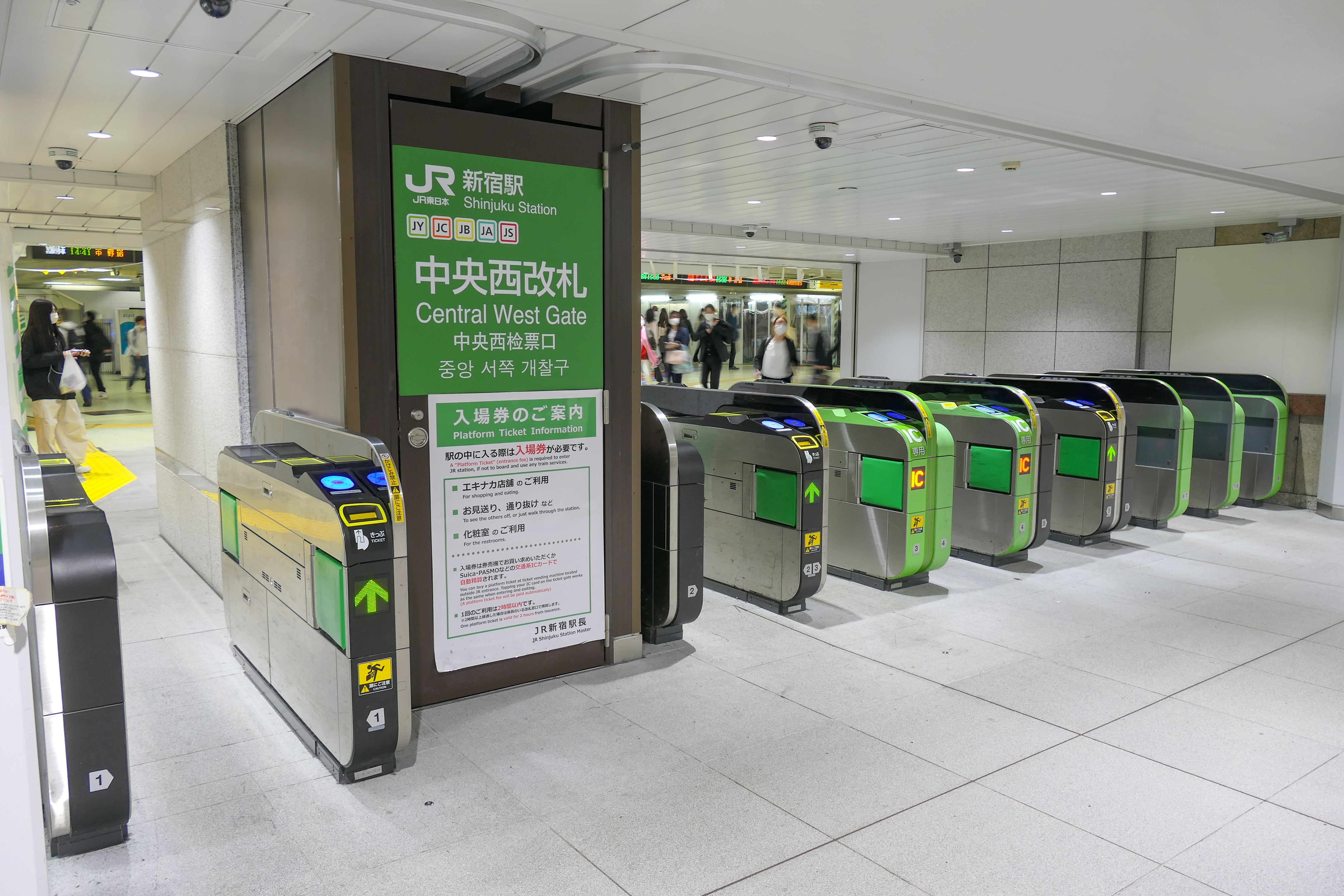
中央西改札（2021年11月）
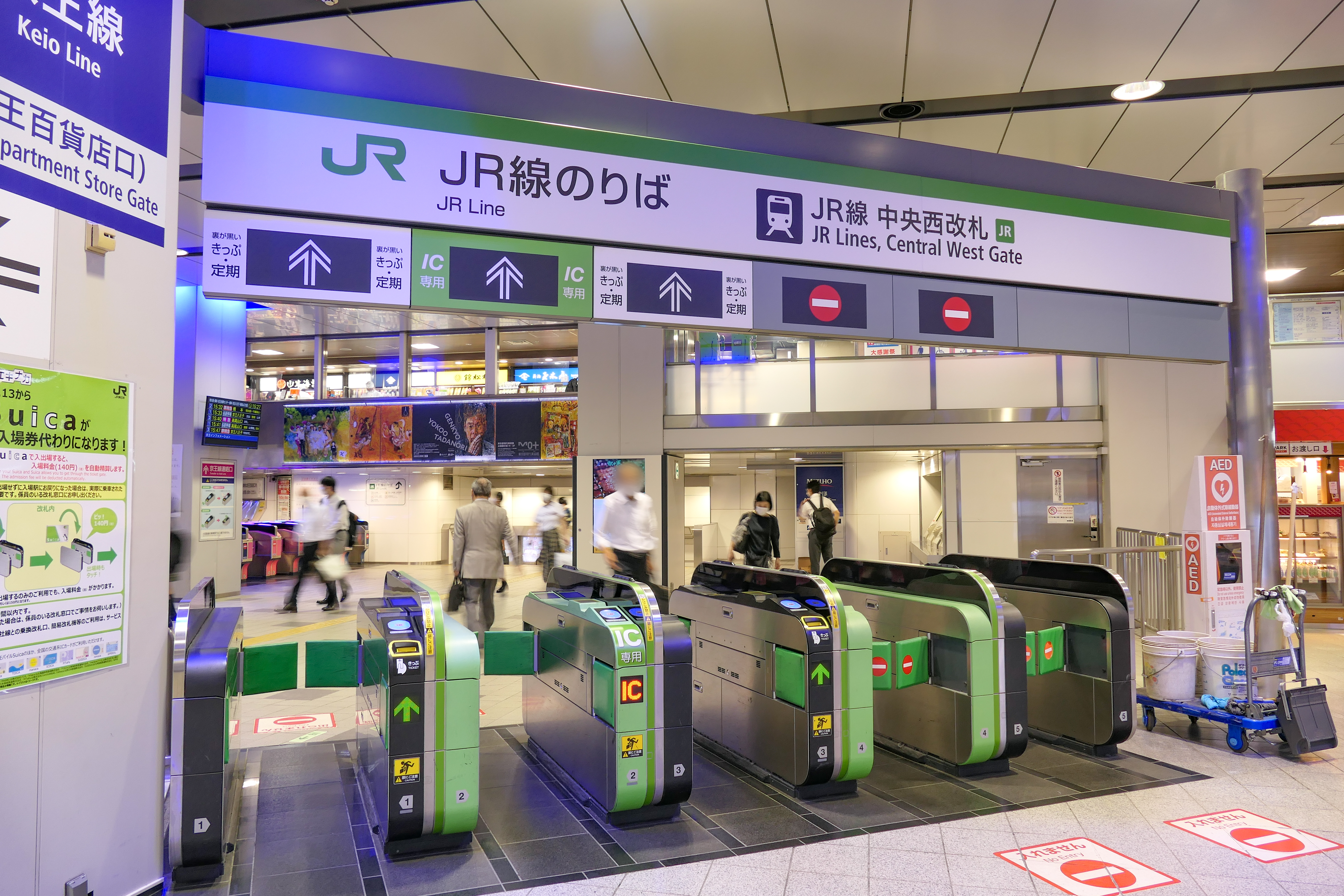
中央西改札（京王口・2021年9月）
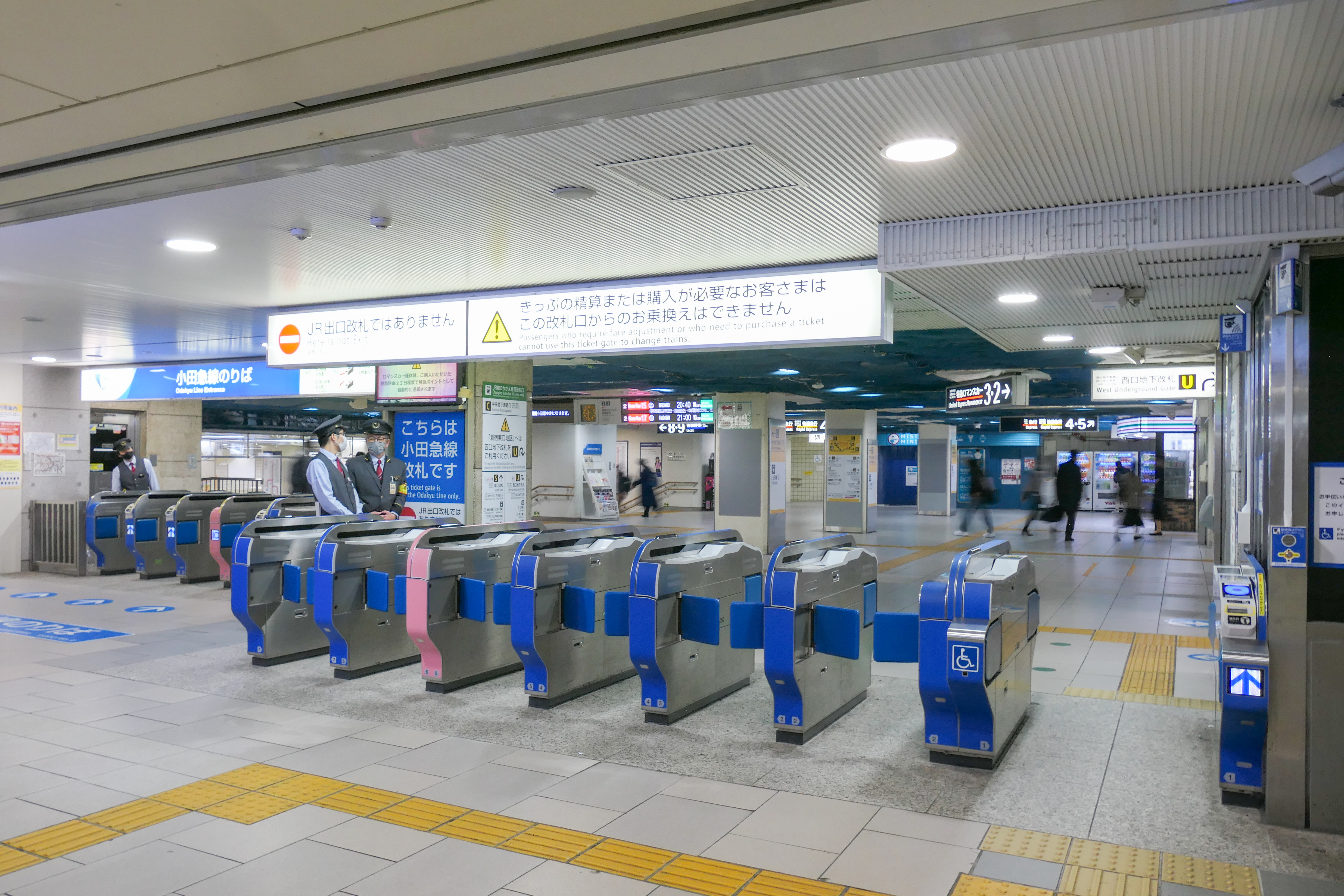
JR・小田急連絡改札（中央西口・2022年12月）
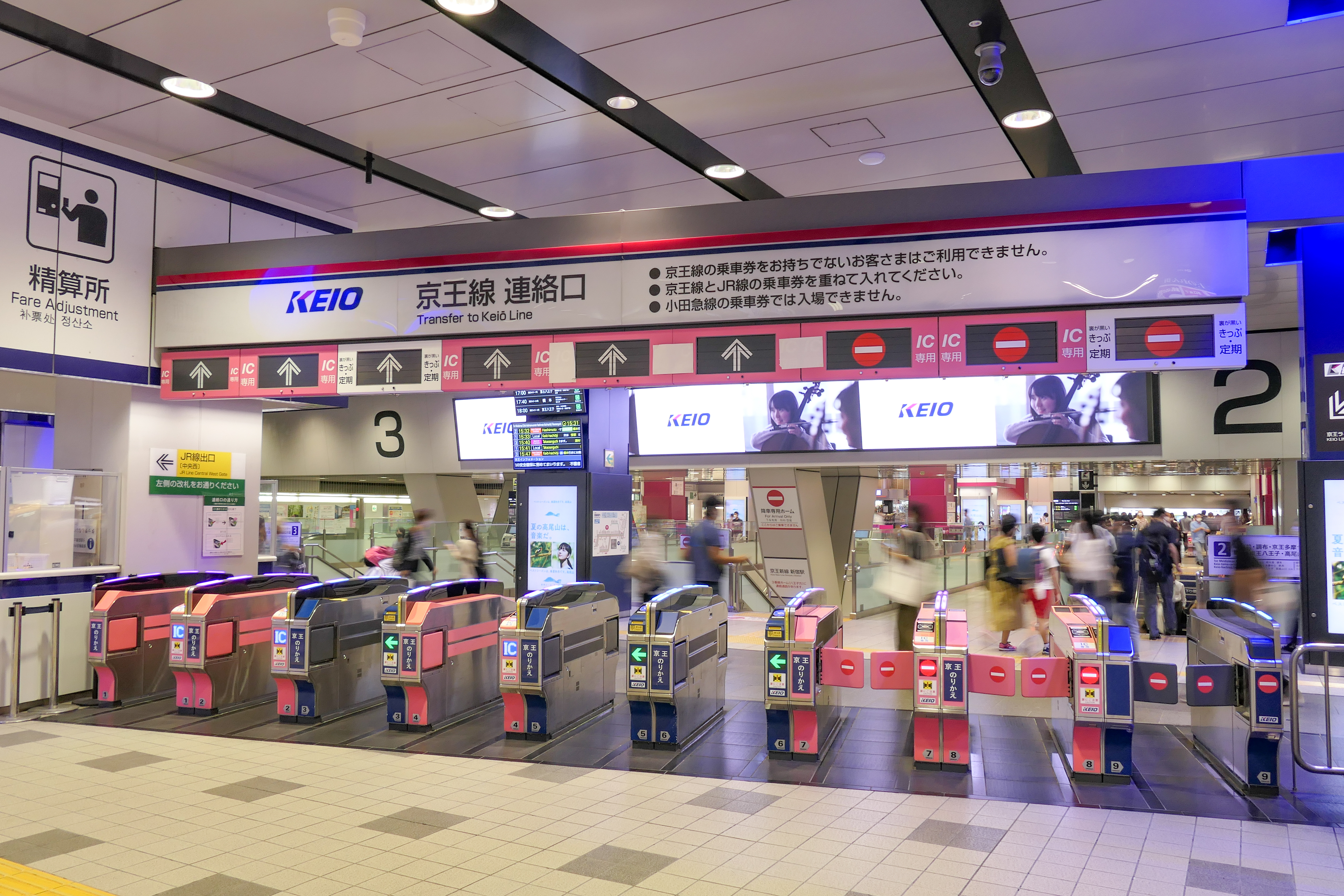
JR・京王連絡改札（2021年9月）

##### 南口跨線橋
1・2番線の中央、3・4番線の北側、7 - 16番線の南側を東西に連絡する跨線橋である。階上は駅ビルルミネ2となっており、改札内にも一部店舗が入居している（後述）。跨線橋の南に出ると南改札（旧：南口改札）で甲州街道（国道20号）の跨線橋に直結するほか、西側に小田急線改札が隣接している。西端には小田急線連絡口が、東端には東南改札（旧：東南口改札）がある。東南改札の営業時間は6 - 24時。
改札内にはドトールコーヒーショップ、3COINS stations、薬局などのほか、ルミネ2の改札内店舗として成城石井などが入居している。
5・6番線を除く各ホームからエスカレーター・エレベーターが直結している。ただし、13 - 16番線へのエスカレーターはホームから上り方向までのみだが、エレベーターが設置されているので車いすなどの移動に支障はない。
トイレは7・8番線への階段横にある。車椅子やオストメイトなどの利用に対応した多機能トイレも設置されているが、普段は施錠されており、利用時はドア横のインターホンから駅員に連絡する。
13 - 16番線は、2006年（平成18年）4月16日から新南口跨線橋の延伸に伴い新南口とサザンテラス口とのアクセスが可能になりホームが南側に延伸されたため、従来ホーム南端にあった階段の幅が狭くなっている。

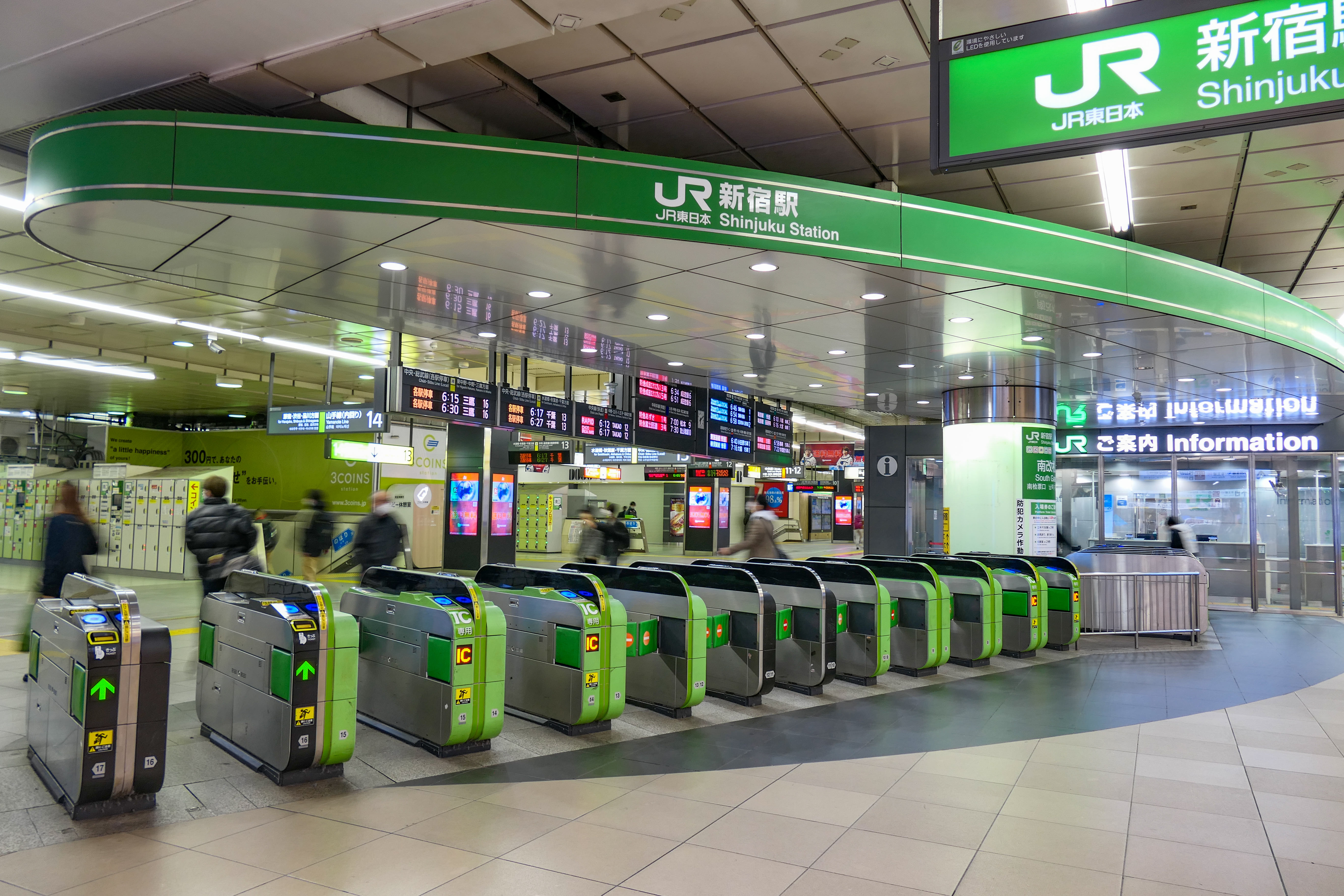
南改札（2021年11月）
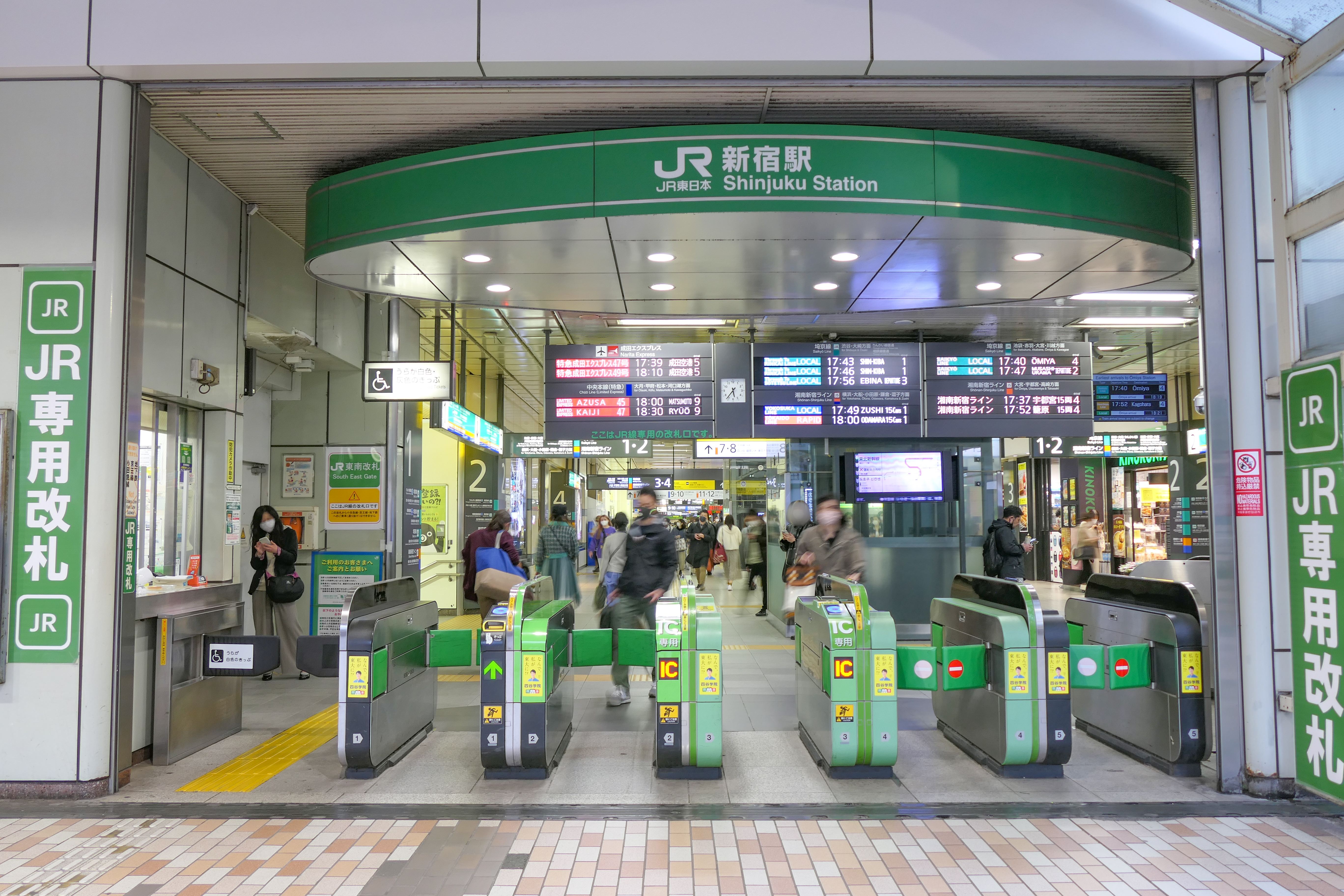
東南改札（2022年3月）
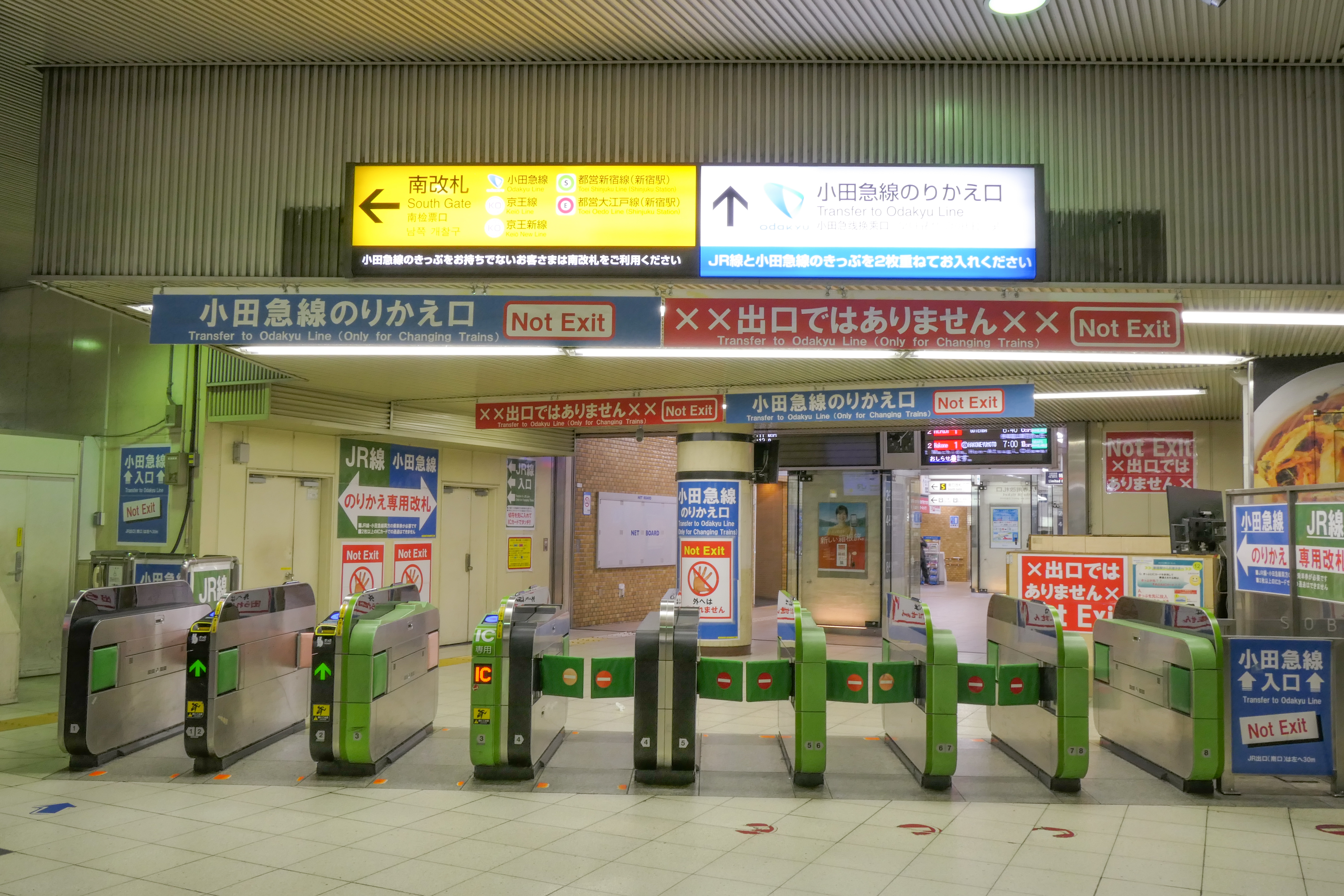
JR・小田急連絡改札（南口・2021年11月）

##### バスタ新宿・JR新宿ミライナタワー跨線橋（人工地盤）
1 - 6番線の中央と7 - 16番線の南端を連絡する、甲州街道南側の渋谷区に設けられた人工地盤上の建物であるバスタ新宿の最下層・2階部分に相当する。
北側の東西通路の西端にトイレがあり、その東側に甲州街道改札（旧：サザンテラス口）がある。東西通路の東端にはミライナタワー改札がある。ミライナタワー改札の位置関係上、1・2番線の階段は通路沿いには池袋方のエスカレータのみ設置されており（渋谷方はミライナタワー改札窓口・精算機）、手前で分岐する形で1・2番線の階段専用通路が設けられている。甲州街道改札の位置から南にも通路が延びており、南北通路の南端に新南改札（旧・新南口）がある。なお、ミライナタワー改札にはお客さまサポートコールシステムが導入されており、終日インターホンによる案内となる。
北側の東西通路には、7 - 16番線への階段・エスカレータが設置されており、7 - 16番線からは列車の停車位置（列車の最端）から南側にホームを延伸した先にエスカレーター（階段はない）があり、跨線橋の北端とかろうじて接続している状態のため、ホーム上をやや歩かなければならない。
工事は随時位置が変更されており、利用の際は注意が必要であったが、バスタ新宿開業とともにおおむね確定した。
甲州街道改札は、その名の通りこの跨線橋に設けられた新駅舎の中で甲州街道に直結した出入口として設けられており、同じく甲州街道に面した既存の南口の斜め向かいに位置している。元の名称はサザンテラス口であるが、新宿サザンテラスへは直結していない（旧サザンテラス口は直結していた）。
新南改札は甲州街道改札の真裏にあり、タカシマヤタイムズスクエアに近い。また、工事中は改札外の通路で旧サザンテラス口改札跡地前を経て新宿サザンテラスとつながっていたが、現在は改札前に設けられたSuicaのペンギン広場がサザンテラスに直結している。ミライナタワー改札は、駅舎に直結したJR新宿ミライナタワーの出入口に面した場所に位置している。
1991年（平成3年）3月19日に開設されたこの跨線橋は、当時1 - 4番線のみ利用可能で、東端に移設前の旧・新南口が設置されていた。トイレは同改札外に設置された。
2003年（平成15年）2月1日より、現在の位置に5・6番線が設置されたことに伴い、西側の突き当たりからL字型に延伸と5・6番線への階段・エスカレータ（移設前）の新設が実施された。
2006年（平成18年）4月16日より、2003年（平成15年）の延伸部から西側への更なる延伸と「サザンテラス口」新設が実施され、同日より7 - 14番線（現：7 - 16番線）との直接アクセスが可能になった。
さらに、2010年（平成22年）11月28日、中央部から従来の通路とT字型につながる形で跨線橋の延伸と新南口および5・6番ホームへの階段・エスカレータの移設・トイレの設置が実施され東端の旧・新南口は閉鎖された。旧新南口は、JR高速バスターミナルへのアクセスがほかの改札口よりも最短だった。
また、2011年（平成23年）2月27日、3・4番線の階段が移設され、5・6番線の特急ホーム階段と並ぶ形となった。
さらに、2012年（平成24年）、1・2番線の階段も移転。これに伴い1991年と2003年に設置された旧・新南口跨線橋はその役目を終えた。
2013年（平成25年）、サザンテラス口が7・8番線ホーム階段と9・10番線ホーム階段の間の新南口と一直線に結ばれる位置に移転（新宿サザンテラス直結から甲州街道に面するようになった。南口の斜め前になる）。またトイレは、旧サザンテラス口改札跡地正面の13 - 16番線階段隣接地に移転している。
その後も幾度か1 ‐ 6番線の階段配置等が変更されており、1・2番線階段通路を除き、各階段・エスカレータ・エレベータが1つの通路上に集まり、乗り換えしやすくなった（2016年3月時点）。
2016年（平成28年）3月7日、1・2番線側（旧新南口に近いエリア）にJR新宿ミライナタワー入口最寄りとなるミライナタワー改札を新設、また同時に新南口を新南改札、サザンテラス口を甲州街道改札に改称した。同年3月25日にはJR新宿ミライナタワーや、上階およびJRミライナタワー内に展開している商業施設「NEWoMan」が開業し、同年4月15日には「NEWoMan」の駅ナカエリアが開業した。
2018年（平成30年）11月28日より約3か月間、駅ナカシェアオフィス「STATION WORK」の事業展開に向けた実証実験を、甲州街道改札内にて実施した。その後、2019年（令和元年）8月1日より本格開始している。

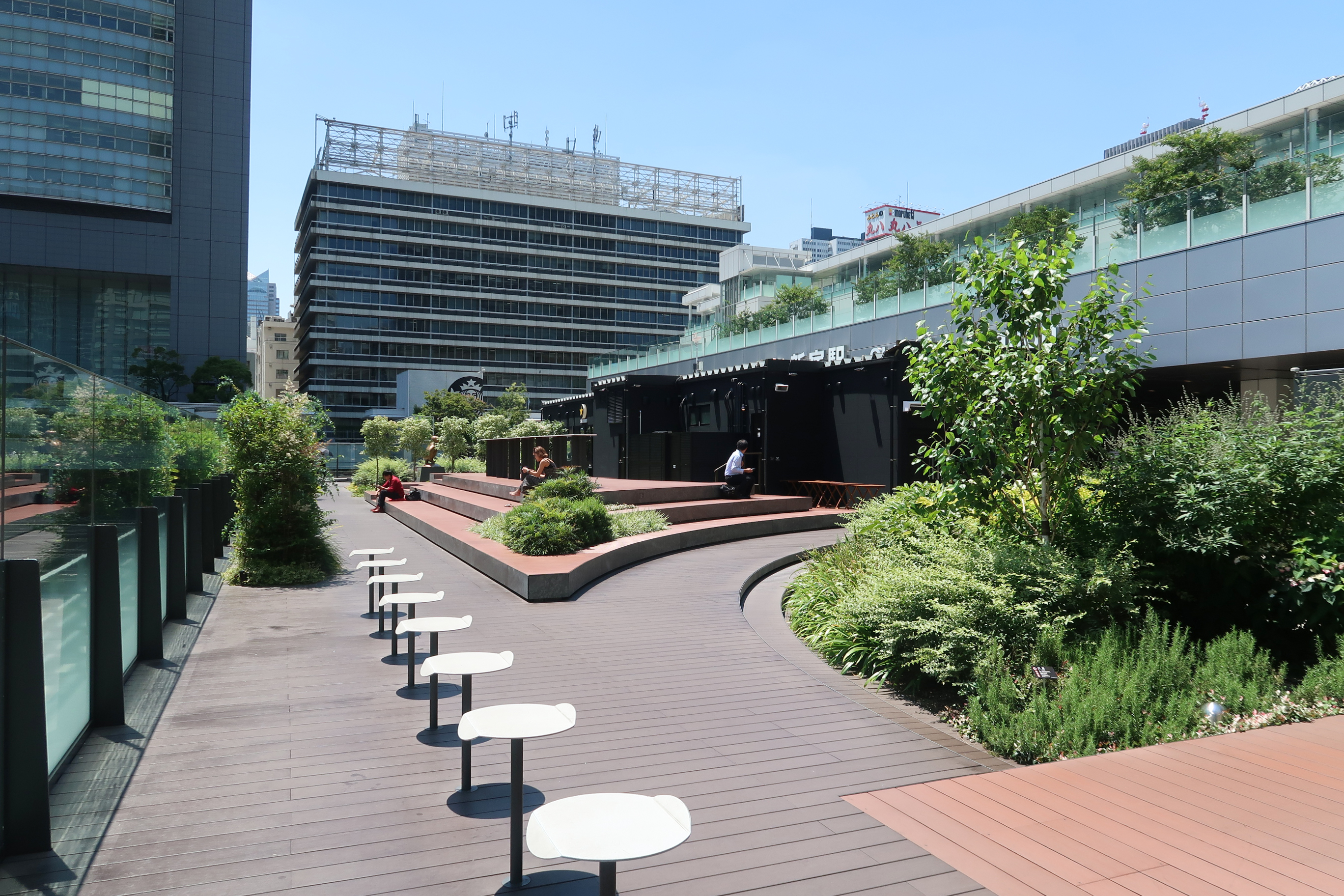
Suicaのペンギン広場（2018年5月）
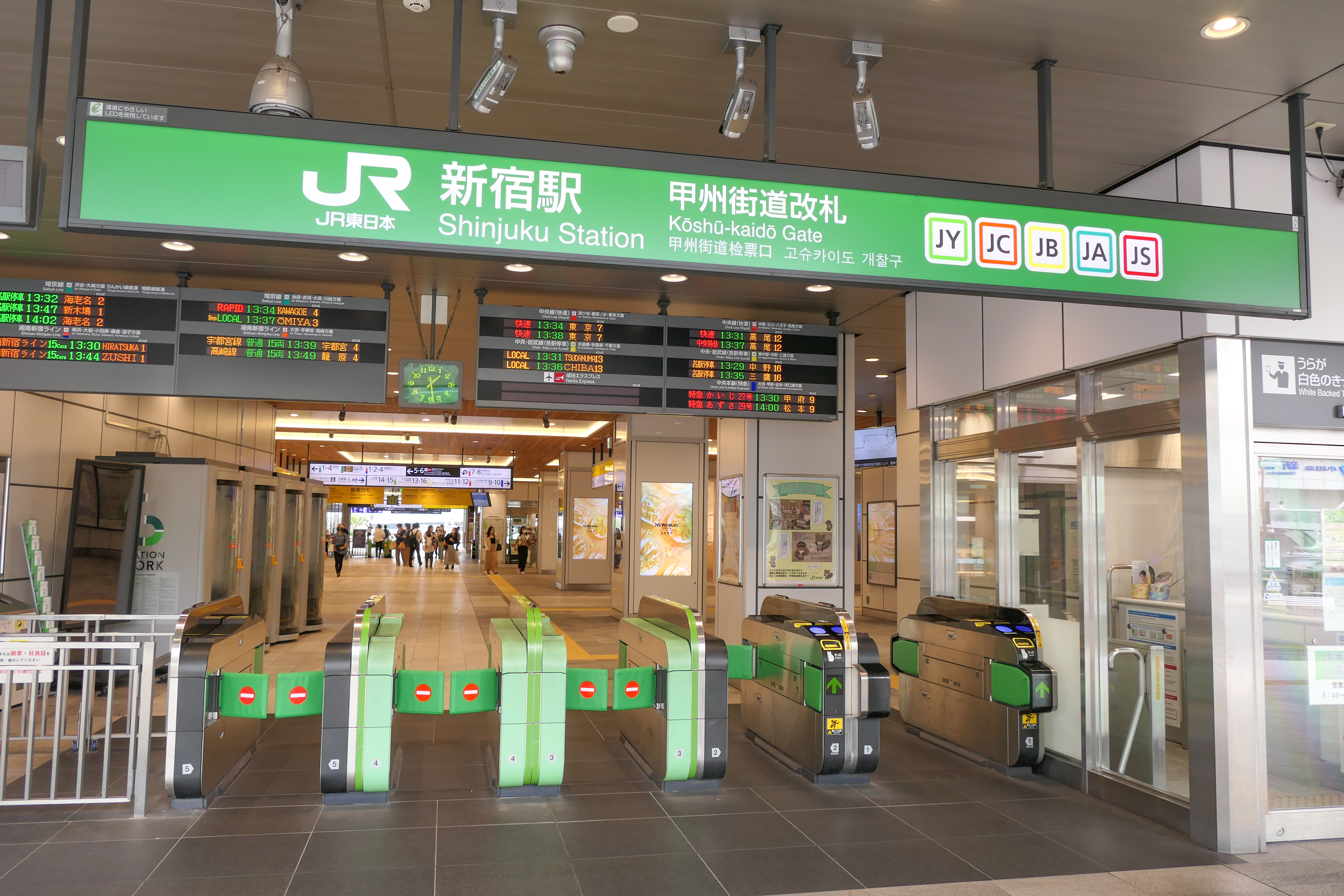
甲州街道改札（2021年9月）
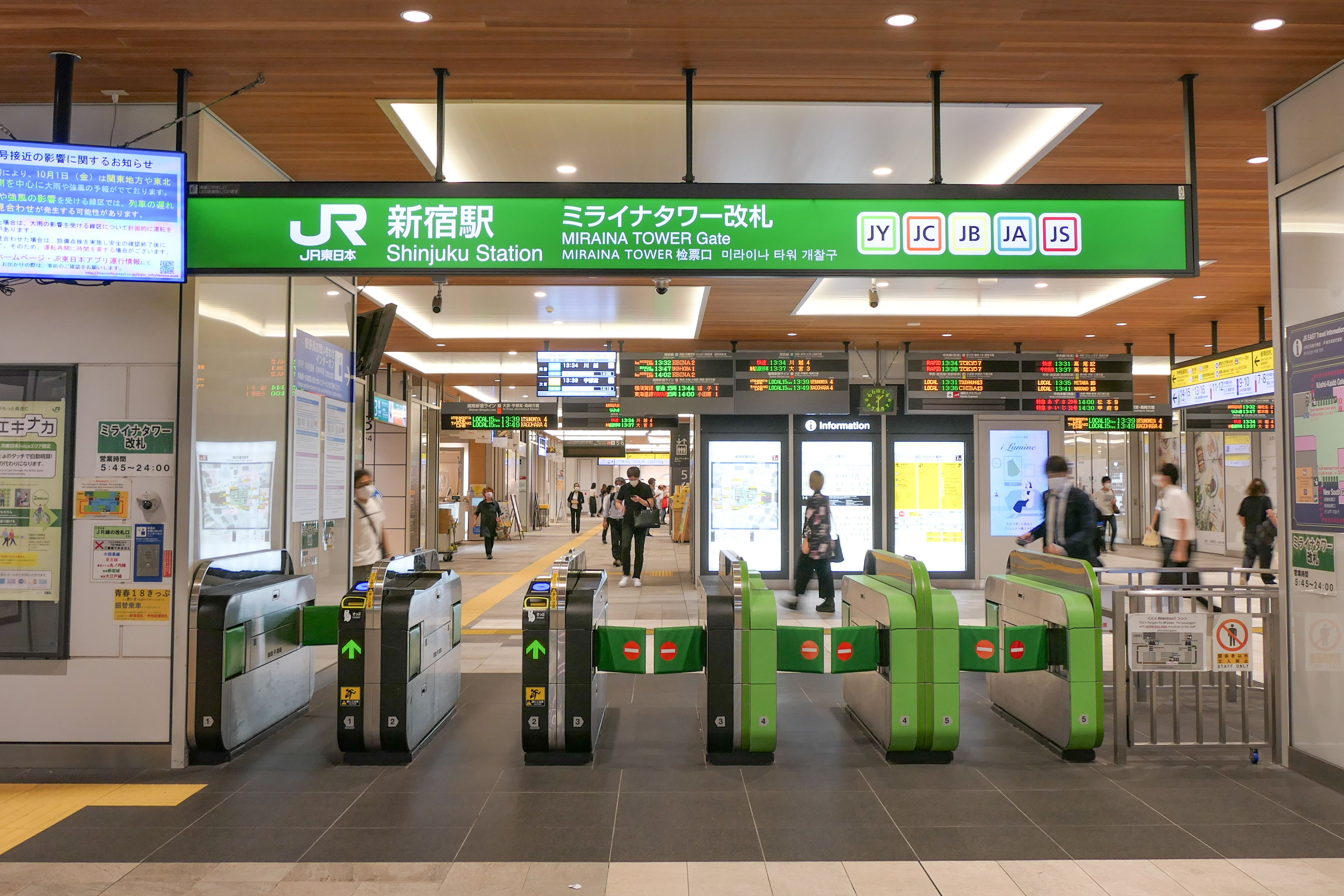
ミライナタワー改札（2021年9月）
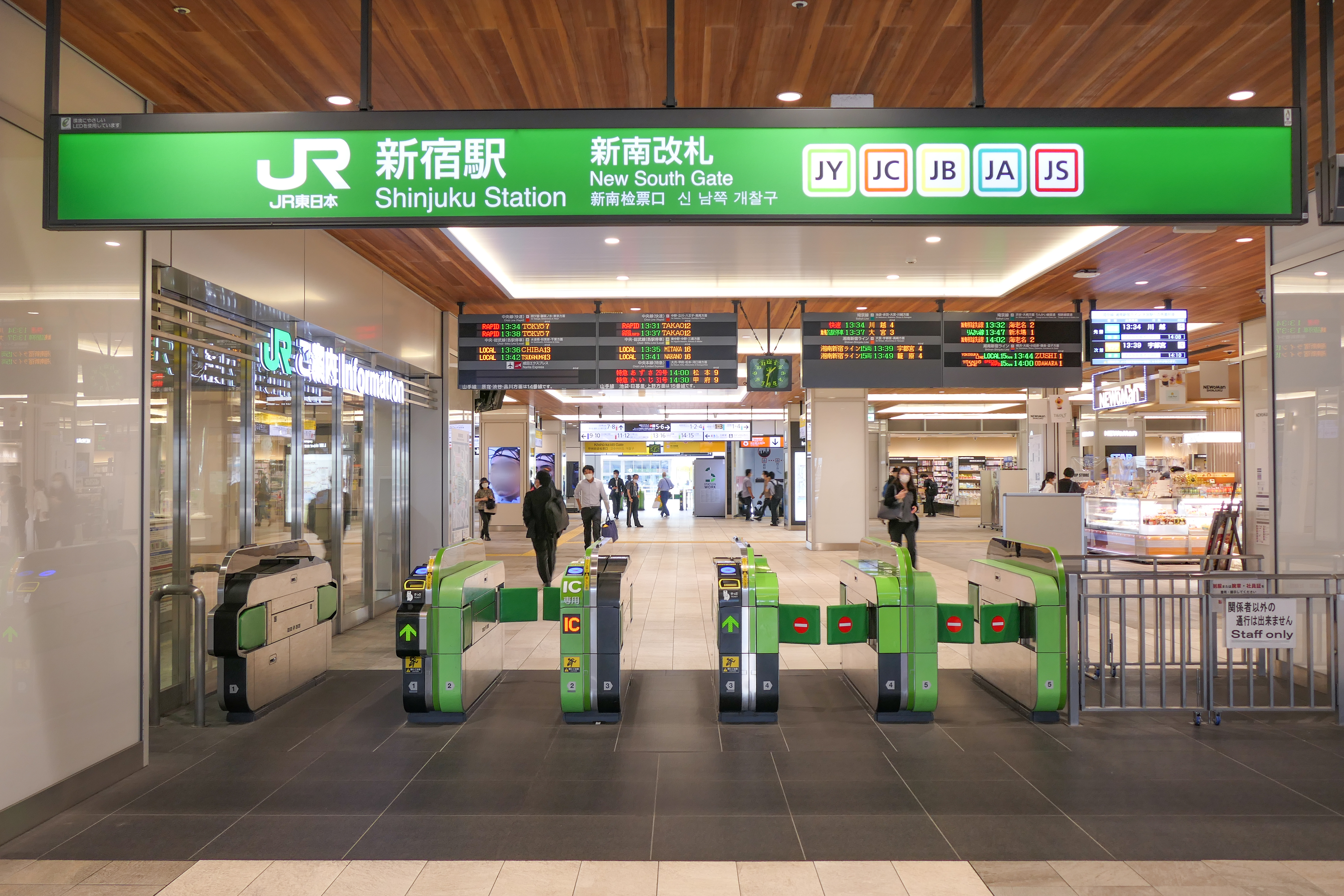
新南改札（2021年9月）

旧新南口・サザンテラス口跨線橋の様子

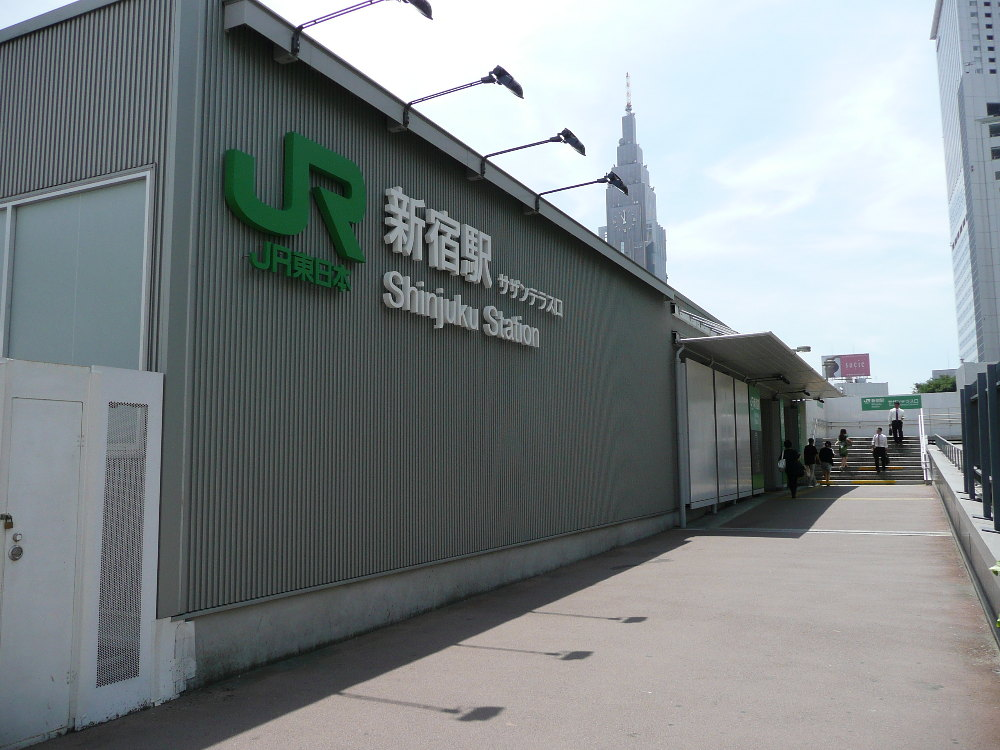
旧サザンテラス口（2007年8月）
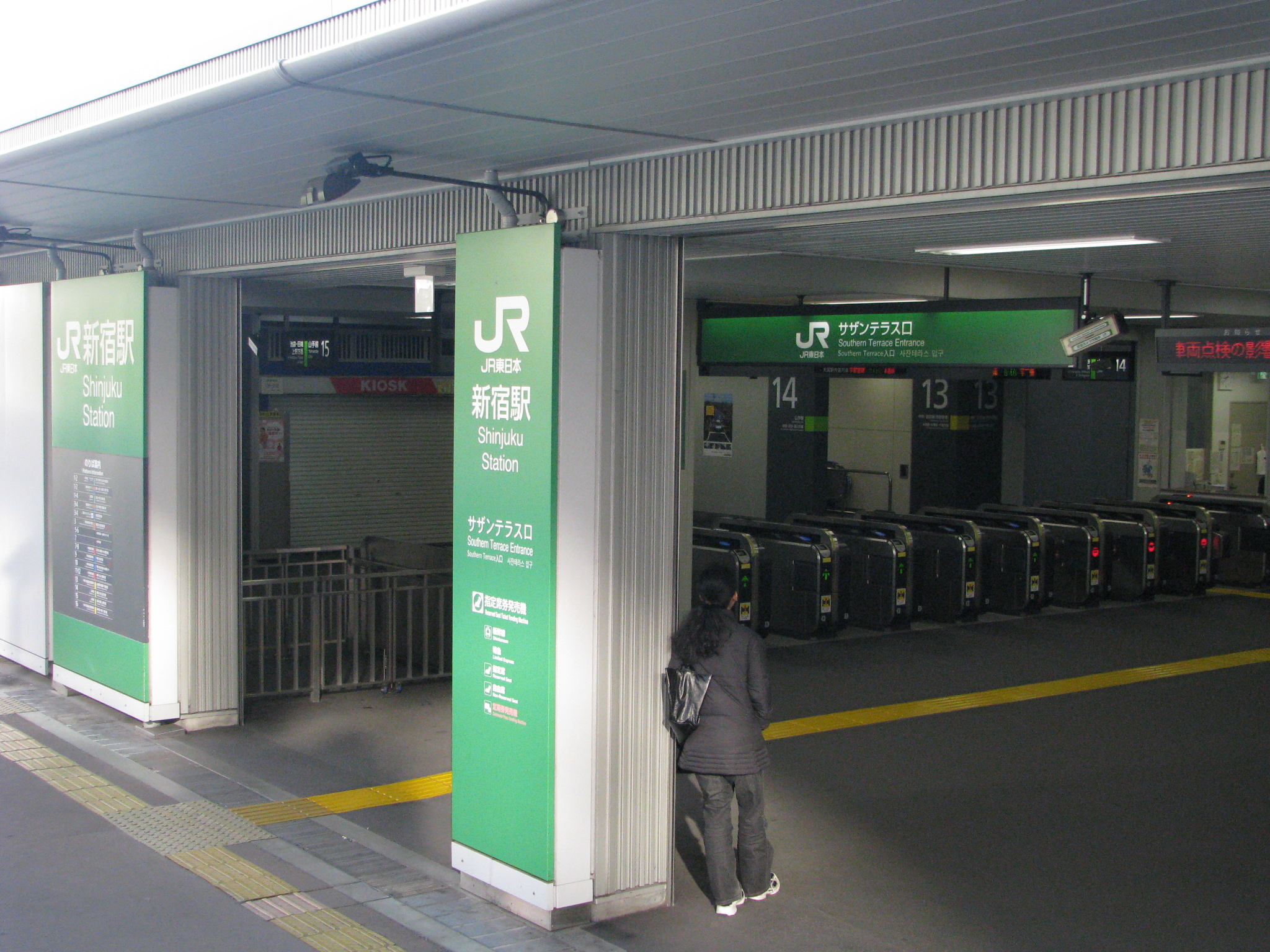
旧サザンテラス口（2008年1月）
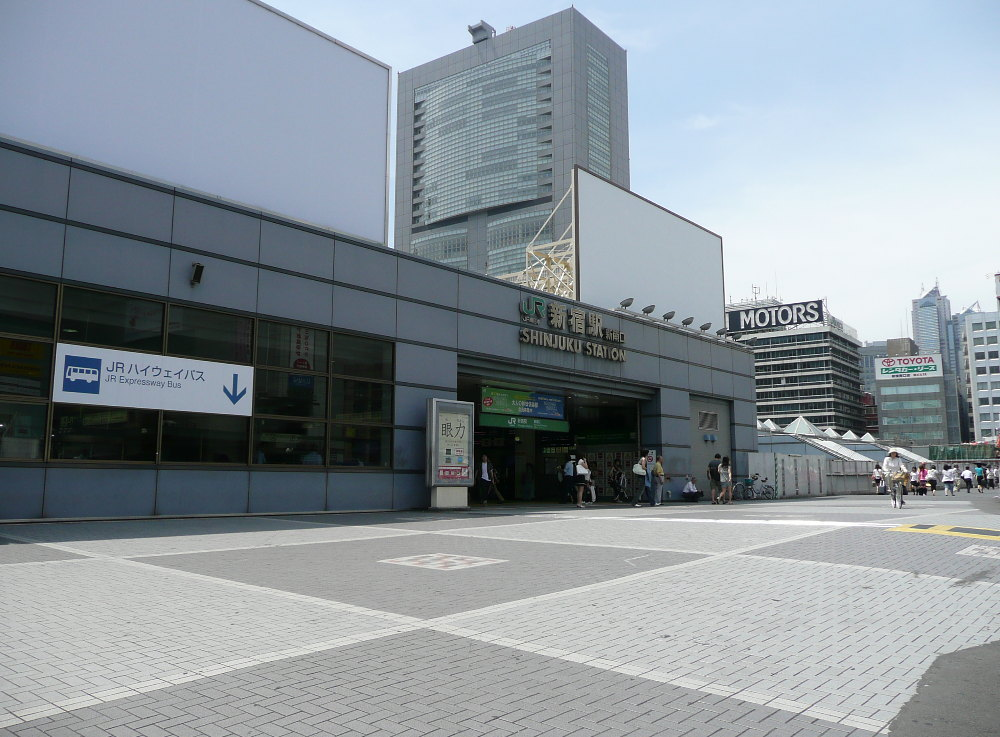
旧新南口（2007年8月、2010年11月営業終了）

### 京王電鉄（京王線）
後述する新線新宿駅とは同一駅扱いで改札内で行き来できるが、距離が離れており出札口や改札口などが別にあることなどから、旅客案内では「京王線新宿駅」と案内される。
小田急電鉄の西隣、京王百貨店新宿店の地下2階相当および新宿ルミネ1の地下3階相当に3面3線の頭端式ホームがある。南北に線路が延びており、駅先端部で西へ折れている。東側から1 - 3番線で、1番線を除き両側にホームがある。3面のホームのうち中央のホームは降車専用である。3番線乗車ホームの北寄りに車椅子などでの利用に対応したトイレがある。
管区長所在駅で「新宿管区」として当駅と新線新宿駅を管理する。
当駅から発車するすべての列車が初台駅・幡ヶ谷駅を通過する。この2駅へは、のりばが異なる場所にある京王新線を利用する。また、当駅の最終列車以降にも新線新宿駅から発車する列車があるほか、初電も新線新宿駅の方が30分以上早く発車する。
かつて発売していたパスネットの西口での乗降時の乗車駅表示は「京王新宿（最低金額、2007年（平成19年）現行120円のため12）」、降車駅表示は「KO宿」となっていた。
2011年（平成23年）度上期からホームドア設置工事を開始し、2012年（平成24年）度に3番線で、2013年（平成25年）度に1番線と2番線でそれぞれ使用開始した。但し降車専用ホームには柵が設けられている。

#### のりば
| 番線 | 種別                                                                      | 行先                           | 備考                               |
| ---- | ------------------------------------------------------------------------- | ------------------------------ | ---------------------------------- |
| 1    | □京王ライナー（平日） ■特急 ■急行 ■区間急行 ■快速 ■各駅停車               | 京王八王子・高尾山口・橋本方面 |                                    |
| 2    | □京王ライナー（土休日） □Mt.TAKAO号 ■特急 ■急行 ■区間急行 ■快速 ■各駅停車 | 京王八王子・高尾山口・橋本方面 | 2番線・3番線共用の降車ホームがある |
| 3    | ■特急 ■急行 ■区間急行 ■快速                                               | 京王八王子・高尾山口・橋本方面 | 2番線・3番線共用の降車ホームがある |

（出典：京王:駅構内マップ）
- 日中は1番線から各駅停車京王八王子行きまたは各駅停車高尾山口行き（一部は高幡不動止まり）、2番線から特急橋本行き、3番線から特急京王八王子行きと特急高尾山口行きが発車する。府中方面に向かう特急は笹塚もしくは明大前で、京王新線からの区間急行橋本行きまたは快速橋本行き（一部は京王多摩センター止まり）に乗換できる。
- 複線区間でありながら、地上信号機があった時代は2線同時に進路が開通している状態が頻繁に見られた。これは第2出発信号機が当駅から離れた両渡り線の手前にあり、そこまでは進行できるという意味である。しばしばダイヤ乱れ時などに行われるが、1・2番線からと3番線からとの同時発車が可能である。また反対に、1番線または2番線へ列車が完全に到着し切る前に3番線から特急や準特急を発車させることができるなど、配線変更によってメリットも生まれている。
- 京王ライナーは平日ダイヤが1番線、土休日ダイヤは2番線から発車する。かつて東京競馬場での中央競馬開催時に運転される府中競馬正門前始発の臨時準特急も、京王ライナーとして折り返すため、2番線に到着していた。現在はMt.TAKAO号に充当される列車が折り返し京王ライナーとなる。
- 2番線・3番線に入線した列車は降車ホーム側・乗車ホーム側の順で両方のドアが開く。

#### コンコース
京王線の改札口はすべて地下にある。当駅は大手私鉄のターミナル駅にはよくある頭端式ホームであるが、その多くが頭端部の車止め正面にホーム全幅にわたり改札口が並んでいるのと異なり、正面は壁で塞がれている。頭端部から階段を上ると西口地下広場への出口専用の広場口改札がある。また別の階段から朝ラッシュ時専用の出口専用臨時口改札がある（階段の手前のシャッターの開閉により7時10分から9時のみ利用可能で、C&C新宿本店の前に出る）。この頭端部から降車専用を含む1 - 3番線各ホーム相互で段差なく移動ができる。
中央の階段を上がると南北に分かれ、北側が京王西口（桃色）、南側が京王百貨店口（紺色）で、両者を区別するために京王のコーポレートカラーの2色で塗り分けられている。この2色は京王線内の行先イメージカラーとなっており、車止め側に近い西口のイメージカラーの桃色は上り、笹塚駅側の京王百貨店口のイメージカラーである紺色を下りとしている。京王百貨店口はJR中央西口に隣接し、東隣にJR連絡口がある。そこから小田急の地下コンコースを潜るJR連絡通路を通るとJRの中央通路に出る。JRの中央東口からの出入場はJR連絡口の専用改札（黄色の自動改札）を利用する必要があったが、2020年7月19日の東西自由通路の供用開始に伴い取扱を終了した。
南寄りの階段を上がるとルミネ口改札口で、新宿ルミネ1の地下2階に出る。新宿ルミネ2とは別の建物で、1階以外ではつながっていない。営業時間は6時30分から22時まで。階段を上がると建物から出ずにJRと小田急の南口に行ける。なお、ルミネ口とホームを結ぶ階段とエスカレーターは乗車ホームのみにあるが、それぞれ1台ずつしかなく、17時までは上り、17時以降は下りとなる。なお、ルミネ口の発車標はリニューアル工事のときに使われていた液晶型のものが引き続き使われていたが、2012年にLED式の発車標が改札前にない駅と同様の液晶パネル式のものに更新されている。
3番線南端より連絡通路を通ると新線新宿駅に抜ける。この連絡通路には階段があり、下って上る形になっている。
トイレは3番線の乗車ホーム北寄りにあり「だれでもトイレ」を併設している。男性用と女性用、だれでもトイレの入口は離れた位置に設置されている。
エレベーターは京王西口・京王百貨店口階と1・2番線の乗車ホームを結ぶエレベーター（2018年ごろ新設）、3番線の乗車ホームとを結ぶエレベーターがそれぞれ設置されており、エレベーターが設置されていない降車ホームからは頭端部を経由して1・2番線または3番線の乗車ホームへ移動して利用する。なお、各ホームとルミネ口・京王新線新宿駅連絡通路へのエレベーターの設置はない。また、改札外では京王百貨店口に近い地下通路と地上を結ぶエレベーターも設置されている。
エスカレーターは各乗車ホームと北側が京王西口・京王百貨店口階、南側がルミネ口を結ぶ。北側は各ホーム片方向1本ずつで2ホーム両方向合計4本（ただし、朝ラッシュ時には改札階→3番線乗車ホームを運転せず、3番線乗車ホーム→改札階方向で2本運転する）、南側は各ホーム1本ずつで時間帯により向きが変わる片方向運転となる。
以前は、ドアの数や両数により乗車位置を黄色の8番や緑の7番などと案内していたが、当駅発着のほとんどの列車が4ドアとなったころの駅リニューアルで先発などのものに置き換えられた。現在、降車専用ホームには4ドアのドア位置を除き柵が設置されている。
改札階の発車標は、1 - 3番線の列車が先発から5番目までの発車時刻・種別・行先・のりば・備考が表示されている。京王のほとんどの駅で見られるLED式のものを使用していたが、2020年3月にデジタルサイネージ設置のために撤去され、改札口の真上にLCD型の発車標が設置された。この発車標は日本語と英語だけでなく、中国語と韓国語にも対応している。2002年以前のフラップ式の時は1・2番線用と3番線用で分かれており、それぞれの先発から3台の種別・行先などが表示され、その下にランプ式の路線図があり、それぞれの先発列車の停車駅が表示されていた。橋本行き特急（初代）があった時は停車駅の下に「特急橋本ゆきは2番線から発車します」という案内が掲示されていた。
降車専用ホームにあった列車接近装置には、ほかの駅ではあまり見られない「電車にご注意ください」という表示があった。
ホームの発車標は、現行のLED式になる前は先発と次発を表示する黒地で縦方向に回転するフラップ式の発車標が各乗車ホームにあり、さらにそれ以前は先発列車のみを表示する白地で横に回転する1文字1コマのソラリー式発車標が1・2番線の乗車ホームと、3・旧4番線の乗車ホームにそれぞれ設置されていた。
かつては西側にも中地階通路があったが、駅リニューアル時に閉鎖されている。

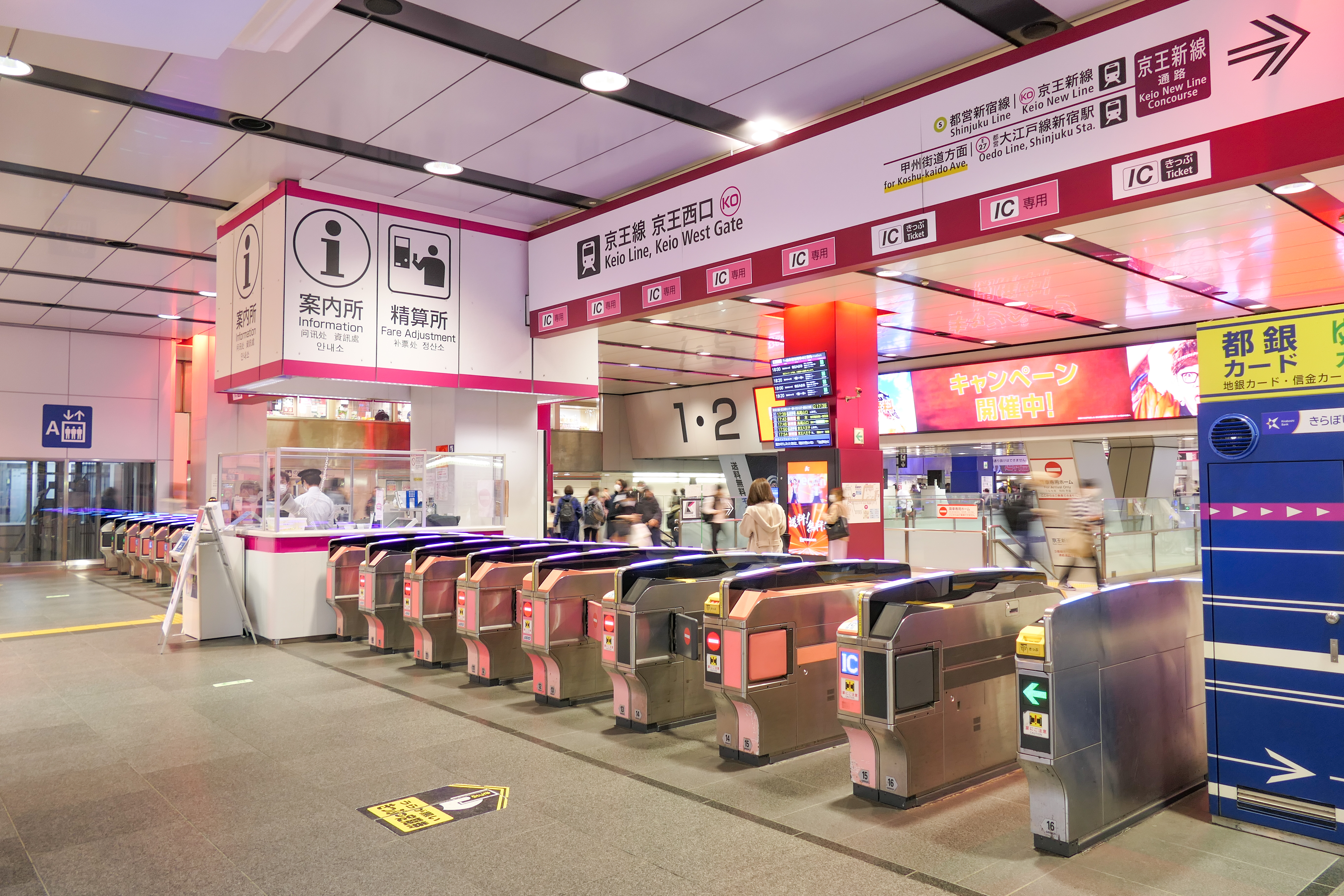
京王西口改札（2021年11月）
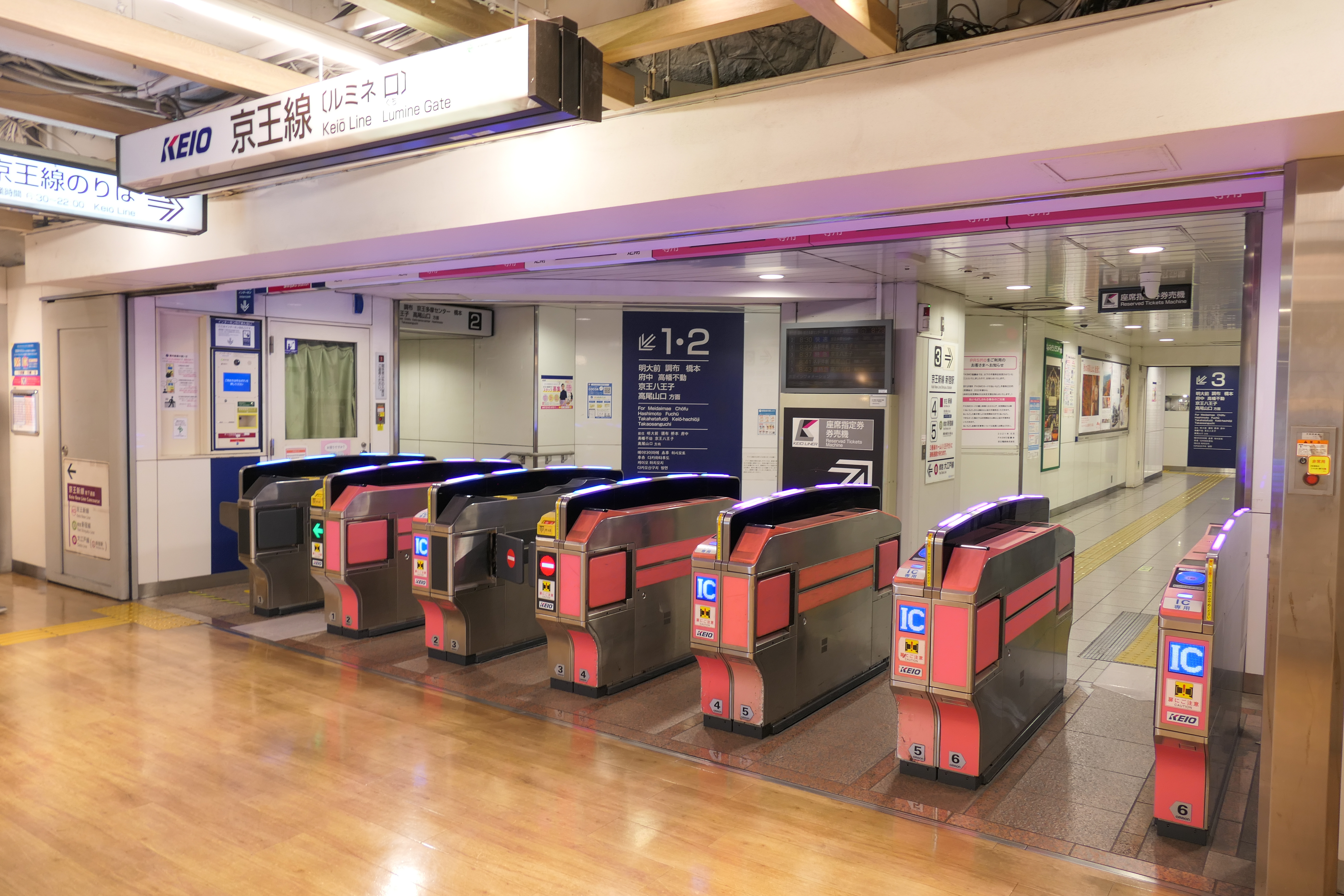
ルミネ口（2021年11月）
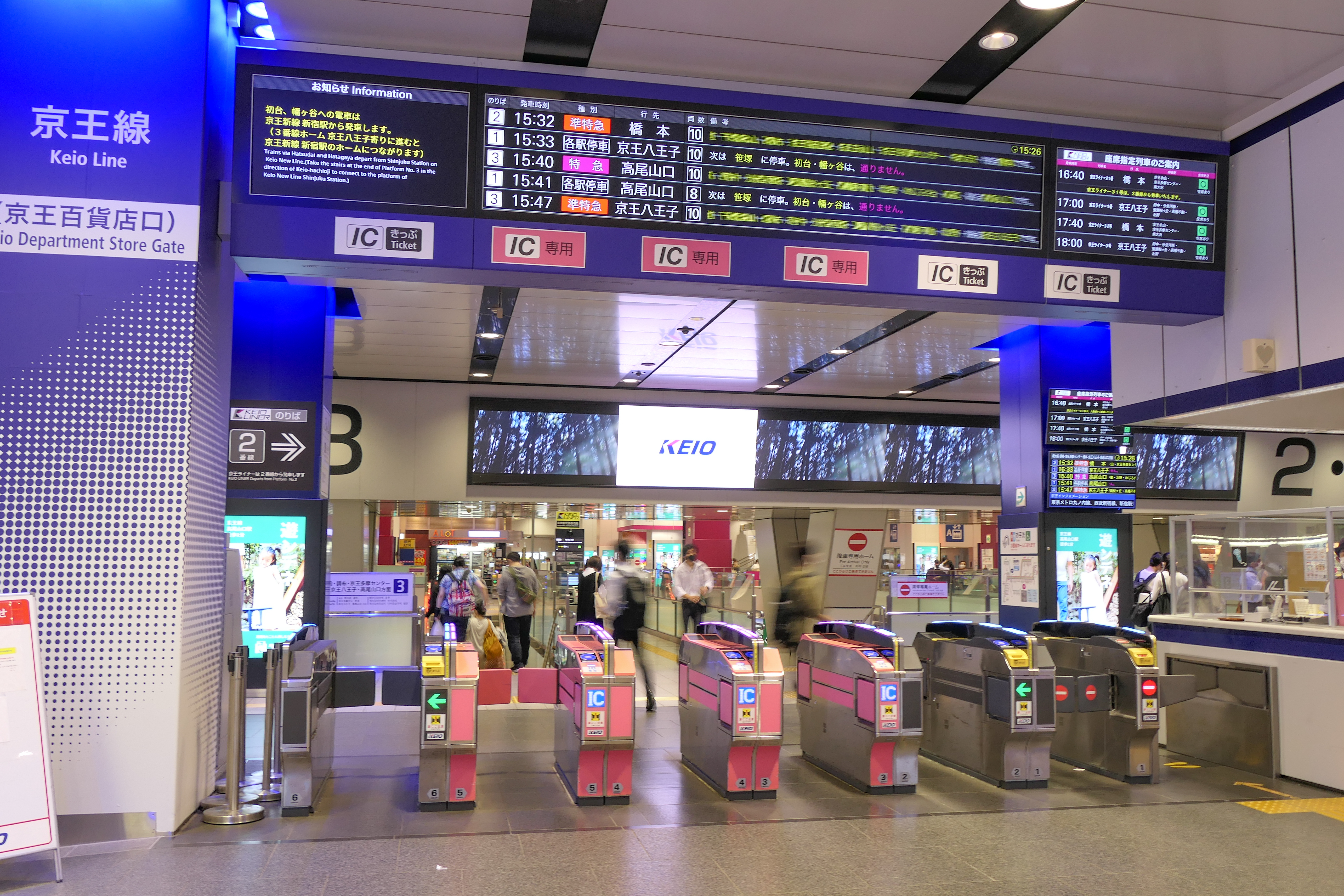
京王百貨店口改札（2021年9月）
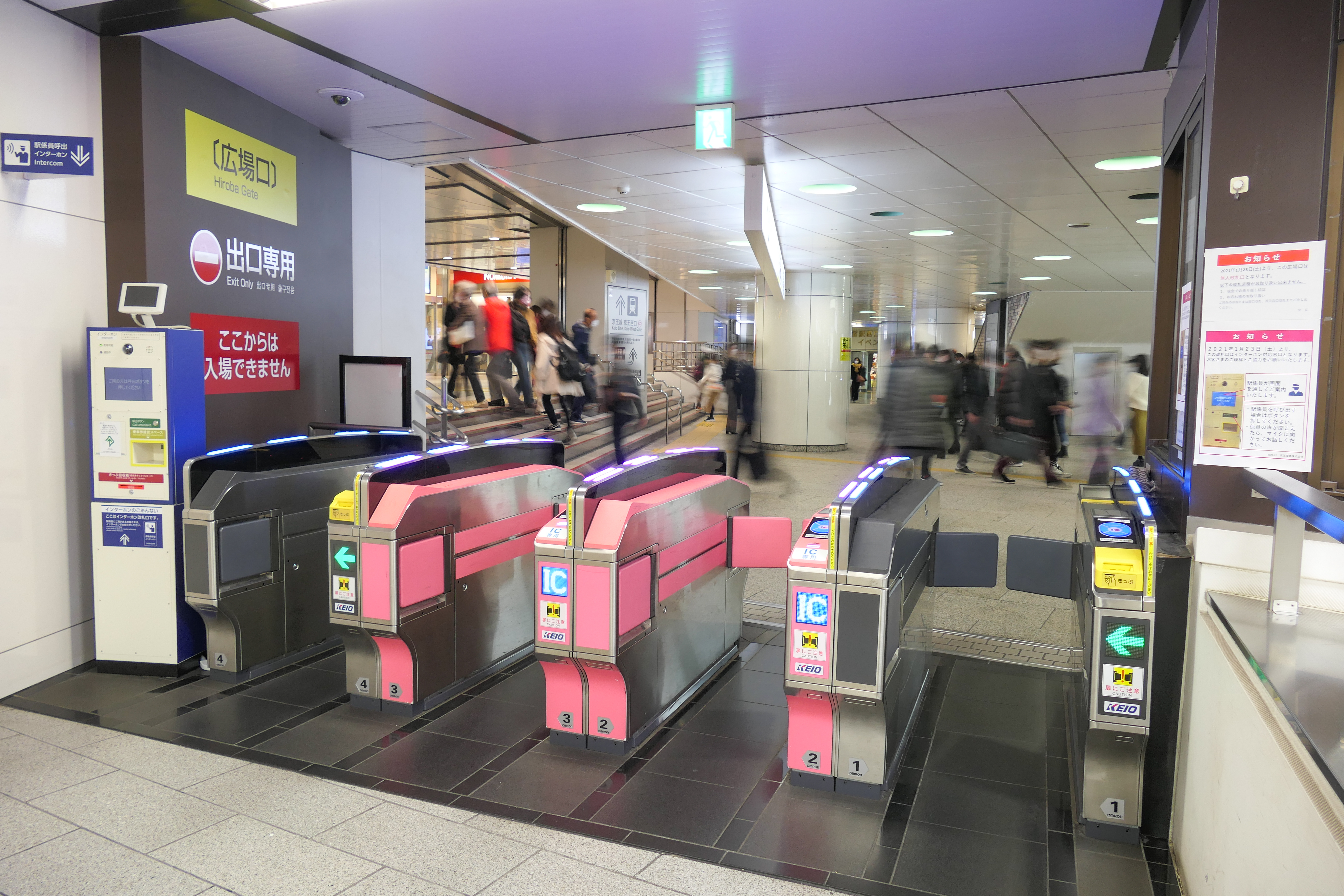
広場口（2021年11月）
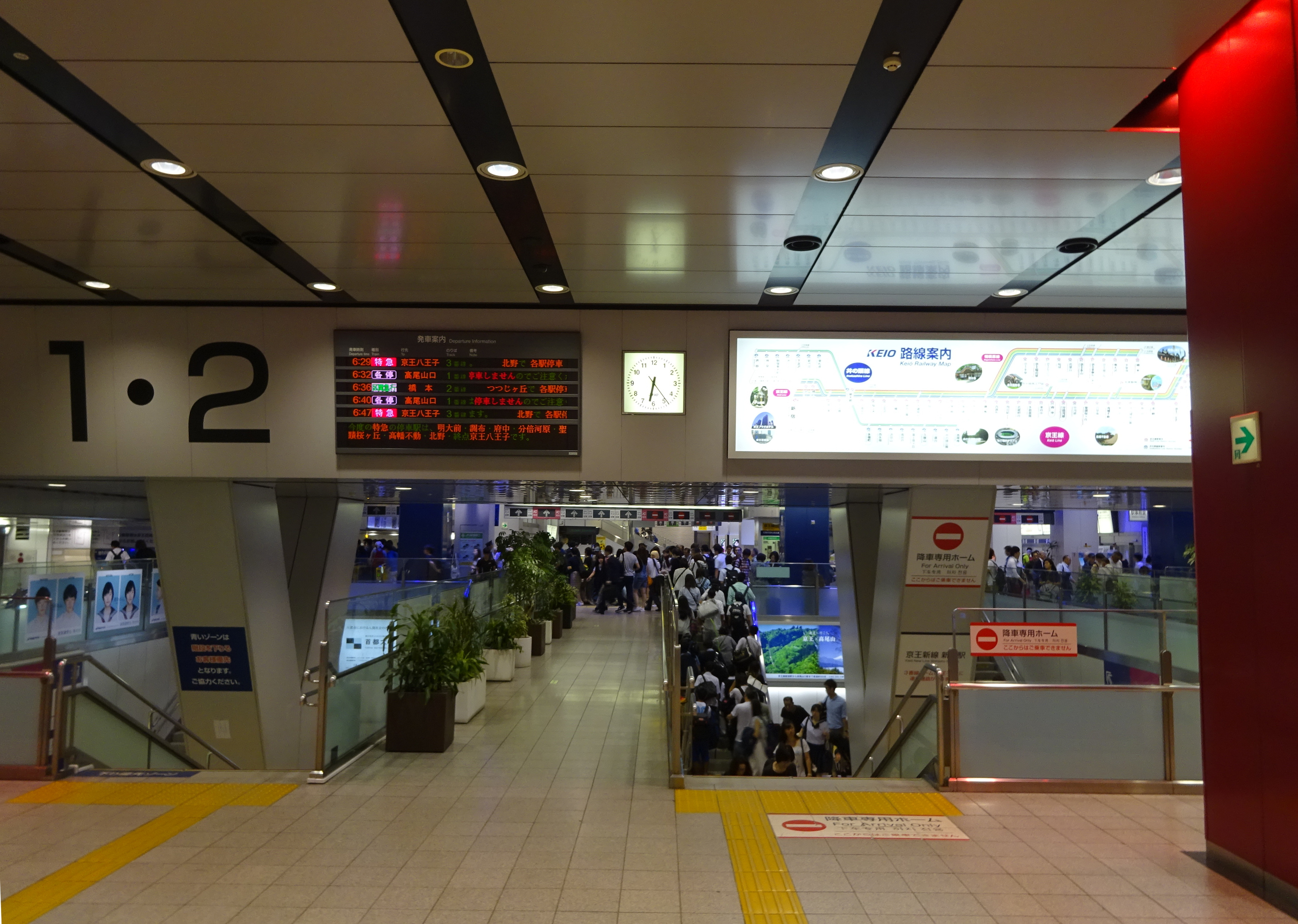
コンコース（2016年6月）
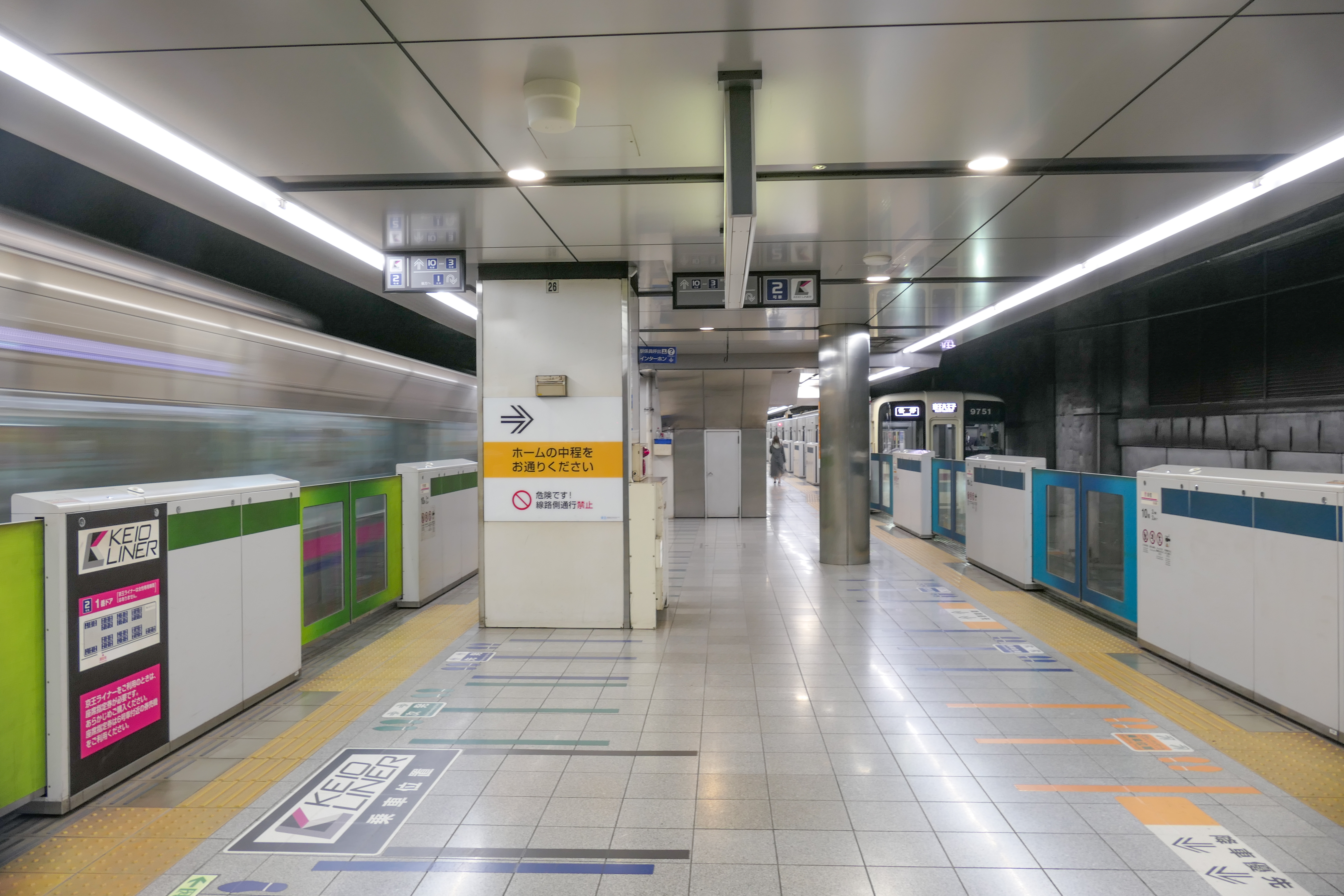
1・2番線ホーム（2021年11月）
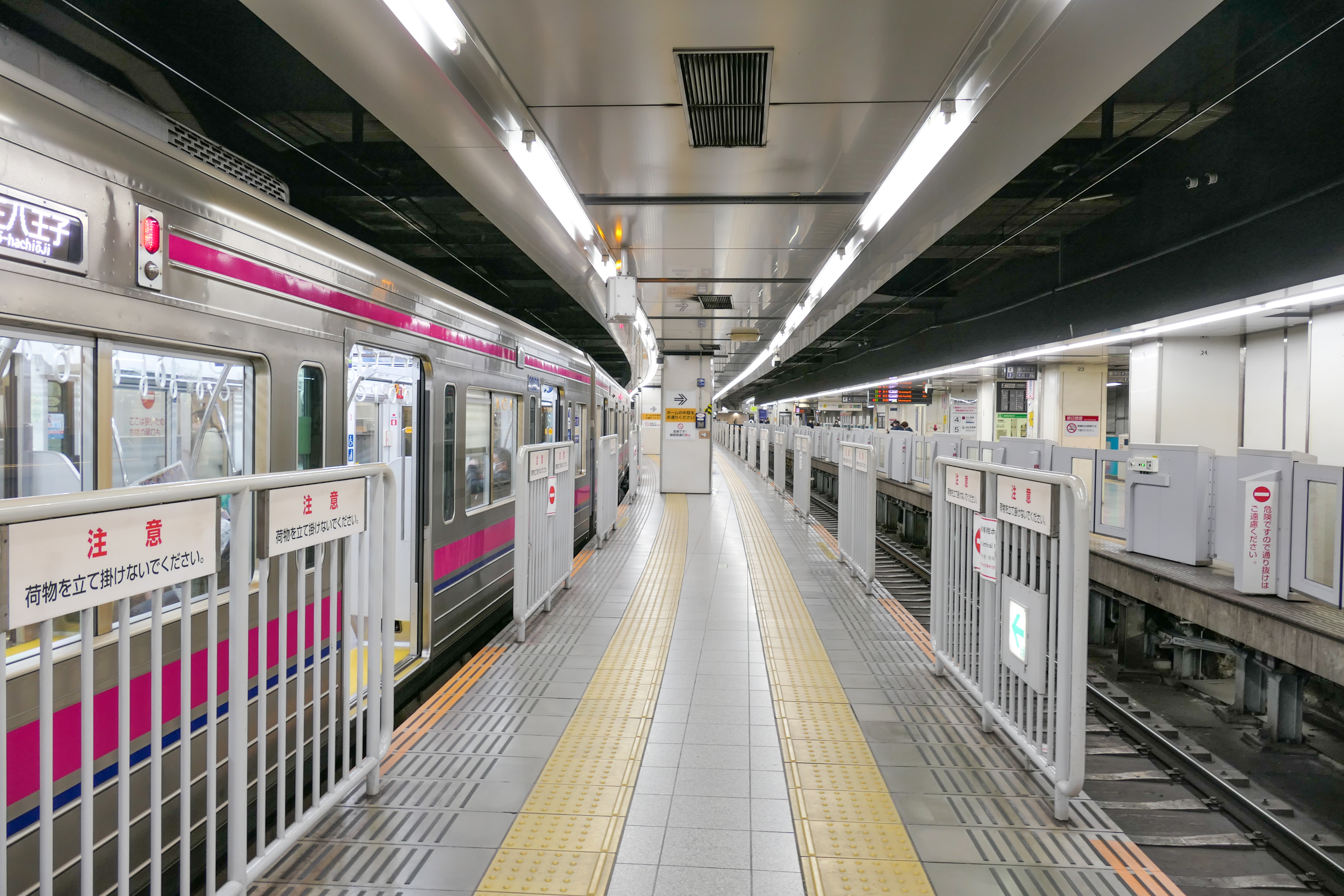
降車専用ホーム（2021年11月）
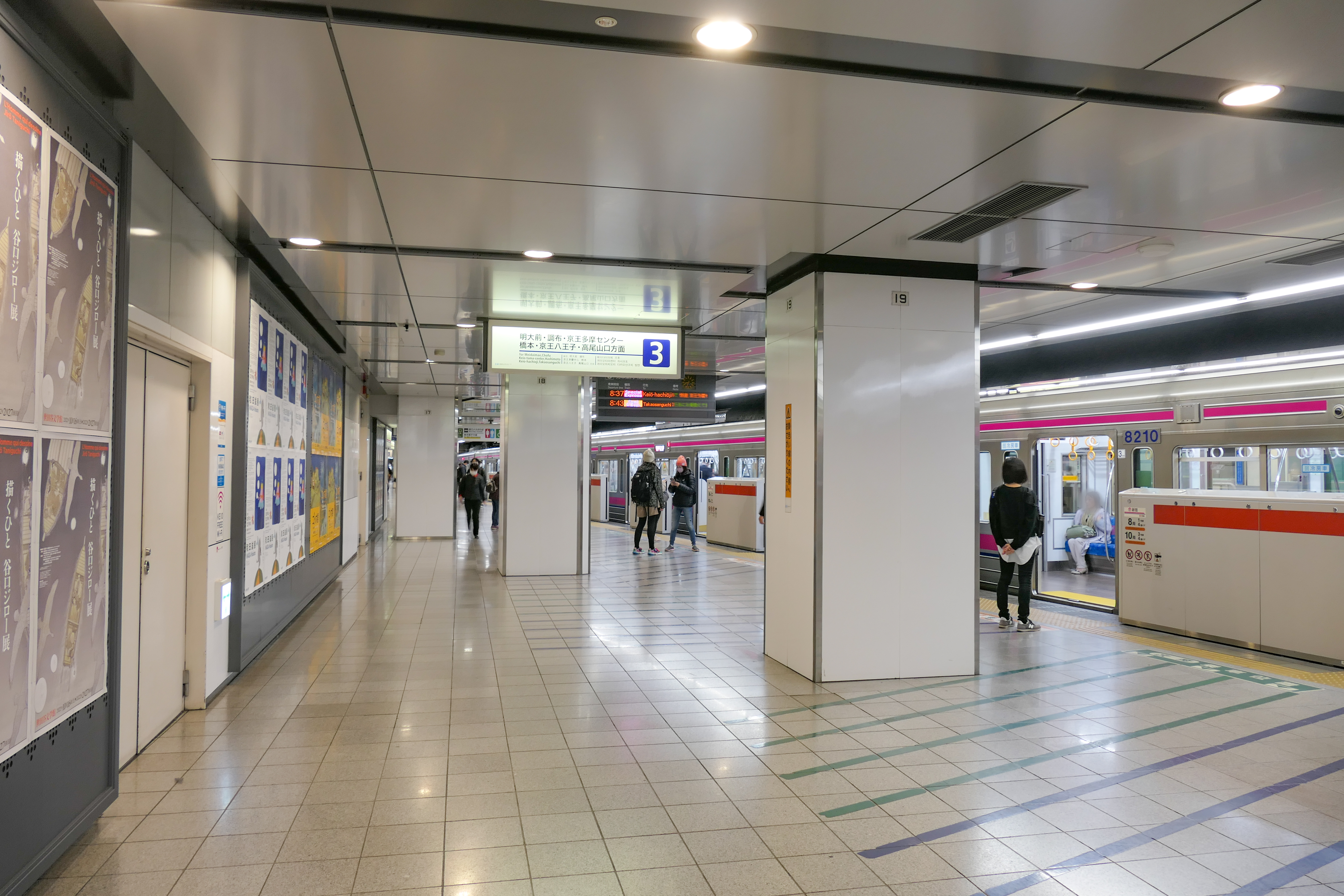
3番線ホーム（2021年11月）
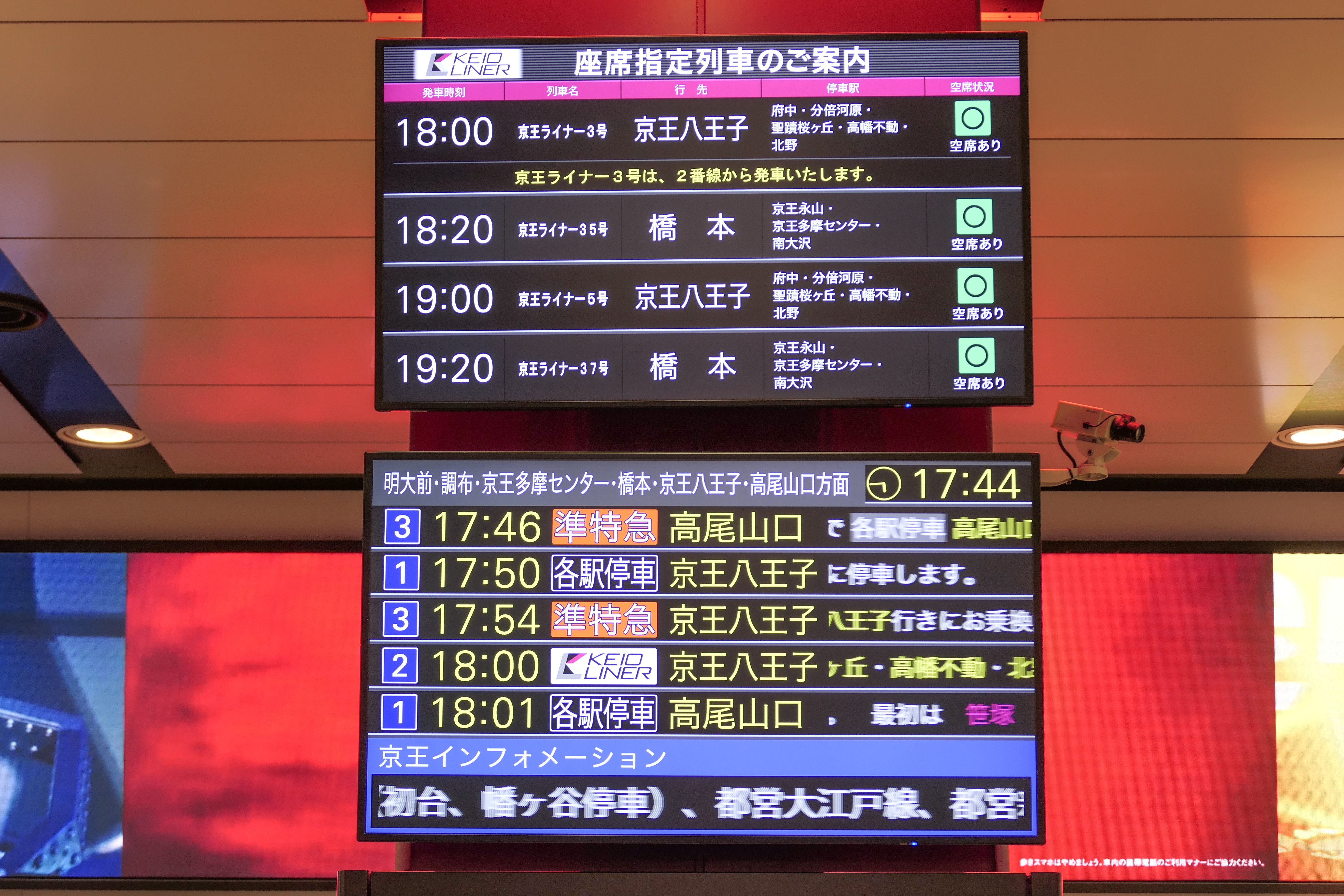
LCD型の発車標（2021年11月）

### 京王電鉄（京王新線）・東京都交通局（都営地下鉄新宿線）
当駅には、京王新線と都営地下鉄新宿線の列車が発着する。前述した京王線新宿駅とは同一駅扱いで改札内で行き来することが可能だが、京王線新宿駅とはやや離れた国道20号（甲州街道）の真下にホームがあり、出札口や改札口などが別にあることなどから、旅客案内では「新線新宿駅」と案内される。都営地下鉄側では単に「新宿駅」と案内されるが、東京都交通局直轄となる大江戸線の駅と区別して「新宿線新宿駅」と表記されることもある。
因みに東京都交通局では、当駅は都庁前駅務管区市ヶ谷駅務区に所属する。
京王電鉄と東京都交通局の共同使用駅で、駅自体は京王電鉄が管轄しているため、駅の放送や券売機、精算機、改札機の機器やサインなどは京王仕様となっているが、構内の構造は概ね他の都営新宿線の駅と類似している。また、改札内に東京都交通局系の売店「メルシー」が、改札外に東京都交通局の定期券うりばがある。
ただし都営大江戸線の駅とは異なり、券売機が京王管轄のため、都営地下鉄の企画乗車券を購入することはできない（まるごときっぷと都営-メトロ一日券は購入可能）が、大江戸線単独の改札口で購入した企画乗車券を用いることはできる。また、当駅からPASMO・Suicaなどの交通系ICカードで入場する際、残額が都営地下鉄の初乗り運賃の178円未満であっても、京王線・京王新線の初乗り運賃である140円以上であれば入場できる（SF乗車の場合）。
東西に伸びる1面2線の島式ホームを持ち、京王線の駅と大江戸線の駅とは改札内でつながっているが、東京メトロの駅とは接続していない（#地下鉄各線との連絡も参照）。当駅の構築幅は約21 m、構築の高さは約26 m（地下5階構造）で、構築の最深部は地下約30 mに達する（東京都交通局による公式な駅深さは26.5 m。東京都交通局の資料において「深さ」は駅中心位置の地表からホーム面までの距離を示す）。駅ホーム部分と引き上げ線を合わせた構築延長は556 mで、駅ホーム中心から笹塚寄り半分は京王、本八幡寄り半分（111.6 m）と笹塚駅寄りの引き上げ線は東京都（交通局）の財産区分となる。　
当駅の構築が深い理由は、都営新宿線計画当時、新宿貨物駅（1984年2月廃止）直下に地下3層構造の上越新幹線新宿駅を建設する計画があり、これに対応して新宿線のトンネルが深い位置を通ることから、当駅もこれに合わせたため。
先述の通り、京王の終電2本（桜上水行き）と初電からの数本（高尾山口行き）はここから発車する。

#### のりば
| 番線 | 路線       | 行先                           | 備考            |
| ---- | ---------- | ------------------------------ | --------------- |
| 4    | 京王新線   | 京王八王子・高尾山口・橋本方面 | 一部列車は5番線 |
| 5    | 都営新宿線 | 本八幡方面                     |                 |

（出典：京王:駅構内マップ）

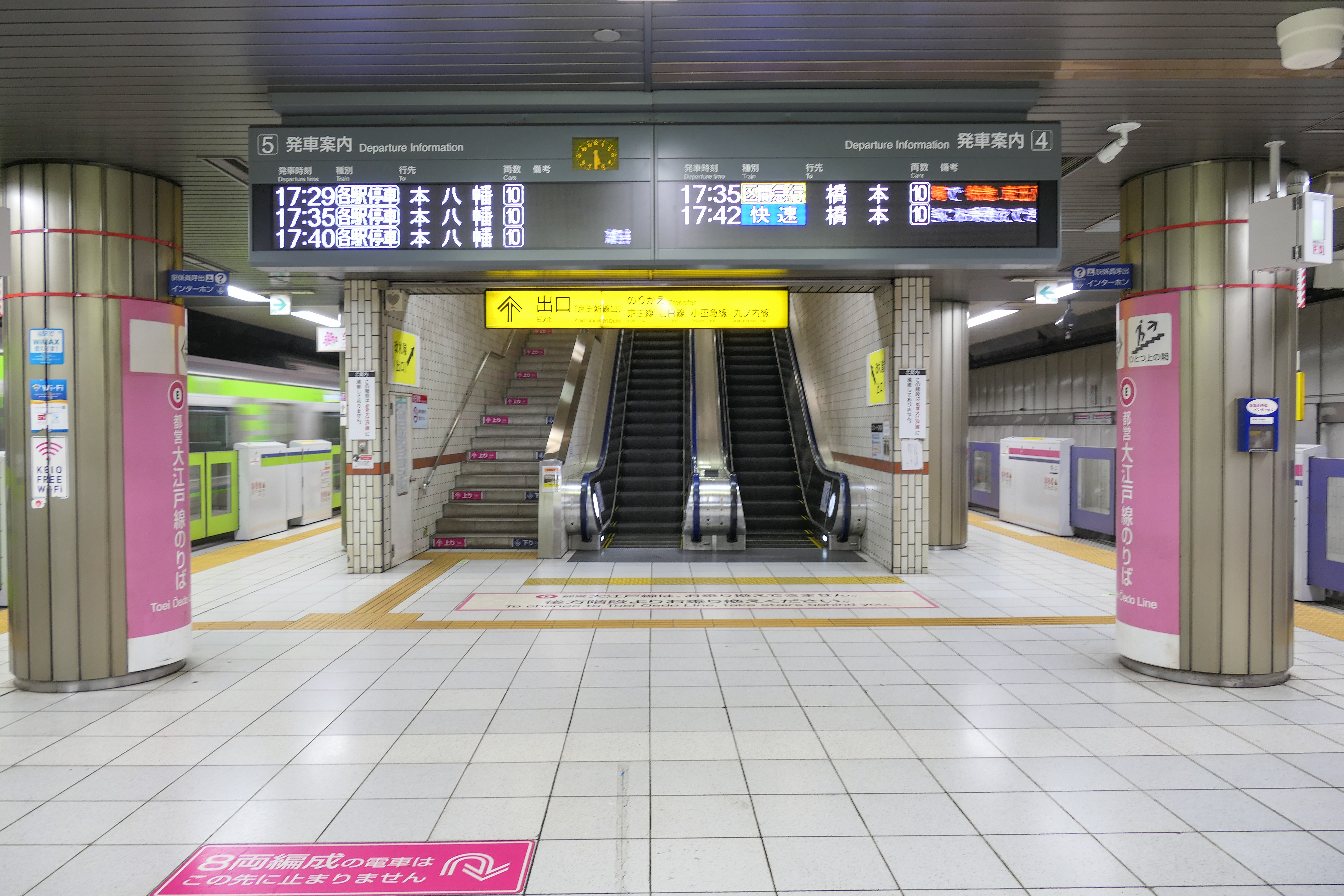
京王新線・都営新宿線ホーム（2022年11月）
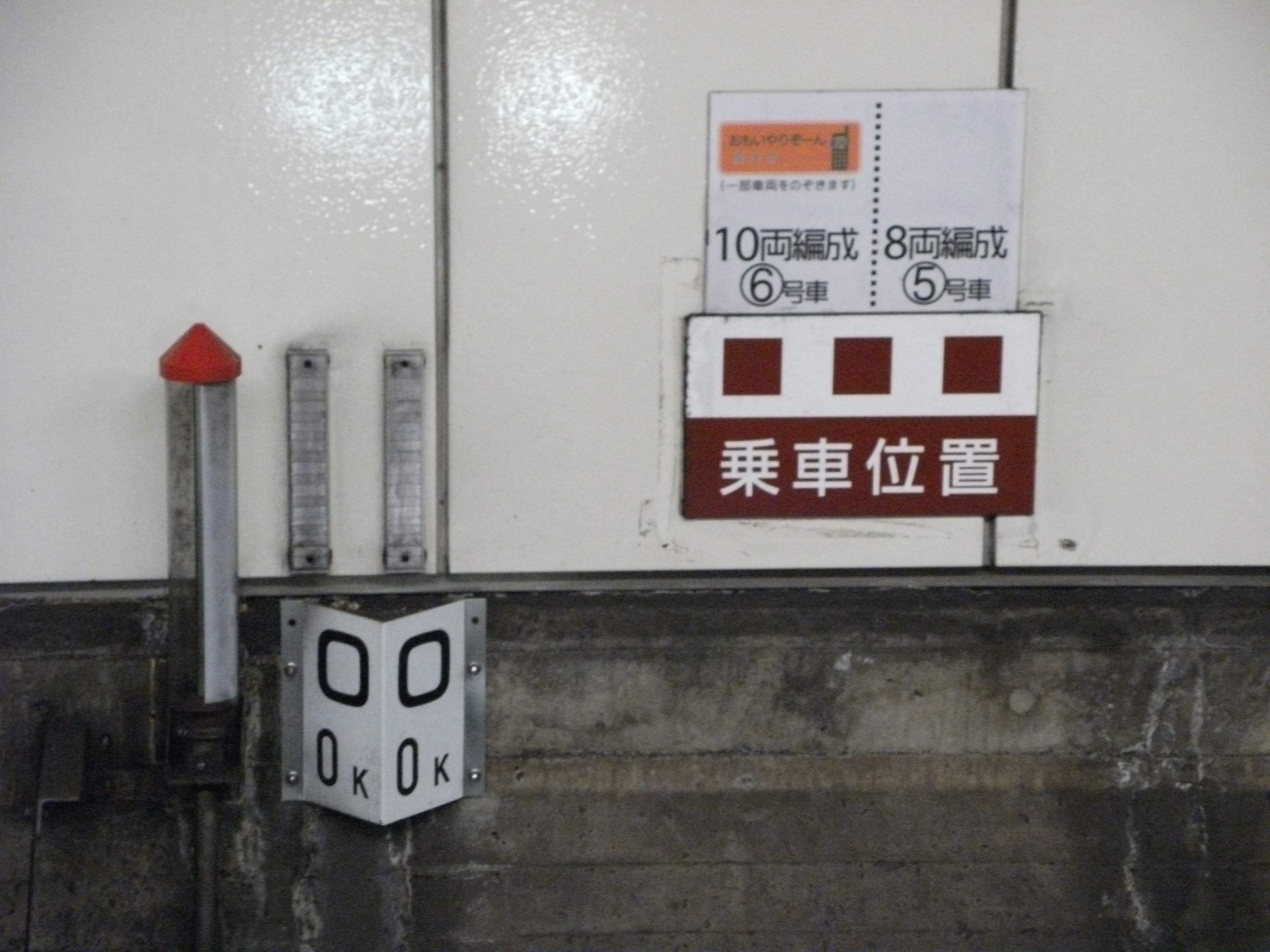
京王新線ホームの0キロポスト（2011年7月）

- 都営新宿線の新宿駅始発・終着列車は、4番線到着後引き上げ線で折り返し、5番線に入線する。すなわち、京王新線からの直通と新宿駅始発列車は同一のりばからの発車となる。なお、京王新線の新線新宿駅始発・終着列車は、5番線で折り返し、引き上げ線には入らない。
- 京王線内で優等運転し、都営新宿線内で各駅停車となる列車は[注釈 29]、全て当駅を境に種別変更を行う。なお、2013年2月22日実施のダイヤ改定前は、笹塚方向から本八幡方面（実質笹塚から各駅停車の列車）と都営線内各駅停車・京王線内のみ急行に該当する調布方面行き列車が当駅で種別を変更していた。本八幡方向から笹塚方向に運転する京王線内区間急行・快速となる列車は始発の本八幡から京王線内の種別で案内されていた（都営線内では見かけ上は京王線内のみ急行の列車がそれらよりも下位種別であるかのように案内されていた）。
- 乗車位置表示は京王のタイプと都営のタイプを融合させたスタイルである。また誤乗防止のため、ホームドアの開閉部（扉部分）は4番線側が藍色、5番線側が黄緑色となっており、戸袋部にはそれぞれのラインカラーが引かれている。

#### コンコース
ホーム中央または新宿三丁目側の階段、エスカレーターを乗り継ぐと地下1階で、ここに京王新線口改札口があり京王モールの南の地下広場に出る。
JRの駅ビル「ルミネ1」の地下2階フロアに隣接し、JR各線及び小田急線との乗り換えは両社南改札が近い。新線口改札は甲州街道の西新宿一丁目交差点直下に位置しており、京王線各駅からバスタ新宿を利用する際は新線新宿駅の利用が便利である。
新線口改札階コンコース内には京王線の3番線乗車ホームに抜ける通路とトイレがある。また地下4階には大江戸線コンコースへと繋がる連絡通路がある。また、ホーム初台側先端の階段を上がると地下1階に新都心口改札口（営業時間6:45～22:00・終日インターホンでの遠隔対応）がある。
トイレは京王新線口駅事務室と京王線3番線乗車ホーム連絡通路との間にあり、車椅子などでの利用に対応した多機能トイレが併設されている。
エレベーターは改札内と改札外を直結するものとホーム・大江戸線連絡通路（後述）・京王新線口を改札内で結ぶものの2基がある。このうち前者は業務用であるため一般客は利用できない。なお、改札外には改札階と地上を繋ぐもの（6時から23時まで）と改札階と中地下階を結ぶエレベーター（始発から23時まで）がある。後者のエレベーターを利用し地上へ出るにはJRの駅ビル「ルミネ1」内のエレベーターおよび地上出入り口の段差解消機を通る必要があり、それに伴い駅ビルの営業時間外は地上へ出ることができない。
エスカレーターはホームから大江戸線連絡階を結ぶ上りエスカレーターが1台、大江戸線連絡階から京王新線口改札階を結ぶエスカレーターが6台、ホームから京王新線口改札階を結ぶものが2台、ホームから副都心口を結ぶ通路上に3台ある。
定期券うりばは2006年（平成18年）6月まで京王と都営で共用していたが、翌7月から別々になった。なお、京王側は2009年（平成21年）末に廃止されている。

#### その他
- 京王線内の各駅放送や表示、車内放送等においては、京王線新宿と新線新宿を明確に区別して案内している。ただし、列車が新線新宿駅に到着する際の車内放送では「新線新宿」ではなく単に「新宿」と案内される。新線新宿駅ホームの駅名標も「新宿」と表記されている。英語表記は、線内他駅の多くの案内では「Keiō New Line Shinjuku」、当駅での統一サインを採用した案内では「Keio New Line Shinjuku」であるが、過去の案内では新線新宿をそのままローマ字にした「Shinsen-shinjuku」も用いられていた。また、方向幕などでは日本語で「新線新宿」と表記しつつ、英語では単に「Shinjuku」としているものもある。

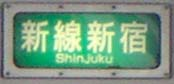
新宿行きと区別された新線新宿行きの方向幕。英語では「Shinjuku」と表記されている。
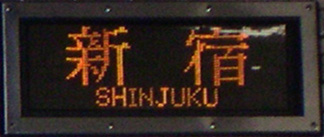
東京都交通局の10-000形では京王線発新線新宿行きの場合でも単に「新宿」と表示されていた。

- 現在は京王モールアネックスとなっている京王新線口と新都心口の間の通路には、1990年代前半には多数のホームレスが段ボールハウスを作って住み着いていた。1996年1月24日に東京都が新宿駅から都庁につながる地下通路で動く歩道の建設を理由にホームレスを強制排除した後、同地からの流入が起こったため、京王帝都電鉄（当時）は同年2月10日にこの通路にバリケードを築き、ホームレスを排除した[新聞 12]。現在でもこの通路には「新宿駅構内における秩序維持及び防火対策のため、以下の行為を行った場合は[注釈 31]、駅構内の利用を制限させて頂く場合がありますのでご了承下さい」と書かれた警告板が掲出されている。

### 東京都交通局（都営地下鉄大江戸線）
京王新線と都営新宿線の駅からさらに南側にある、都道の地下7階に島式ホーム1面2線を有する地下駅。ホームは南北に伸びている。駅名標の下部には京王百貨店前の表示がある（副駅名の扱いではなく、路線図等には表記されていない）。直営駅だが、都庁前駅務管区都庁前駅務区の被管理駅となっている。
建設に際し、ホーム階はシールドトンネルで、上層階は開削工法で施工された。
1997年（平成9年）12月19日に練馬駅から当駅まで延伸開業した時は、都庁前駅から単線並列運転を行っていたが、2000年（平成12年）4月20日の国立競技場駅延伸時に複線運転に移行された。

#### のりば
| 番線 | 路線         | 行先               |
| ---- | ------------ | ------------------ |
| 6    | 都営大江戸線 | 六本木・大門方面   |
| 7    | 都営大江戸線 | 都庁前・光が丘方面 |

（出典：東京都交通局:構内立体図）

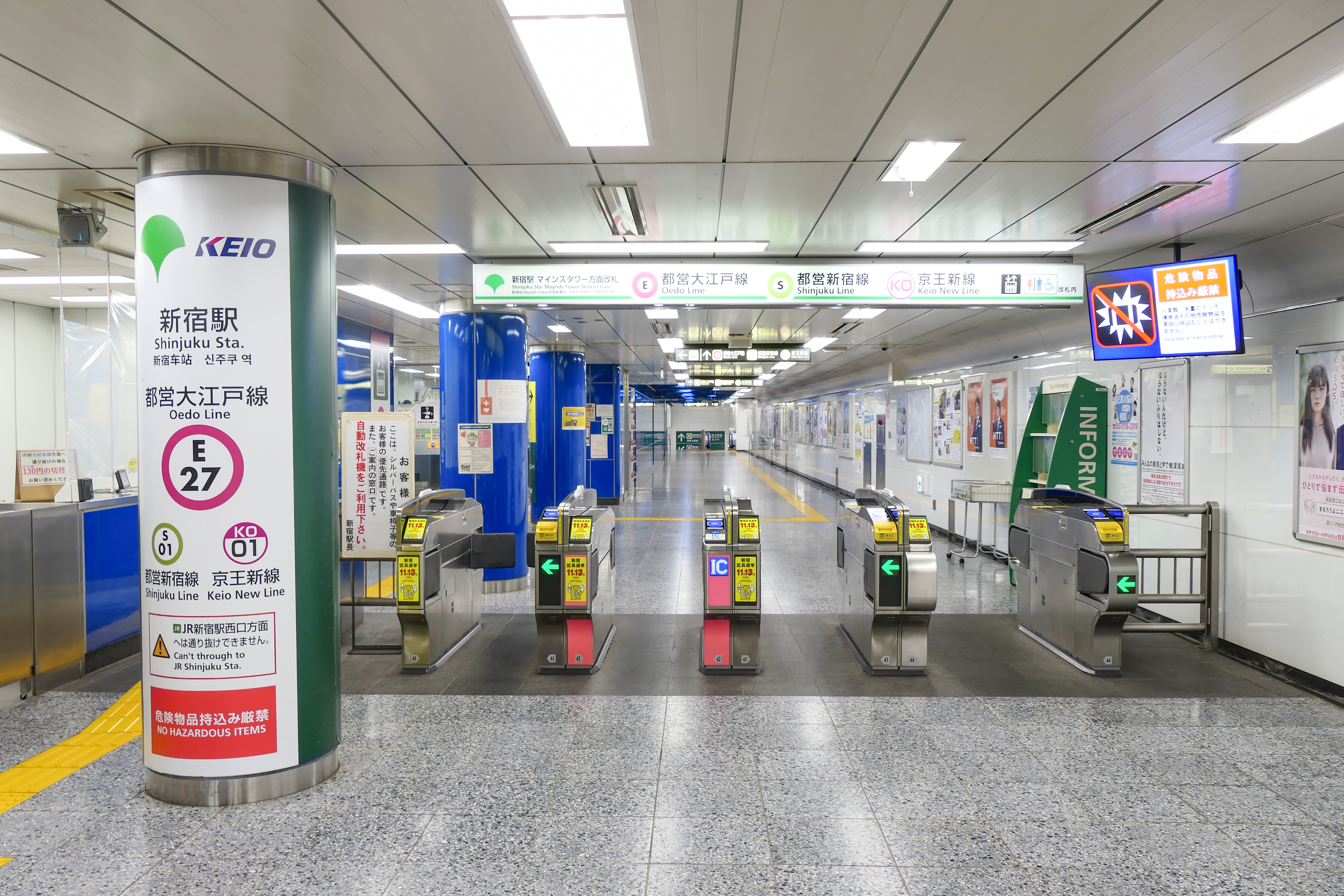
マインズタワー方面改札（2022年11月）
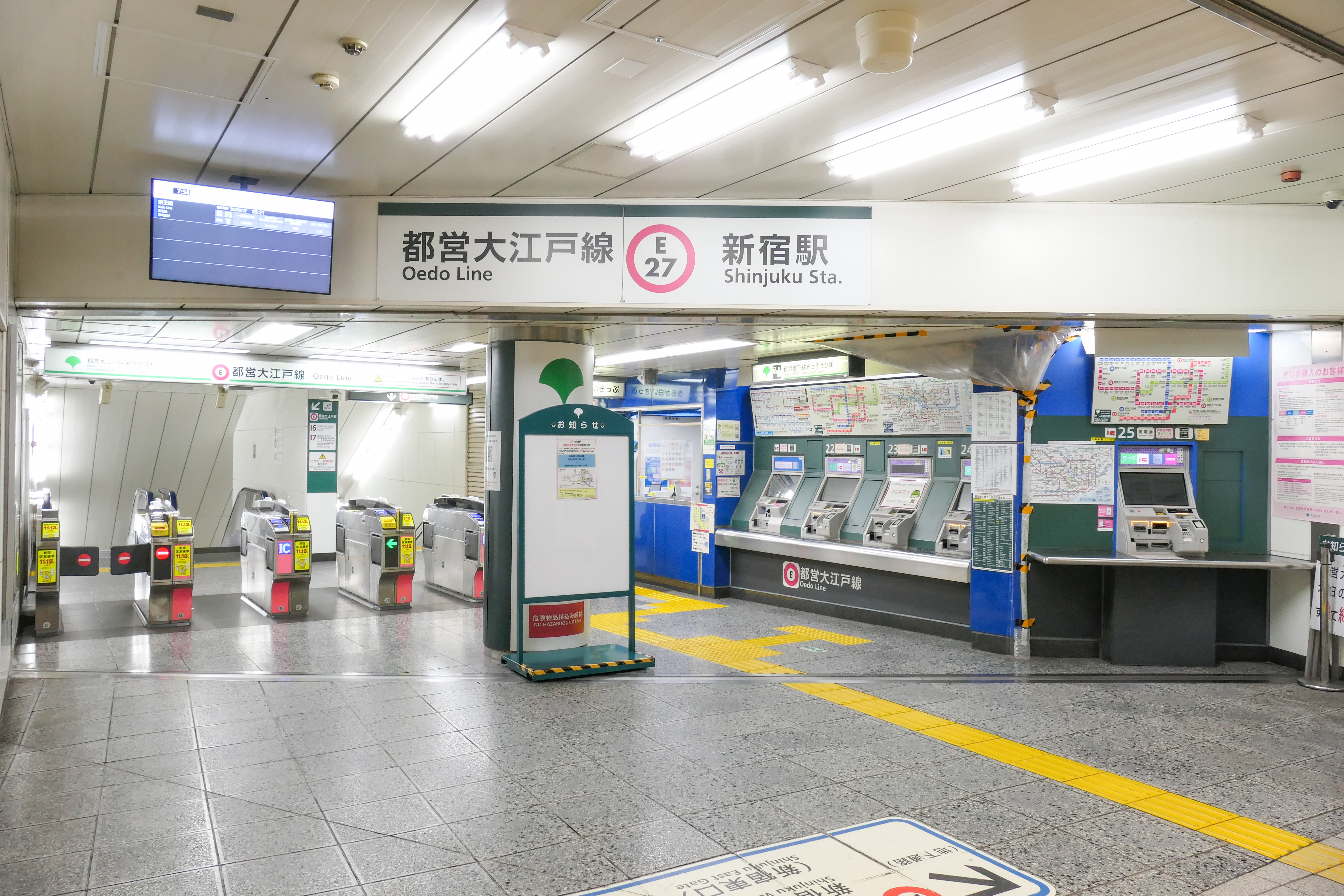
JR新宿駅方面改札（2022年11月）
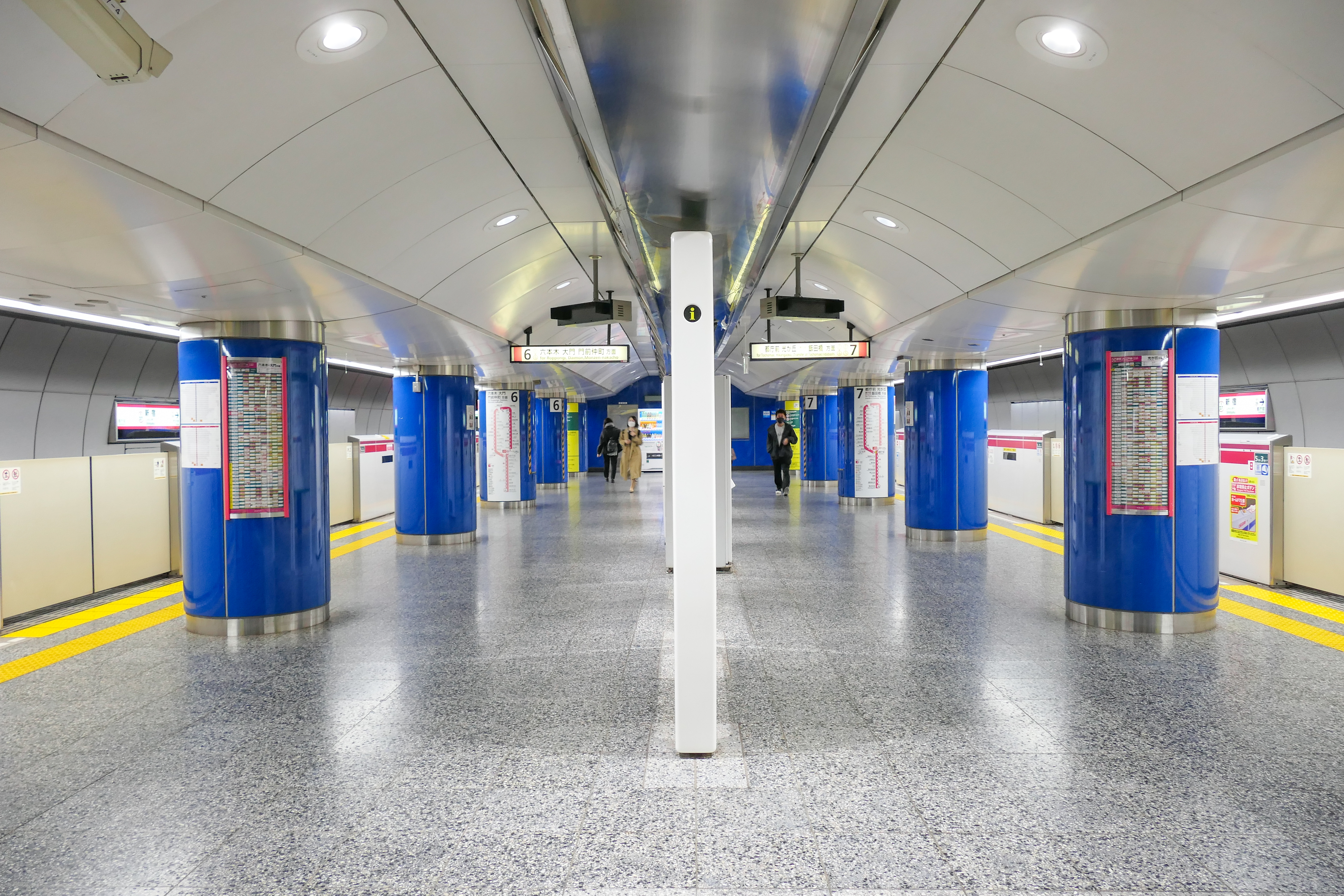
大江戸線ホーム（2022年11月）

#### コンコース
ホームの北側から階段やエスカレーターで上がると地下1階にJR新宿駅方面改札があり、京王新線口と相対する。そこから南寄りにもエスカレーターがあり、地下4階から都営新宿線と京王新線のホームへ連絡している。
ホーム中央から階段、またはホーム端（六本木方面）からエレベーターで上がると地下3階にマインズタワー方面改札があり、新宿マインズタワーなどへの出口となる。地上へ向かうエレベーターも設置されており、ホテルサンルートプラザ新宿前に出る。
なお、改札外と大江戸線ホームの間の移動は「大江戸線のりば」と書かれたJR新宿駅方面改札を経由するほか、それと相対する京王新線口改札を通り改札内地下4階にある「大江戸線連絡通路」を使うこともできる。JR方面からエレベーターを利用したい場合などに便利である。
この連絡通路には中間改札が設置可能な構造になっていて、自動精算機などを置くスペースも用意されているが、都営線同士の乗り換えを考慮して未設置である（このスペースには、1998年（平成10年）末にICカードシステムの実証実験を行った際にICカードの積み増し機を設置した）。
改札内で行き来ができるため、大江戸線側の改札口から入って京王線に乗ることもできる。そのため、かつて発売していた乗降時のパスネットの乗車駅表示は「都 新宿12」（都営地下鉄の初乗り運賃ではなく京王の初乗り運賃が引かれる）、降車駅表示は「TO宿」となっていた。
なお、大江戸線単独の改札口の券売機でも京王線の乗車券は発売されているが、すべての券売機が都営仕様であり、京王線（新線も含む）の券売機と異なり、入場券の口座が設定されていない（京王線の初乗り運賃の乗車券で代用できる。出場時は有人改札口を利用）が、都営のすべての改札口でほかの京王線の券売機で購入した入場券を用いることができる。ただし、精算券は都営で精算した券で京王の改札口を出ることはできない（その逆は可）。
トイレは地下4階にある。エレベーターはホーム（地下7階） - 地下4階 - 地下3階を結ぶ。エスカレーターのみでホーム階とマインズタワー方面改札の間の移動ができる。

### 小田急電鉄
JRの新宿駅の西隣に位置し、階上には小田急百貨店新宿店本館と新宿ミロードがある。小田原線の起点であり、小田急電鉄の東京側ターミナル駅である。管区長・駅長所在駅であり、「新宿管区」として当駅 - 東北沢駅間の各駅を、「新宿管区新宿管内」として当駅と南新宿駅を管理している。
1964年2月に立体化され、現在のような地上4面3線と地下3面2線の2層構造の駅になった。南北に線路が延びており、各階とも北端が頭端式ホームで、列車は南側から発着する。地上東側から1 - 6番ホーム、地下東側から7 - 10番ホームと呼称される。2・3番ホームと7番ホーム、4・5番ホームと8・9番ホーム、6番ホームと10番ホームと南口改札の間には連絡階段およびエレベーターがある（2・3番ホームからはエスカレーターも存在する）。
1996年2月頃、地上・地下ホーム、各コンコースにある発車案内表示器が反転フラップ式から3色LED式に更新され、2007年1月ごろにはフルカラーLED式に更新された。
1番ホームは長年にわたって降車専用ホームと待合スペースとしての機能を有し、2番ホームからの乗車客との分散機能を補うほか、1・2番に入線するロマンスカー各車種の撮影地の一つとしても親しまれていた。安全面での影響や旅客状況の変化などもあり、2005年 - 2006年ごろに使用停止、以後乗降はどちらも2番ホームに統合された。使用停止後は西口中央改札口寄り入口に柵が設置され立ち入り禁止となっているが、記念式典などの際にホームを使用することがある。
2011年（平成23年）度の鉄道事業設備投資計画において、地上4・5番ホームへの可動式ホーム柵の設置工事が予定され、2012年（平成24年）9月2日に完成。30日から使用開始した。2021年（令和3年）度には地下8・9番ホームにも可動式ホーム柵が設置され、2022年（令和4年）1月30日から使用を開始した。

#### 駅構造
基本的に地下ホームは8・10両編成（各駅停車）が、地上ホームはロマンスカーと10両編成（急行・快速急行）が始発として運転する。当駅に到着する際はすべての列車が両数に関係なく最奥（車止め側、もっとも西口地上／地下改札に近いところ）の一定の場所に停車・到着する。
ロマンスカーを除き乗車と降車で別のホームを用いるが、平日休日問わず朝の時間帯は乗車ホーム側にも乗客を降車させる。特急ロマンスカーは乗客を降車させたあとに車内の清掃と点検を行い、同じホームから乗車させる。回送運転で到着した場合には到着後すぐに乗車できる。
地上ホームから出発する列車は特急ロマンスカー・快速急行・急行であり、特急ロマンスカーを除いては次の停車駅が代々木上原であるため、地上ホーム駅名標には隣の駅として代々木上原が記載されている。地下ホーム駅名標には隣の駅として各駅停車の停車駅である南新宿が記載されている。なお、かつて区間準急が運転されていた頃の地下ホーム駅名標には南新宿と代々木上原が併記されていた。
ホームののりば案内では、のりばの番号と種別（または降車専用）が表記されており、具体的な駅名は記載されていない。
地上線と地下線の分岐点（合流点）は都道四谷角筈線踏切をまたいだ先の隣の南新宿駅すぐ近くにあり、そこまでが新宿駅の構内となる。すなわち、4線が併走する部分を長く取ることによって、終日間断なく発着する列車を捌いている。

#### のりば
| ホーム     | 種別                                    | 行先                                    | 備考                                                                                               |
| ---------- | --------------------------------------- | --------------------------------------- | -------------------------------------------------------------------------------------------------- |
| 地上ホーム |                                         |                                         | |
| 1          | （未使用）                              | （未使用）                              | 1番ホームは2番ホーム発車列車到着時の降車ホームだが、使用停止中                                     |
| 2          | □特急ロマンスカー                       | 小田原・片瀬江ノ島・唐木田方面          | 1番ホームは2番ホーム発車列車到着時の降車ホームだが、使用停止中                                     |
| 3          | □特急ロマンスカー                       | 小田原・片瀬江ノ島・唐木田方面          | 3番ホーム発車の列車用の降車ホームは無い。 3番ホームは4番ホーム発車列車到着時の降車ホームを兼ねる。 |
| 4          | ■快速急行・■急行                        | 小田原・片瀬江ノ島・唐木田方面          | 3番ホーム発車の列車用の降車ホームは無い。 3番ホームは4番ホーム発車列車到着時の降車ホームを兼ねる。 |
| 5          | ■快速急行・■急行                        | 小田原・片瀬江ノ島・唐木田方面          | |
| 6          | （5番ホーム発車列車到着時の降車ホーム） | （5番ホーム発車列車到着時の降車ホーム） | |
| 地下ホーム |                                         |                                         | |
| 7          | （8番ホーム発車列車到着時の降車ホーム） | （8番ホーム発車列車到着時の降車ホーム） | |
| 8          | ■各駅停車                               | 小田原・片瀬江ノ島・唐木田方面          | |
| 9          | ■各駅停車                               | 小田原・片瀬江ノ島・唐木田方面          | |
| 10         | （9番ホーム発車列車到着時の降車ホーム） | （9番ホーム発車列車到着時の降車ホーム） | |

（出典：小田急:駅構内図）
ダイヤ乱れの際は上記の発着番線が変更される場合がある。
5・6番ホームに10両編成が、9・10番ホームに8両編成が夜間留置される。

##### 配線図
| | 小田急 新宿駅 鉄道配線略図 | → 小田原・唐木田 ・片瀬江ノ島 方面 |
| 凡例 出典: * 以下を参考に作成。 ** 「小田急電鉄線路配線略図」『鉄道ピクトリアル』第70巻第8号（通巻976号）、電気車研究会、2020年8月10日、巻末、ISSN 0040-4047。 ** 祖田圭介、「特集 山手線電車100周年」、交友社、『鉄道ファン』 第50巻2号（通巻第586号） 2010年2月号、39ページ、「図18 小田急 新宿駅の配線」、2010年 ** 『新宿駅急行ホームに可動式ホーム柵を設置します。〜より安全な駅を目指して、7月より工事に着手します〜』（PDF）（プレスリリース）小田急電鉄、2011年6月30日。オリジナルの2021年2月15日時点におけるアーカイブ。2021年5月2日閲覧。 ※ 上が地上・下が地下の配線。白線クロスハッチは降車用、斜線ハッチの1番ホームは2011年（平成23年） 6月現在使用していない。紫色は特急用ホーム（3番ホームは4番ホーム入線列車の降車用を 兼ねる）、ホーム上の数字（小）は旅客案内上のホーム番号、車止め付近の数字（イタリック体） は運行管理上の配線番号。全てのホームが10両編成に対応している。 |                            |                                    |

#### コンコース
各階の頭端部に西口地上改札口と西口地下改札口がある。西口地下改札口の東にはJRへの中央地下連絡口と中央東口への中間改札口（自動改札機の色が黄色）があり、JR改札内である中央通路を経て中央東口から出入りできる西口地下改札口および中央地下連絡口は、地上ホームからは西口地上改札口寄りにある階段（10両編成の8・9号車付近）下辺りとなる。
ホームの南寄りに跨線橋があり、地上ホームからつながっている。ここを南に出ると南口で、JR南口に隣接している。その東側にJRへの南口連絡口がある。
トイレは西口地下改札内外と南口改札内（ともに出口改札に向かって左側、改札内）にある。多目的トイレは西口地下改札外と南口改札内に設置され、どちらもオストメイトに対応しており、南口側にはオストメイト用の給湯設備を備えている。西口地下改札外のトイレには一般用の洋式便器の設置がない。
改札内のエレベーターは南口改札口と各ホーム（南口改札 - 2・3番ホーム - 7番ホーム、南口改札 - 4・5番ホーム - 8・9番ホーム、南口改札 - 6番ホーム - 10番ホーム）を結んでおり、いずれも2005年（平成17年）に完成した。地上ホームでのVSE以外の10両編成の場合は5 - 6号車付近となる。また、地下ホーム（7 - 10番線）での10両編成の場合は7 - 8号車付近となる。
改札外のエレベーターは、改札を出た右側に小田急百貨店のものがある。これは、西口地上改札口が2006年（平成18年）に更新したのに伴い、同改札口に隣接する小田急百貨店のエレベーターが1階にも停止するようになり、同時に西口地下改札口のある地下1階からは初電から終電まで利用可能となったものである。また、西口地上改札口付近と西口地下改札口外側のトイレ付近を結ぶ業務用のエレベーターが設置されているが、駅係員の付添がないと利用できない。
エスカレーターは2・3番ホームから南口改札への上りのみで、幅の狭いタイプである。VSE以外の10両編成の3号車付近となる。
4・5番ホームの後（西口地上改札口寄り）から4・5両目の間（10両編成の6・7号車の間）には分割案内板Aがあり、分割駅と分割後の列車の種別・行先を表示できるようになっている。以前は分割案内板Aから2両ほど小田原寄り（6両編成が停車する最も小田原寄りの端）に同様の表示ができる分割案内板Bが存在していた。
地上ホームの現在の乗車位置目標は、先発が赤い丸印、次発が青い三角印で案内されているが、以前は足下に埋め込まれたランプを使って案内していた（先発は点滅、次発は連続点灯）。乗車位置案内がランプのころは、6両編成などの場合は列車が止まる位置しかランプが点滅・連続点灯しなかったが、現在はシールが貼付されているため区別されていない。また、6両編成の場合の小田原寄りの端の案内は存在しない。
地下ホームには、4・6・8両編成（うち営業運転があるのは8両編成のみ）の小田原寄りの端という案内をするランプが天井から吊るされている。
当駅を発車する列車は、発車時に発車ベルを鳴らす。
2006年（平成18年）3月31日、西口地上改札口横の1・2番ホーム頭端部に喫茶店「ロマンスカーカフェ」が開店した。西口地下改札口手前の7・8番ホーム先にはジューススタンド「オアシスステーション」（新宿店）が入居しており、営業主体はともに小田急レストランシステムである。また、7番ホーム頭端部にはかつて文教堂（カルチャーエージェント文教堂小田急新宿店）が入居していた。1・2番ホーム頭端部はかつて特急券券売1台のみが設置されていたスペースで、それ以前には2000年頃まで改札内前売特急券販売窓口「小田急新宿インフォメーションセンター」が設置されていた。

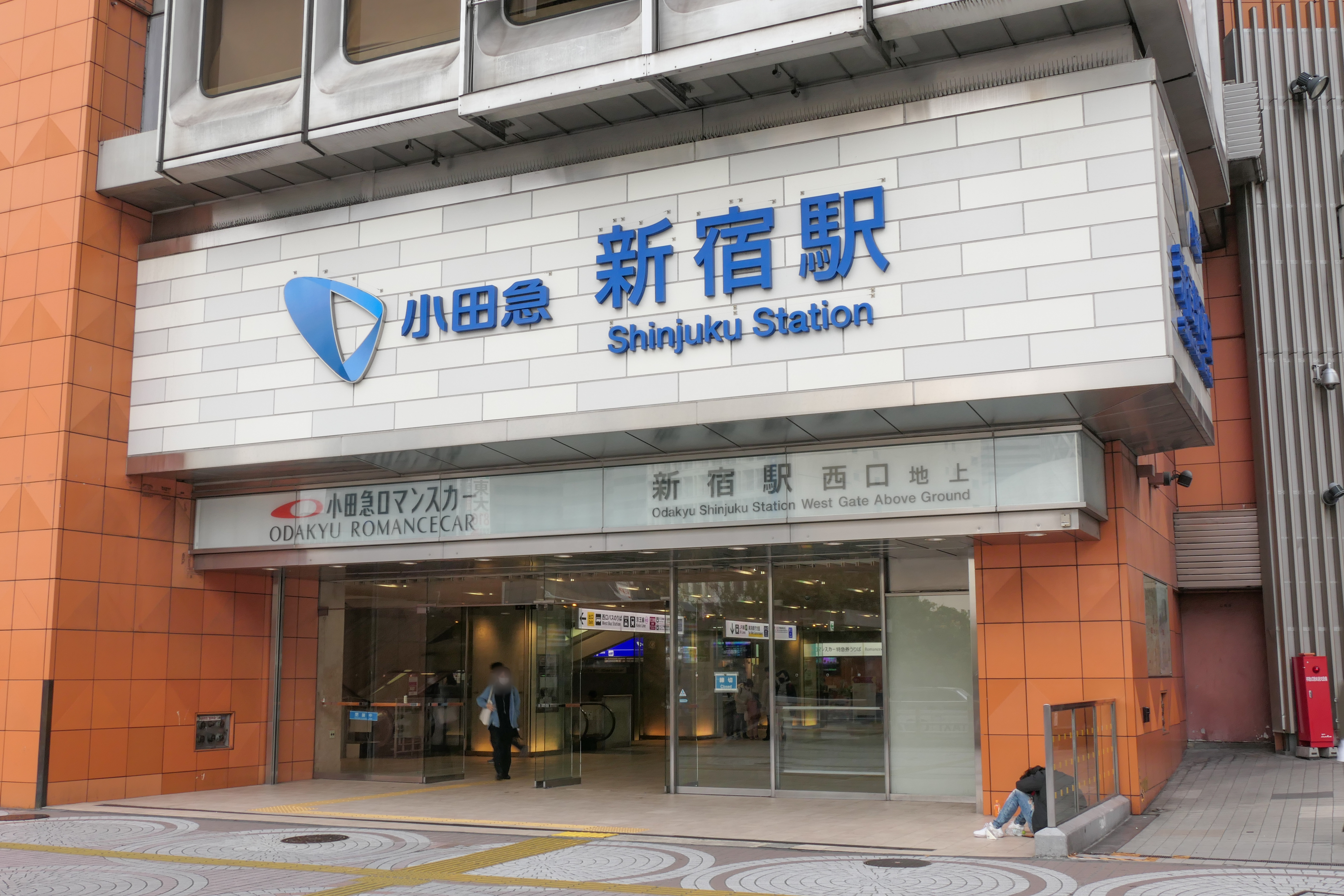
地上西口（2021年11月）
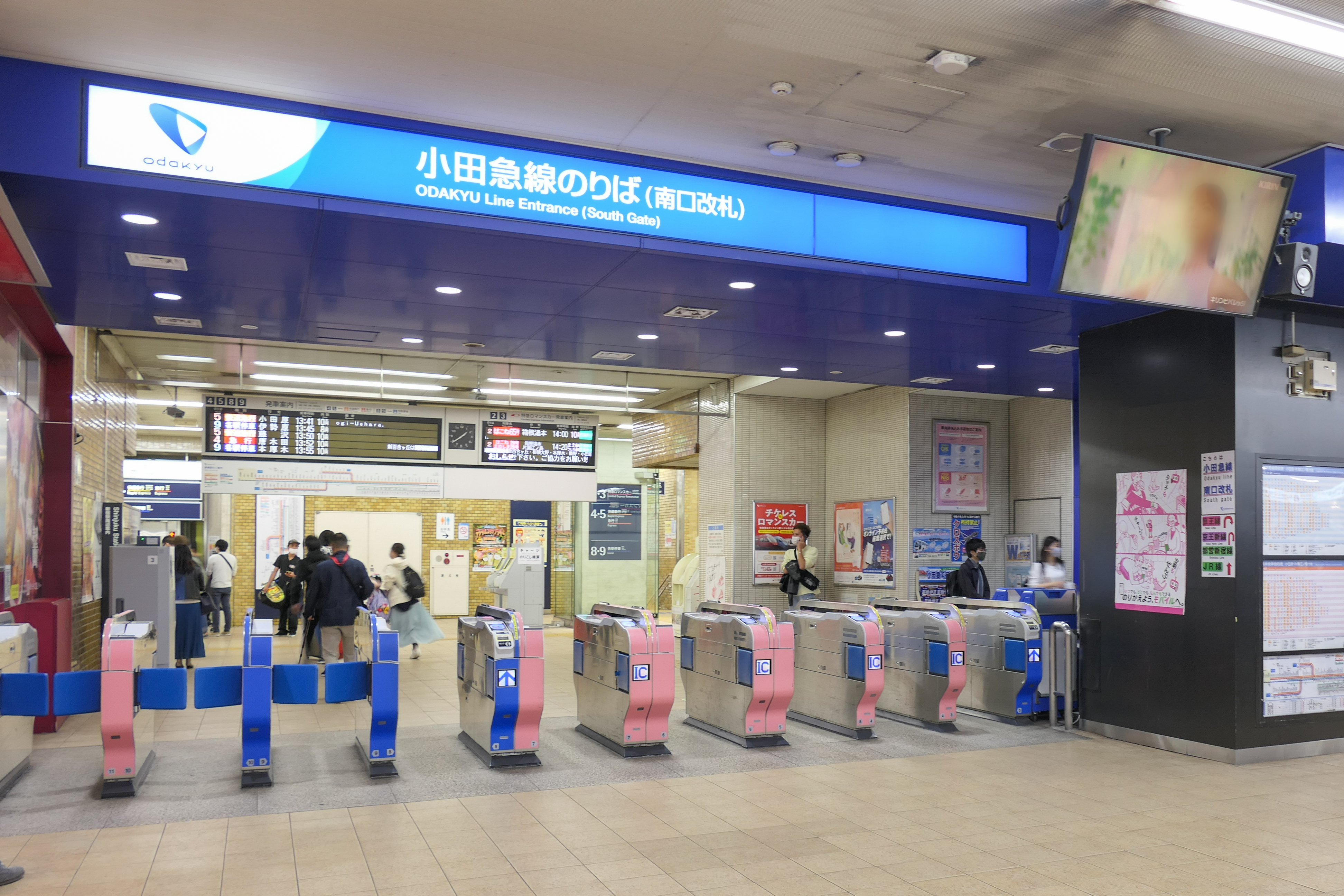
南口改札（2022年11月）
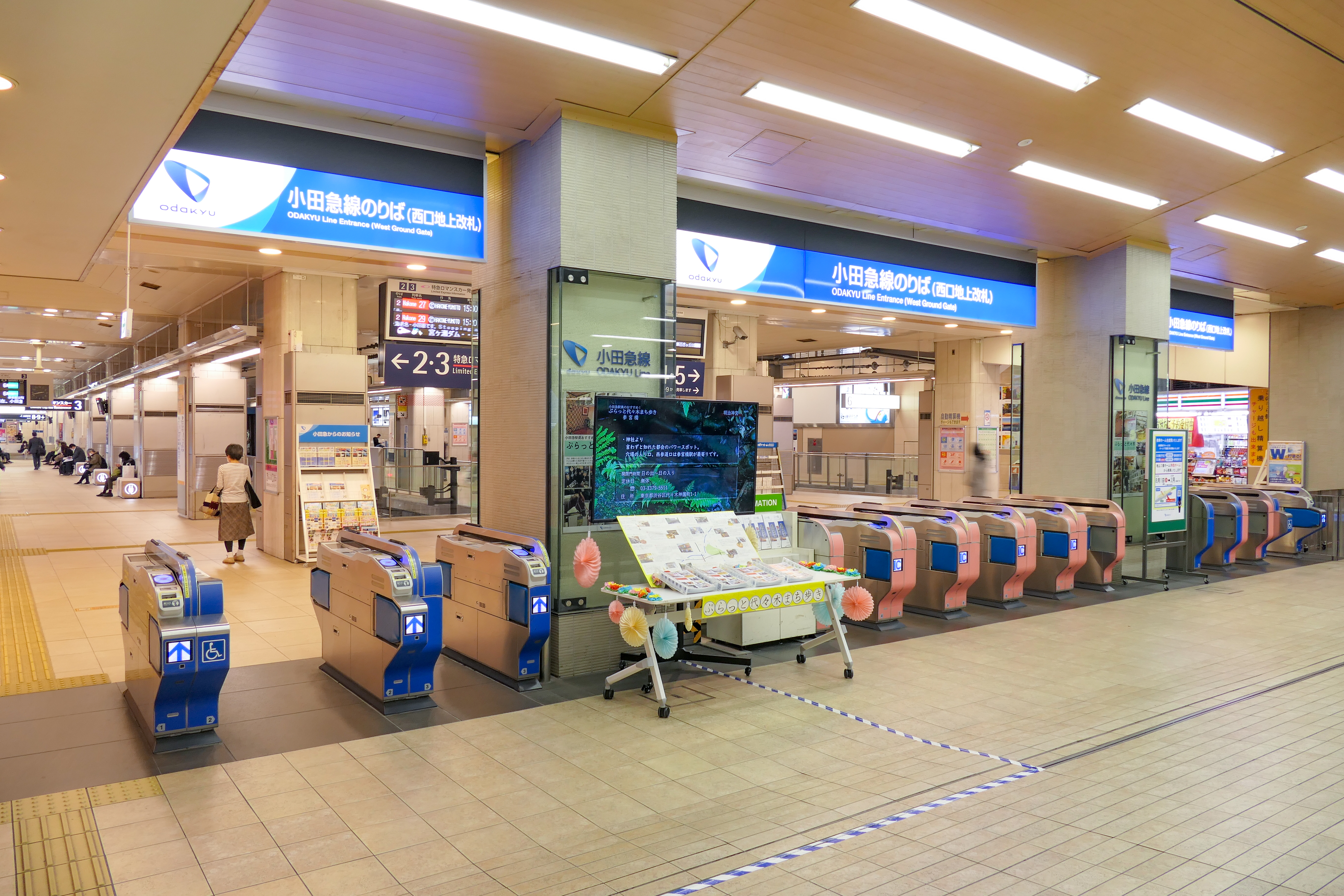
西口地上改札（2021年11月）
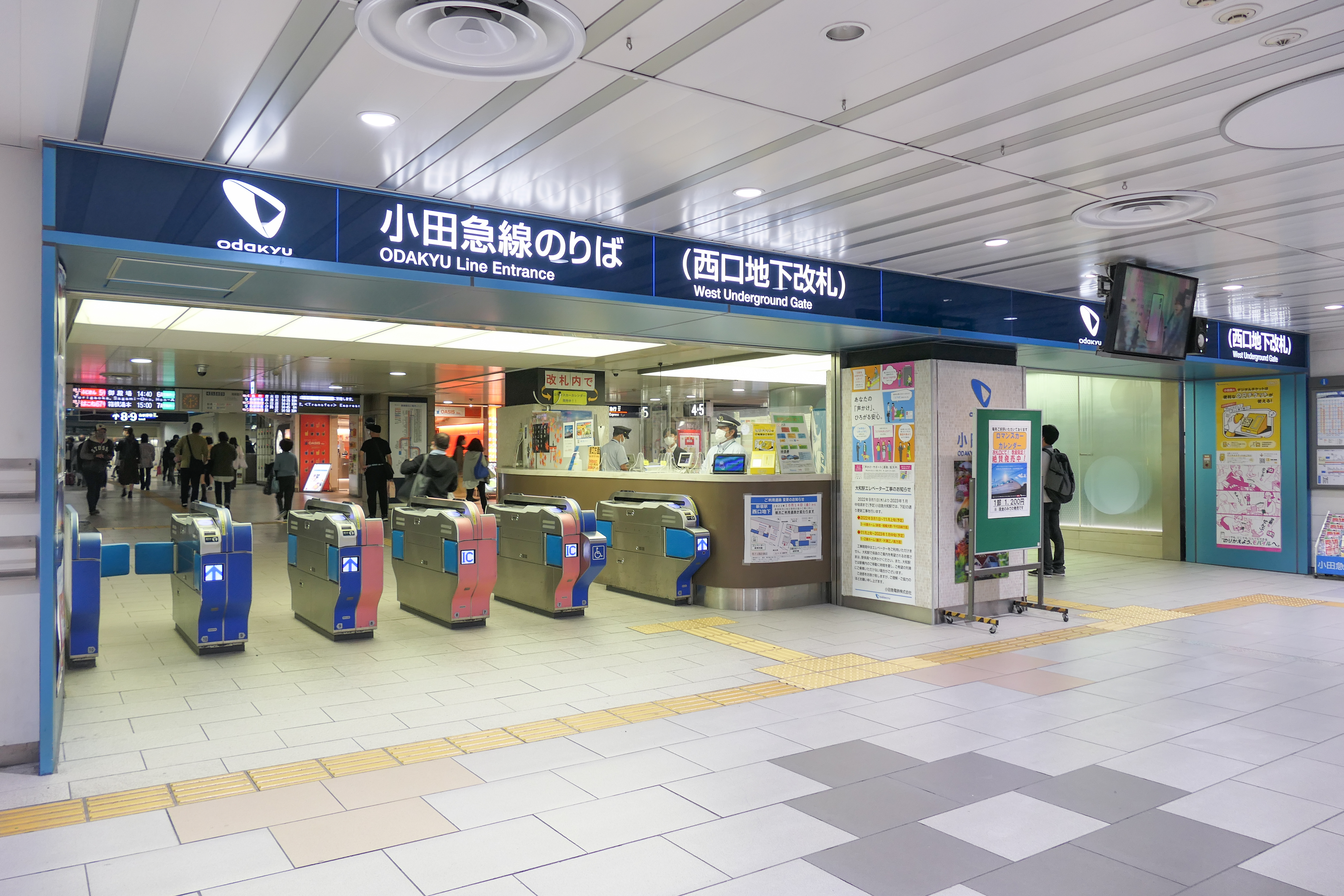
西口地下改札（2022年11月）
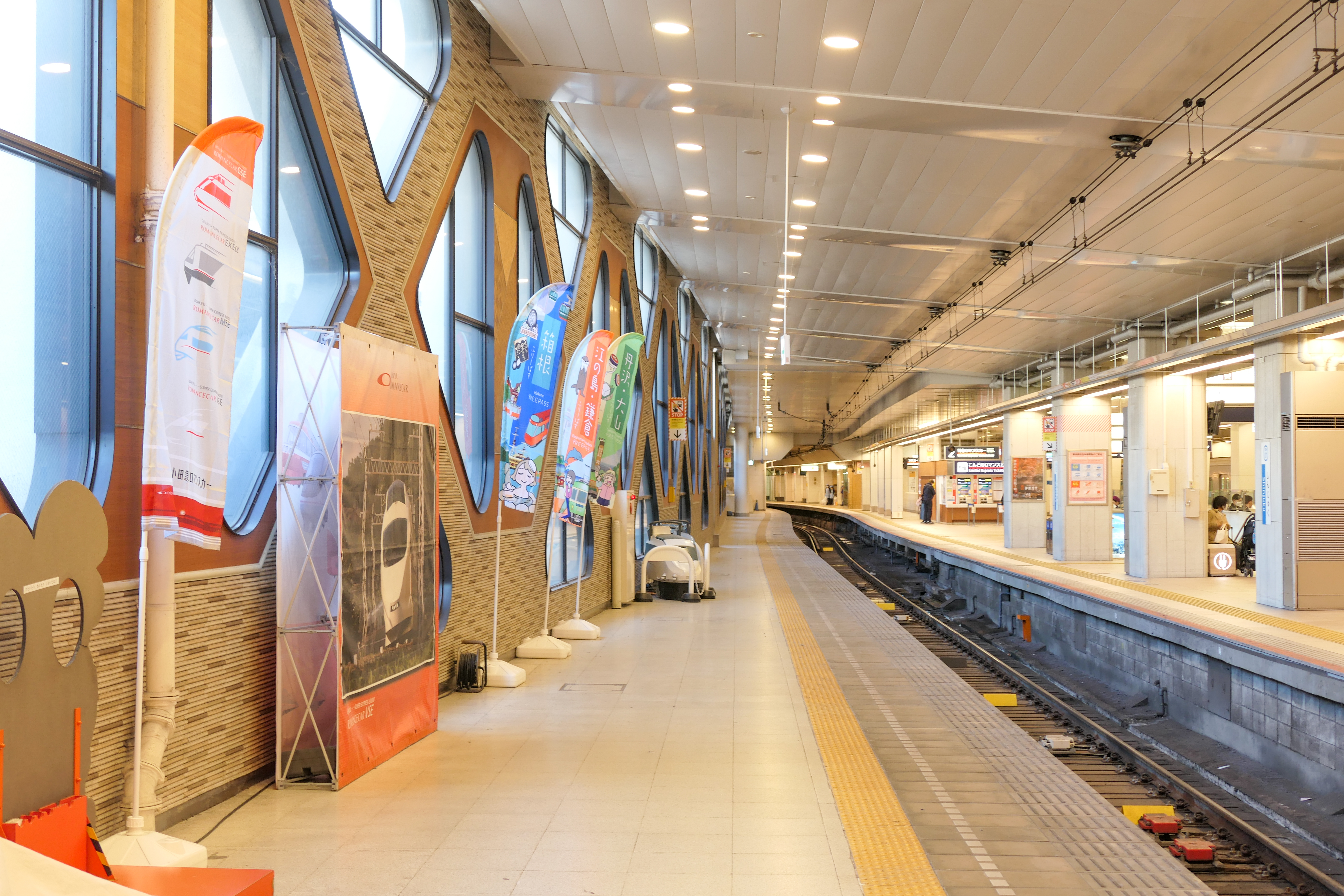
地上1番ホーム（使用停止中、2021年11月）
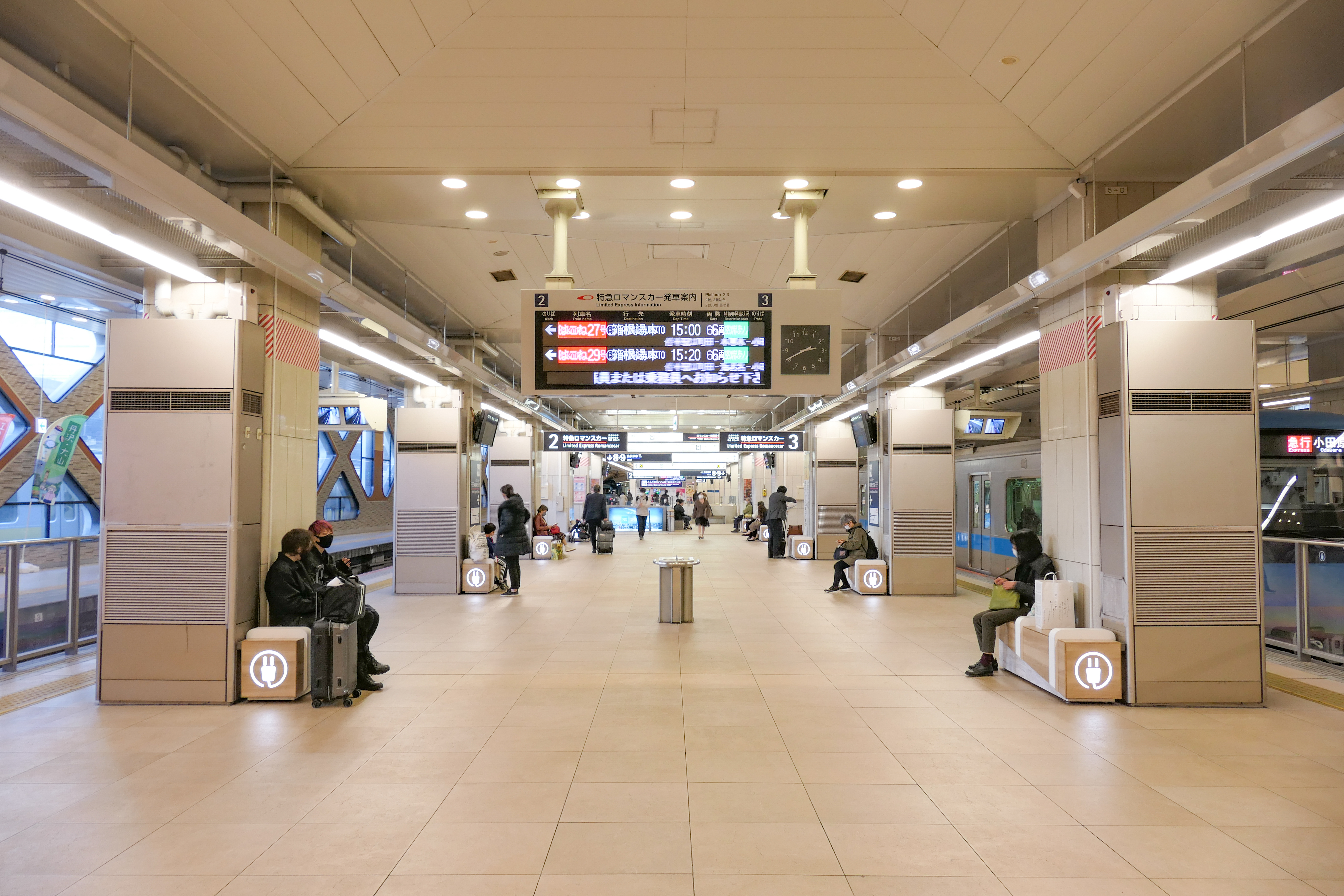
地上2・3番ホーム（2021年11月）
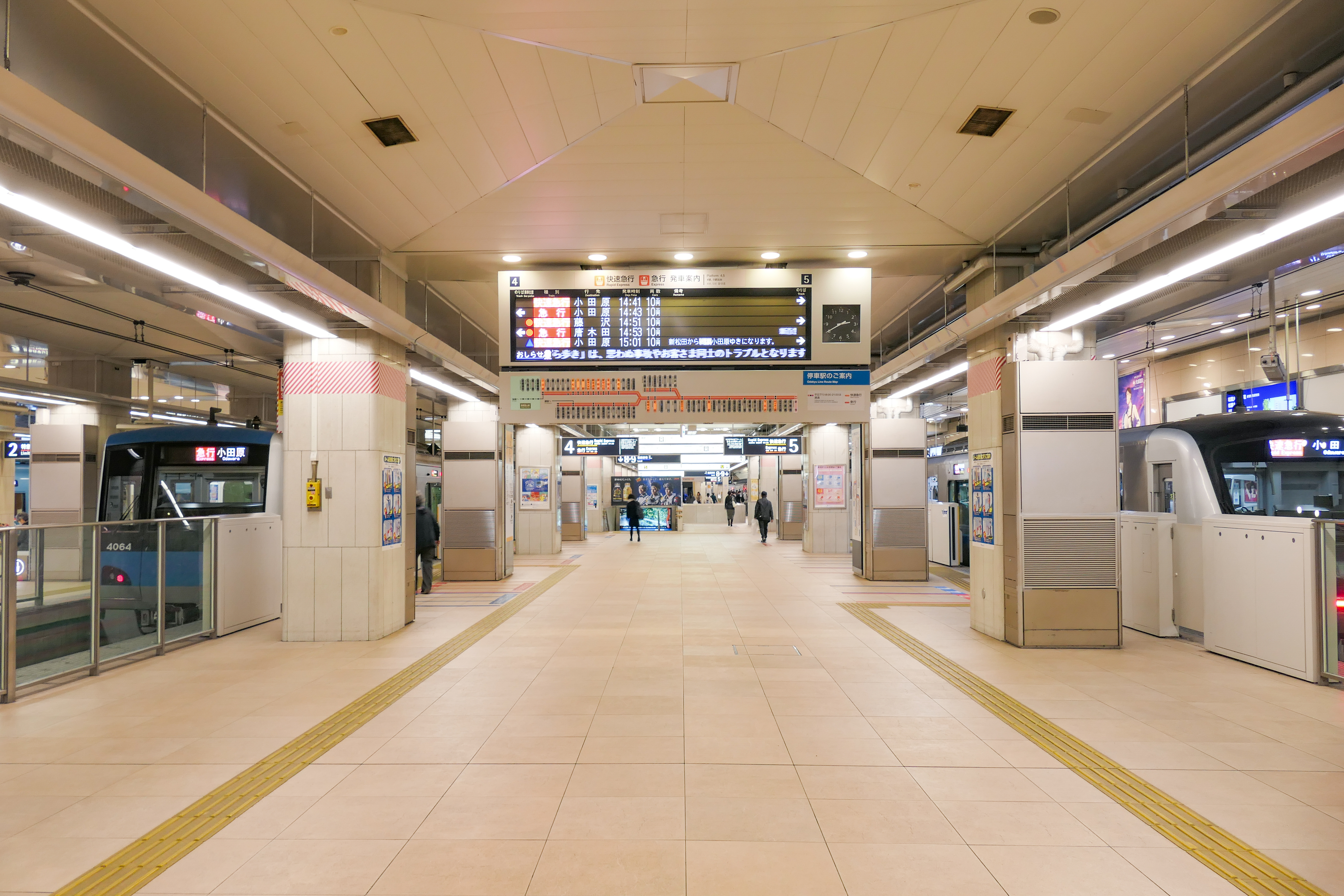
地上4・5番ホーム（2021年11月）
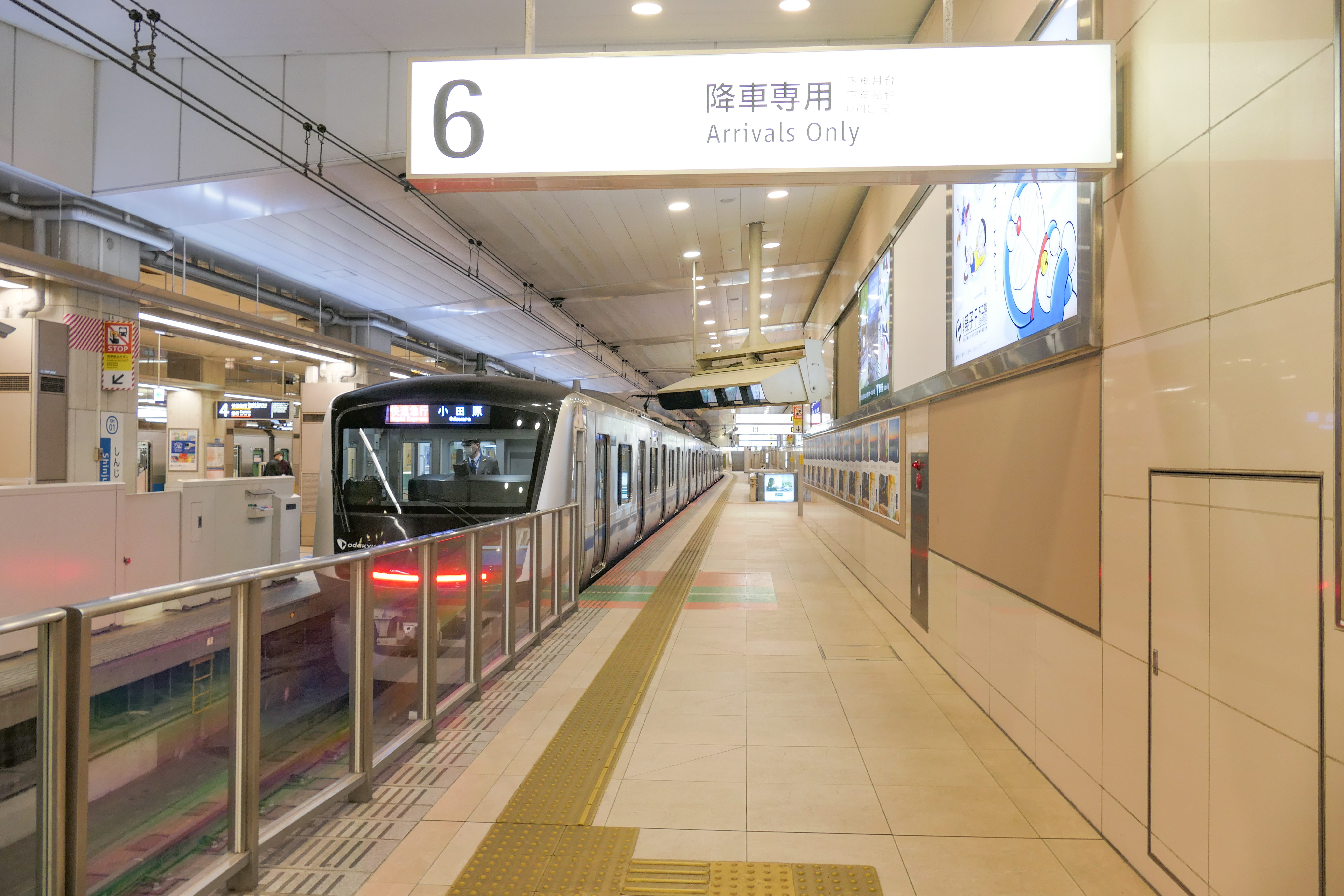
地上6番ホーム（2021年11月）
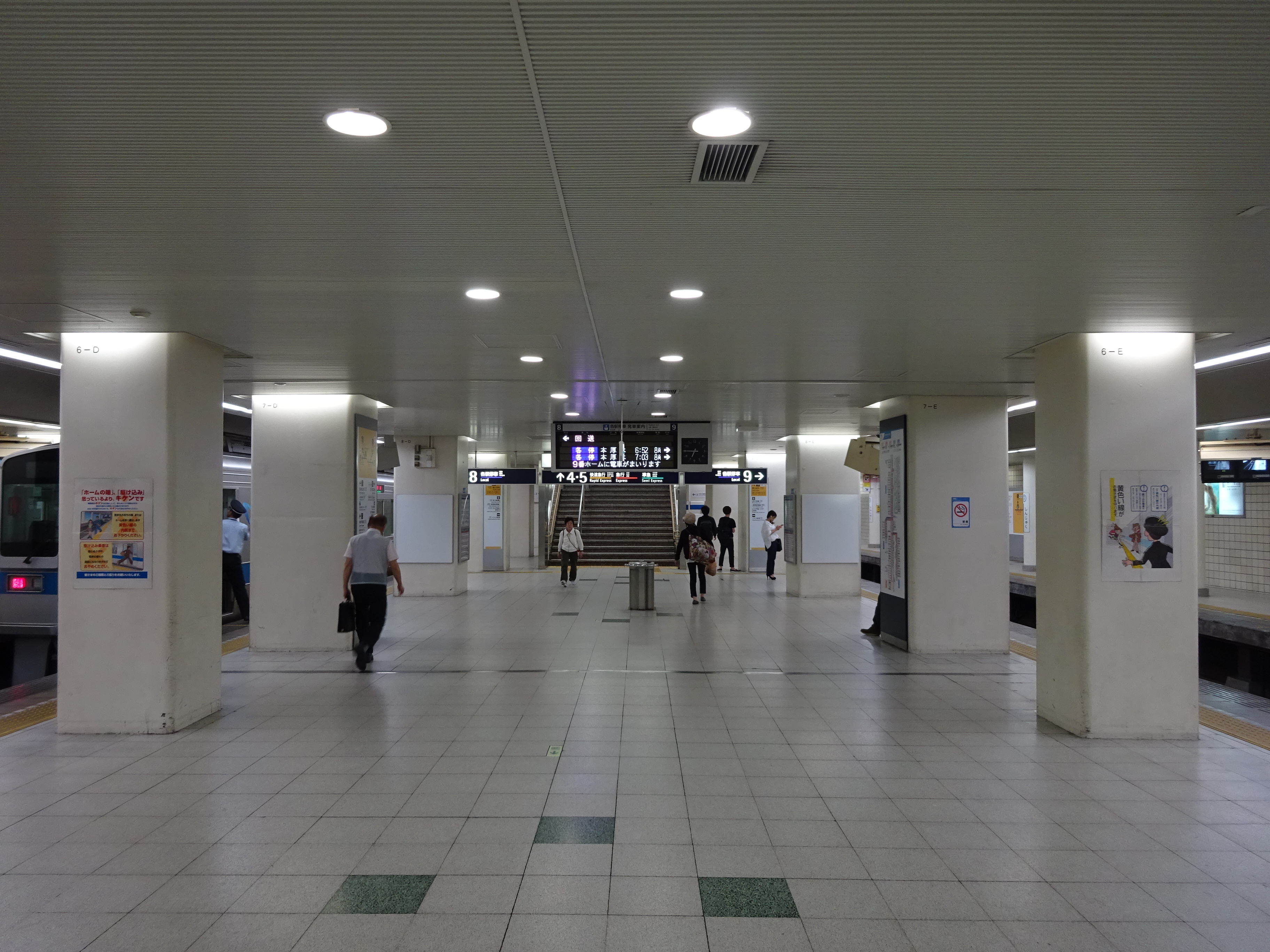
地下ホーム（2016年6月）
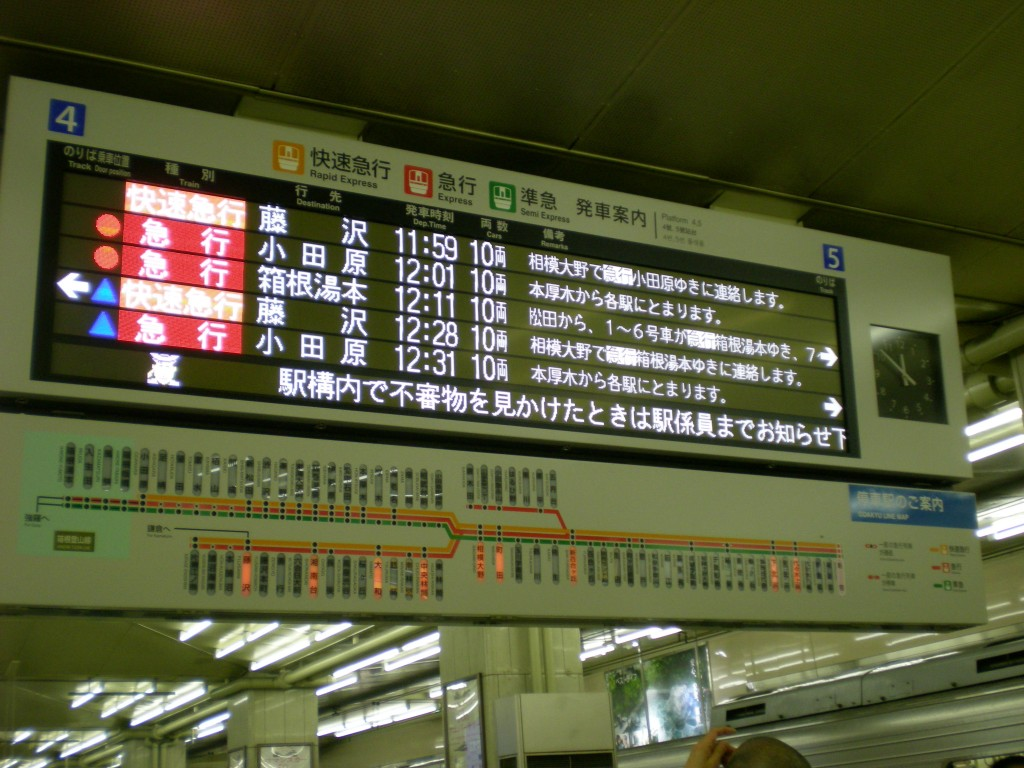
地上ホームの発車標（2007年7月）
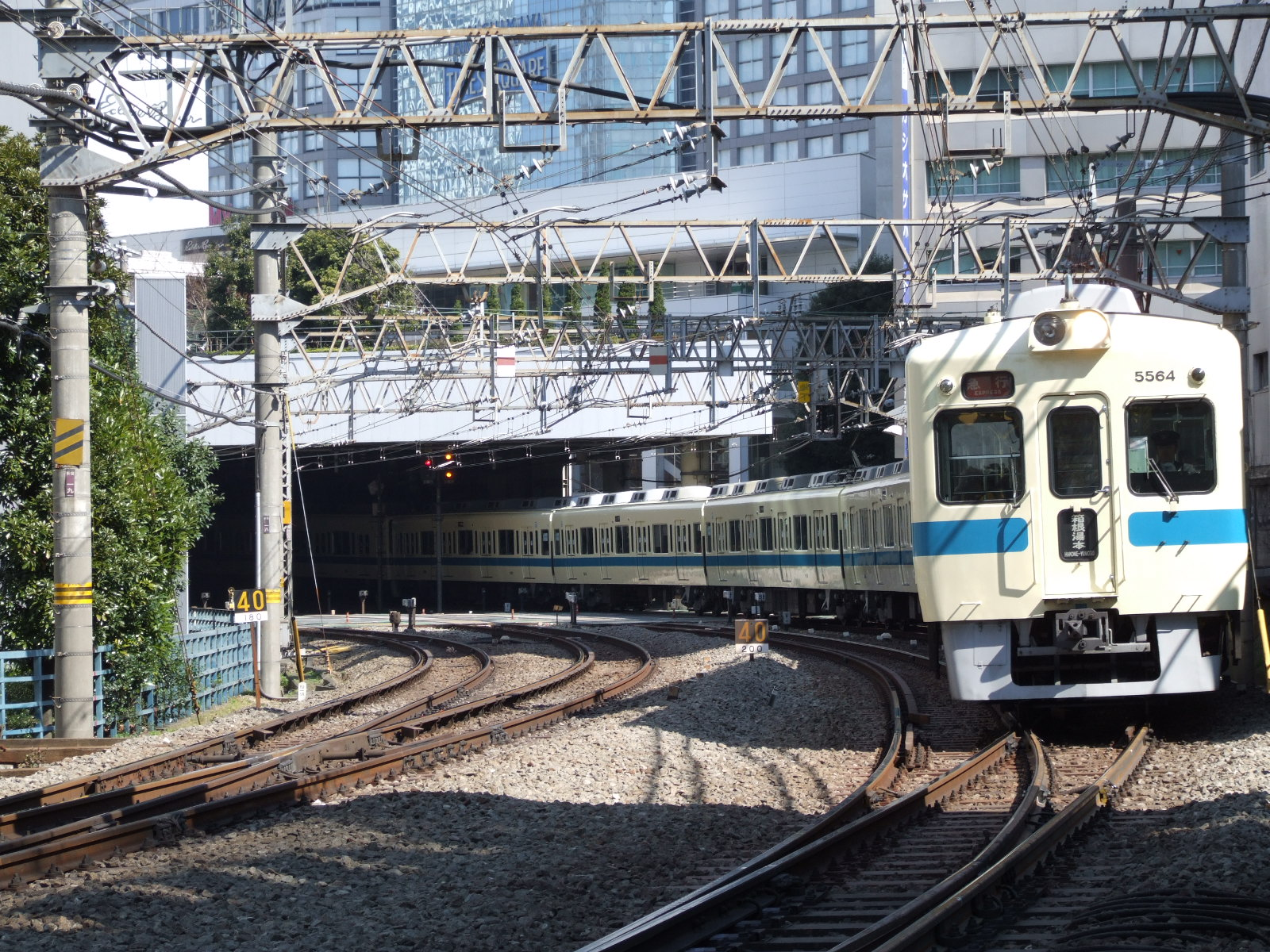
地上線と地下線の分岐点。すぐ南側に隣駅の南新宿駅があるが、ここまでが当駅構内となっている。

### 東京メトロ
JRの北側付近から新宿通りに掛けての地下2階に、東西に伸びる島式ホーム1面2線を有する地下駅。
西新宿方に引き上げ線を有する。かつては池袋方面への折り返し列車が多く設定されていたが、2019年7月5日のダイヤ改正で大半が方南町駅発着に変更されて以降は削減が進み、現行ダイヤでは平日・土休日とも始発2本（初電・6時台）・終着1本（終電）のみとなっている。また、引き上げ線での夜間留置が設定されている。
JR・京王・小田急の駅と新宿西口駅（都営地下鉄大江戸線）・西武新宿駅（西武新宿線）と接続している。ただし都営地下鉄新宿線・都営地下鉄大江戸線の新宿駅とは連絡扱いがない。
駅務管区所在駅で、新宿駅務管区として新宿地域・荻窪地域・四ツ谷地域・中野坂上地域を管理する。

#### のりば
| 番線 | 路線     | 行先             |
| ---- | -------- | ---------------- |
| 1    | 丸ノ内線 | 荻窪・方南町方面 |
| 2    | 丸ノ内線 | 池袋方面         |

（出典：東京メトロ:構内立体図）

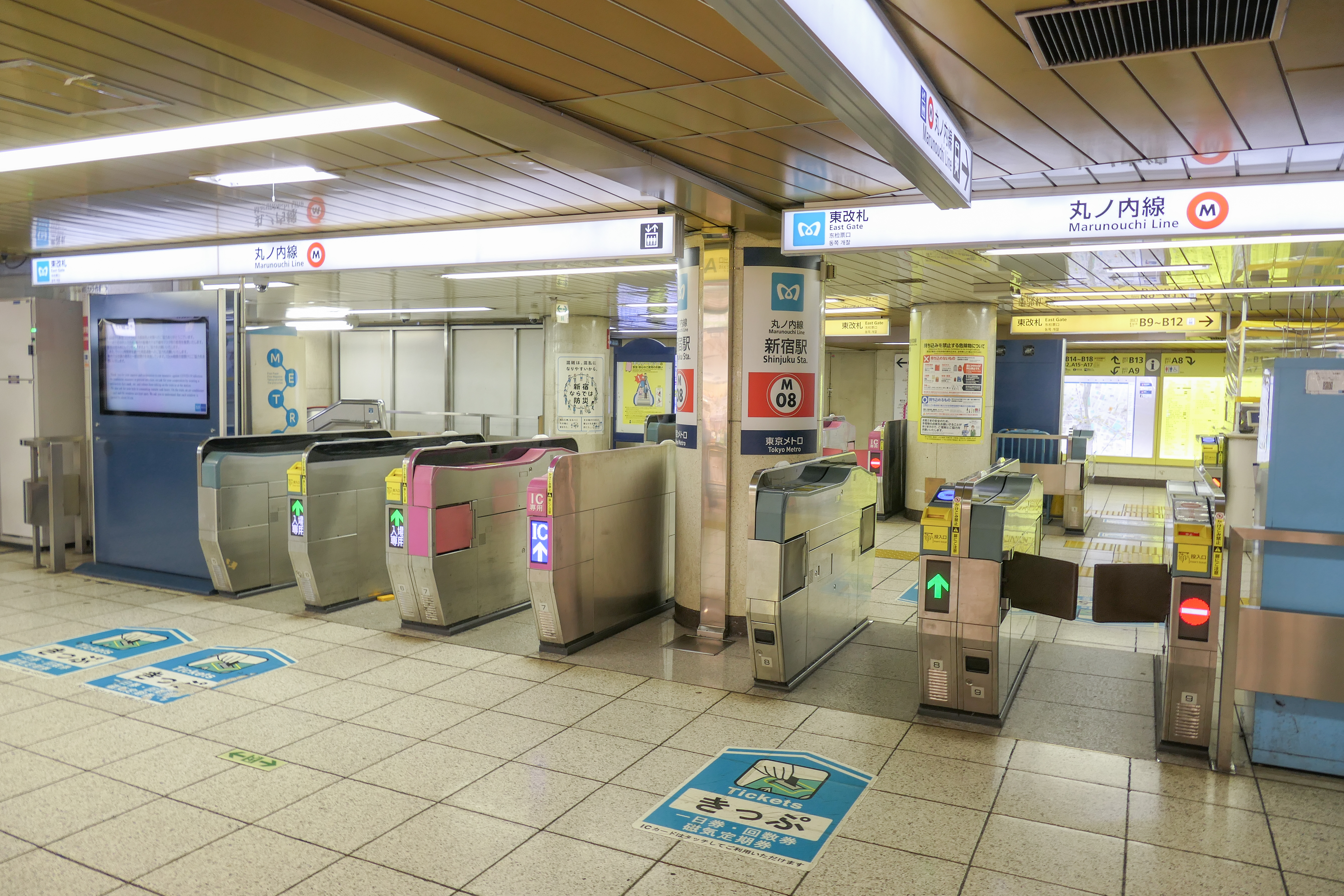
東改札（2022年10月）
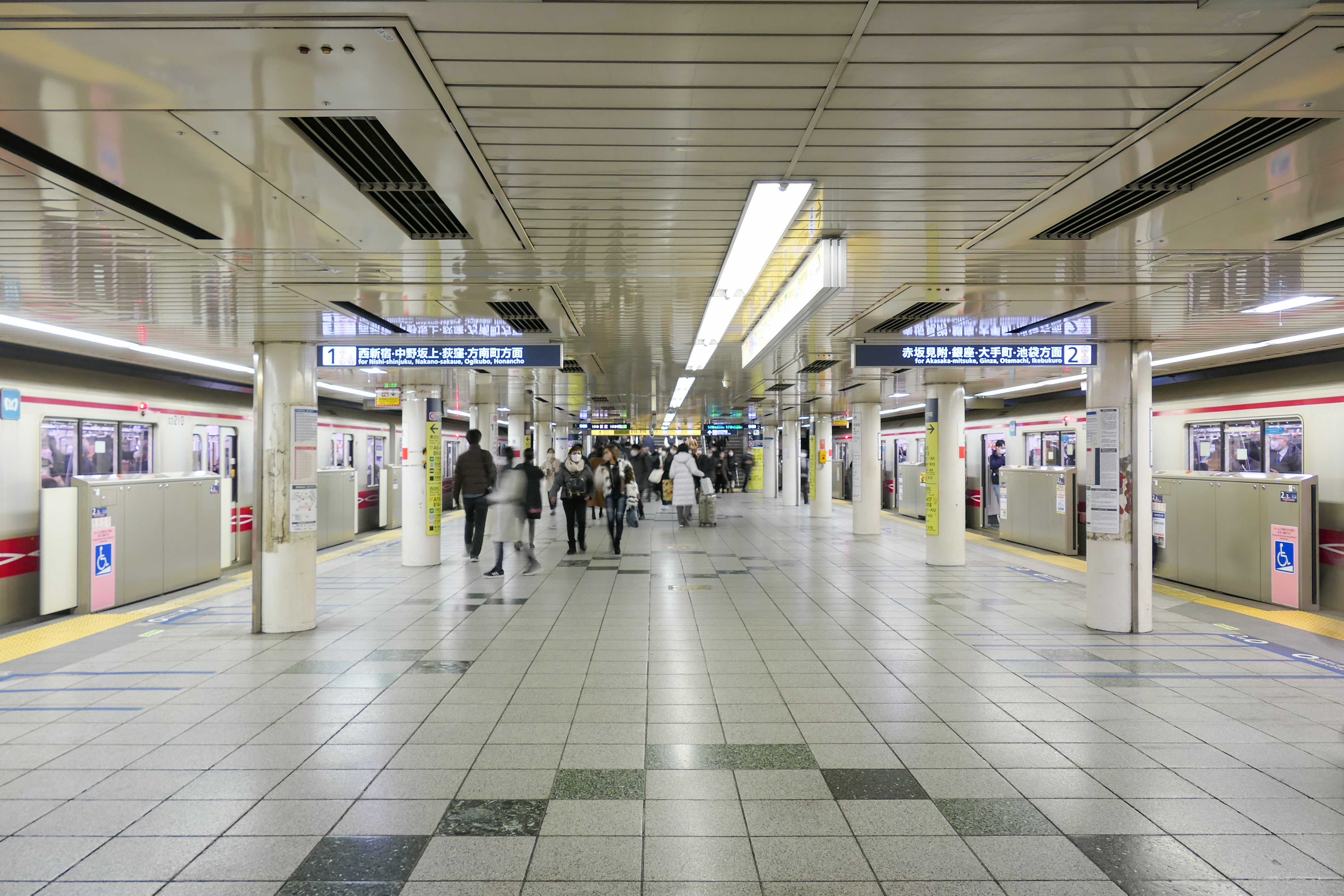
丸ノ内線ホーム（2022年12月）

#### 備考
1番線の荻窪行き到着時、「中野富士見町・方南町方面は、中野坂上でお乗り換えです」という接近放送が流れる（当駅のみの実施）。西新宿駅開業以前までは「中野富士見町・方南町方面は、次の中野坂上でお乗り換えです」であったが、同駅開業後にいったん省略し、発車標更新時に現在の放送様式となった。
都営地下鉄大江戸線の新宿西口駅が開業したあとは「新宿西口駅接続都営大江戸線はお乗り換えです」という案内放送を行っていたが、2018年度の駅放送更新以降は単に「都営大江戸線」と放送している。
2006年（平成18年）10月に可動式ホーム柵を設置するとともに発車ブザーを線路側に移設した。2008年（平成20年）6月より発車メロディ（発車サイン音）を導入している。混雑時は発車メロディ導入前から使用している発車ブザーを鳴らし、その際に可動式ホーム柵も車両の扉とは別に閉めるようになっていたが、丸ノ内線がワンマン運転を開始したあとは発車ブザーの使用を停止している。平日朝ラッシュ時は特殊取扱を行っており、ブザーが鳴り終わると同時にドアを閉める。その際、車両側のドアと可動式ホーム柵は連動せず、最初に車両のドアが閉まると後から駅係員が可動式ホーム柵を閉める二段階方式を採用している。この方式は池袋駅でも同様。

#### 発車メロディ
前述の通り、ワンマン運転開始に伴い、スイッチ制作の発車メロディ（発車サイン音）が導入されている。
曲は1番線が『ミツバチの兄弟』（塩塚博作曲）、2番線が『きらめく小川』（熊木理砂作曲）である。

#### コンコース
ホームの東西の端に地下1階への階段があり、それぞれに改札口がある。改札を出ると自由通路（メトロプロムナード）となっていて、東は新宿三丁目駅までつながっている。東側の改札口はJR東口と新宿サブナードが近く、西側の改札口はJR・京王線・小田急線の西口、西口地下広場とバスターミナルに連絡している。東側の改札付近と西側の改札付近の間は早朝・深夜は通り抜けることができない。
エレベーターとエスカレーターは東側にあり、改札階とホーム階を結ぶが、エスカレーターは改札階方向だけである。
トイレは改札外に2か所ある。

## 利用状況
2017年度（平成29年度）の各社局における1日平均乗降人員を合算した値は約353万人となり、日本のみならず世界一の乗降人員を誇る駅である。ただし、この値は京王新線・都営新宿線間の相互直通人員、および都営地下鉄線間の乗換人員を含んだ値である。開業当初の乗車人員が1日平均36人であることから（降車人員が同じ36人と仮定すると）約5万倍にまで膨れ上がった計算になる。
2008年（平成20年）に東京メトロ副都心線が開業した影響で、一部の旅客が新宿三丁目駅に分散されたため、2007年度（平成19年度）をピークにJR東日本および東京メトロを中心として利用客数は減少傾向にあったが、2011年度（平成23年度）を底に現在は回復基調にある。
- JR東日本 - 2023年度（令和5年度）の1日平均乗車人員は650,602人である[利用客数 1]。
JR東日本の駅の中で第1位であり、世界一の乗車人員でもある。
- 京王電鉄 - 2024年度（令和6年度）の1日平均乗降人員は670,239人である（京王線新宿駅と新線新宿駅の合算）[京王 1]。
京王電鉄の駅の中で第1位。全私鉄駅の中でも東急電鉄渋谷駅に次ぐ第2位。ただし、新線新宿駅の利用者数の他、都営新宿線との直通人員も含む。2008年度（平成20年度）までは増加傾向が続いており、その後2011年度（平成23年度）まで減少傾向であったが、2012年度（平成24年度）から再度増加傾向にあり、2018年度（平成30年度）に乗降人員の過去最高を記録した。
- 小田急電鉄 - 2024年度（令和6年度）の1日平均乗降人員は450,952人である[小田急 1]。
小田急電鉄全70駅中第1位。1988年度（平成10年度）の最ピーク時は1日平均乗降人員が55万人程度であり、その後は緩やかな減少傾向が続き、2014年度（平成26年度）までは49万人前後で推移していたが、2015年度（平成27年度）から増加傾向に転じ、2017年度（平成29年度）に1日平均乗降人数が50万人を超えた。
- 東京メトロ - 2024年度（令和6年度）の1日平均乗降人員は199,942人である[メトロ 1]。
東京メトロ全130駅の中では新橋駅に次ぐ第7位。丸ノ内線の駅としては、方南町支線を除いた25駅中4位であり、銀座駅の次に多い。1972年度（昭和47年度）と1988年度（昭和63年度）のピーク時には1日平均乗降人員が30万人を越えていた。その後は2011年度（平成23年度）まで減少傾向であったが、2012年度（平成24年度）から再度増加傾向である。
- 東京都交通局 - 以下の値は都営地下鉄線間の乗換人員を含む[都交 1]。
  - 新宿線 - 2023年度（令和5年度）の1日平均乗降人員は247,955人（乗車人員：137,949人、降車人員：135,674人）である。
都営新宿線全21駅中第1位。ただし、京王線との直通人員を含む。
  - 大江戸線 - 2023年度（令和5年度）の1日平均乗降人員は122,382人（乗車人員：59,425人、降車人員：62,957人）である。
都営大江戸線全38駅中第1位。

### 年度別1日平均乗降人員
各年度の1日平均乗降人員は下表の通り（JRを除く）。
| 年度               | 小田急電鉄       | 小田急電鉄 | 京王電鉄         | 京王電鉄     | 営団 / 東京メトロ | 営団 / 東京メトロ | 都営地下鉄       | 都営地下鉄 | 都営地下鉄       | 都営地下鉄 |
| 年度               | 小田急電鉄       | 小田急電鉄 | 京王線・新線     | 京王線・新線 | 営団 / 東京メトロ | 営団 / 東京メトロ | 新宿線           | 新宿線     | 大江戸線         | 大江戸線   |
| 年度               | 1日平均 乗降人員 | 増加率     | 1日平均 乗降人員 | 増加率       | 1日平均 乗降人員  | 増加率            | 1日平均 乗降人員 | 増加率     | 1日平均 乗降人員 | 増加率     |
| ------------------ | ---------------- | ---------- | ---------------- | ------------ | ----------------- | ----------------- | ---------------- | ---------- | ---------------- | ---------- |
| 1997年（平成09年） |                  |            | 689,061          |              |                   |                   |                  |            |                  |            |
| 1998年（平成10年） |                  |            | 690,026          | 0.1%         |                   |                   |                  |            |                  |            |
| 1999年（平成11年） | 496,860          |            | 689,548          | −0.1%        | 270,972           |                   |                  |            |                  |            |
| 2000年（平成12年） | 495,438          | −0.3%      | 690,687          | 0.2%         | 266,409           | −1.7%             | 235,227          |            | 61,348           |            |
| 2001年（平成13年） | 491,863          | −0.7%      | 699,395          | 1.3%         | 255,994           | −3.9%             | 231,421          | −1.6%      | 88,336           | 44.0%      |
| 2002年（平成14年） | 486,186          | −1.2%      | 699,801          | 0.6%         | 251,209           | −1.9%             | 231,837          | 0.2%       | 93,193           | 5.5%       |
| 2003年（平成15年） | 486,474          | 0.1%       | 707,222          | 1.1%         | 246,988           | −1.7%             | 232,412          | 0.2%       | 104,989          | 12.7%      |
| 2004年（平成16年） | 486,118          | −0.1%      | 710,903          | 0.5%         | 240,808           | −2.5%             | 231,376          | −0.4%      | 107,869          | 2.7%       |
| 2005年（平成17年） | 486,765          | 0.1%       | 719,946          | 1.3%         | 238,421           | −1.0%             | 234,847          | 1.5%       | 112,716          | 4.5%       |
| 2006年（平成18年） | 490,081          | 0.7%       | 726,653          | 0.9%         | 238,494           | 0.0%              | 242,909          | 3.4%       | 117,494          | 4.2%       |
| 2007年（平成19年） | 498,918          | 1.8%       | 747,407          | 2.9%         | 240,984           | 1.0%              | 262,688          | 8.1%       | 130,800          | 11.3%      |
| 2008年（平成20年） | 491,631          | −1.5%      | 748,803          | 0.2%         | 232,044           | −3.7%             | 267,477          | 1.8%       | 130,128          | −0.5%      |
| 2009年（平成21年） | 482,818          | −1.8%      | 739,138          | −1.3%        | 219,606           | −5.4%             | 266,441          | −0.4%      | 128,637          | −1.1%      |
| 2010年（平成22年） | 476,773          | −1.3%      | 724,012          | −2.0%        | 215,468           | −1.9%             | 263,982          | −1.0%      | 127,690          | −0.7%      |
| 2011年（平成23年） | 474,552          | −0.5%      | 711,892          | −1.7%        | 212,024           | −1.6%             | 257,455          | −2.5%      | 124,413          | −2.6%      |
| 2012年（平成24年） | 483,150          | 1.8%       | 714,949          | 0.4%         | 220,154           | 3.8%              | 260,458          | 1.2%       | 129,492          | 4.1%       |
| 2013年（平成25年） | 494,184          | 2.3%       | 730,849          | 2.2%         | 227,366           | 3.3%              | 266,869          | 2.5%       | 133,075          | 2.8%       |
| 2014年（平成26年） | 488,021          | −1.2%      | 734,578          | 0.5%         | 226,734           | −0.3%             | 270,969          | 1.5%       | 133,700          | 0.5%       |
| 2015年（平成27年） | 492,234          | 0.9%       | 757,823          | 3.2%         | 231,340           | 2.0%              | 280,183          | 3.4%       | 137,096          | 2.5%       |
| 2016年（平成28年） | 499,919          | 1.6%       | 770,072          | 1.6%         | 233,555           | 1.0%              | 289,786          | 3.4%       | 139,794          | 2.0%       |
| 2017年（平成29年） | 506,229          | 1.3%       | 786,052          | 2.1%         | 236,657           | 1.3%              | 302,124          | 4.3%       | 142,296          | 1.8%       |
| 2018年（平成30年） | 521,160          | 2.9%       | 797,378          | 1.4%         | 239,794           | 1.3%              | 312,312          | 3.4%       | 145,334          | 2.1%       |
| 2019年（令和元年） | 516,876          | −0.8%      | 788,567          | −1.1%        | 237,552           | −0.9%             | 313,339          | 0.3%       | 143,843          | −1.0%      |
| 2020年（令和02年） | 317,845          | −38.5%     | 506,932          | −35.7%       | 155,619           | −34.5%            | 205,908          | −34.3%     | 89,533           | −37.8%     |
| 2021年（令和03年） | 355,563          | 11.9%      | 548,622          | 8.2%         | 160,781           | 3.3%              | 219,197          | 6.5%       | 95,507           | 6.7%       |
| 2022年（令和04年） | 410,970          | 15.6%      | 613,639          | 11.9%        | 180,278           | 12.1%             | 247,955          | 13.1%      | 108,458          | 13.6%      |
| 2023年（令和05年） | 439,840          | 7.0%       | 654,492          |              | 193,170           | 7.2%              | 273,623          | 10.4%      | 122,382          | 12.8%      |
| 2024年（令和06年） | 450,952          | 2.5%       | 670,239          |              | 199,942           | 3.5%              |                  |            |                  |            |

### 京王電鉄の年度別1日平均乗降人員
| 年度               | 京王電鉄 | 京王線 - 都営新宿線直通 |
| ------------------ | -------- | ----------------------- |
| 1948年（昭和23年） | 85,900   |                         |
| 1955年（昭和30年） | 146,525  |                         |
| 1960年（昭和35年） | 219,890  |                         |
| 1965年（昭和40年） | 328,777  |                         |
| 1970年（昭和45年） | 421,910  |                         |
| 1975年（昭和50年） | 469,264  |                         |
| 1978年（昭和53年） | 502,559  |                         |
| 1980年（昭和55年） | 524,186  | 51,627                  |
| 1985年（昭和60年） | 583,170  | 87,275                  |
| 1990年（平成02年） | 660,765  | 107,101                 |
| 1995年（平成07年） | 684,406  | 107,666                 |

### 年度別1日平均乗車人員（1880年代 - 1930年代）
各年度の1日平均乗車人員は下表の通り。
| 年度               | 日本鉄道   | 甲武鉄道   | 出典              |
| ------------------ | ---------- | ---------- | ----------------- |
| 1884年（明治17年） | [ 備考 5 ] | 未開業     |                   |
| 1885年（明治18年） | 36         | 未開業     | [ 東京府統計 1 ]  |
| 1886年（明治19年） | 36         | 未開業     | [ 東京府統計 2 ]  |
| 1888年（明治21年） | 118        | 118        | [ 東京府統計 3 ]  |
| 1889年（明治22年） |            | [ 備考 6 ] |                   |
| 1890年（明治23年） | 386        | 386        | [ 東京府統計 4 ]  |
| 1891年（明治24年） | 385        | 385        | [ 東京府統計 5 ]  |
| 1893年（明治26年） | 600        | 600        | [ 東京府統計 6 ]  |
| 1895年（明治28年） | 393        | 610        | [ 東京府統計 7 ]  |
| 1896年（明治29年） | 595        | 850        | [ 東京府統計 8 ]  |
| 1897年（明治30年） | 749        | 992        | [ 東京府統計 9 ]  |
| 1898年（明治31年） | 847        | 1,074      | [ 東京府統計 10 ] |
| 1899年（明治32年） | 766        | 1,104      | [ 東京府統計 11 ] |
| 1900年（明治33年） | 774        | 1,154      | [ 東京府統計 12 ] |
| 1901年（明治34年） | 804        | 1,180      | [ 東京府統計 13 ] |
| 1902年（明治35年） | 774        | 1,226      | [ 東京府統計 14 ] |
| 1903年（明治36年） | 763        | 1,238      | [ 東京府統計 15 ] |
| 1904年（明治37年） | 829        | 1,448      | [ 東京府統計 16 ] |
| 1905年（明治38年） | 777        | 2,038      | [ 東京府統計 17 ] |

| 年度               | 国鉄   | 小田原 急行鉄道 | 出典              |
| ------------------ | ------ | --------------- | ----------------- |
| 1907年（明治40年） | 3,474  | 未開業          | [ 東京府統計 18 ] |
| 1908年（明治41年） | 3,620  | 未開業          | [ 東京府統計 19 ] |
| 1909年（明治42年） | 3,672  | 未開業          | [ 東京府統計 20 ] |
| 1911年（明治44年） | 4,435  | 未開業          | [ 東京府統計 21 ] |
| 1912年（大正元年） | 4,882  | 未開業          | [ 東京府統計 22 ] |
| 1913年（大正02年） | 5,052  | 未開業          | [ 東京府統計 23 ] |
| 1914年（大正03年） | 5,017  | 未開業          | [ 東京府統計 24 ] |
| 1915年（大正04年） | 4,684  | 未開業          | [ 東京府統計 25 ] |
| 1916年（大正05年） | 5,612  | 未開業          | [ 東京府統計 26 ] |
| 1919年（大正08年） | 10,984 | 未開業          | [ 東京府統計 27 ] |
| 1920年（大正09年） | 14,358 | 未開業          | [ 東京府統計 28 ] |
| 1922年（大正11年） | 21,543 | 未開業          | [ 東京府統計 29 ] |
| 1923年（大正12年） | 29,507 | 未開業          | [ 東京府統計 30 ] |
| 1924年（大正13年） | 35,368 | 未開業          | [ 東京府統計 31 ] |
| 1925年（大正14年） | 40,061 | 未開業          | [ 東京府統計 32 ] |
| 1926年（昭和元年） | 46,740 | 未開業          | [ 東京府統計 33 ] |
| 1927年（昭和02年） | 57,388 | 7,563           | [ 東京府統計 34 ] |
| 1928年（昭和03年） | 67,348 | 10,701          | [ 東京府統計 35 ] |
| 1929年（昭和04年） | 72,667 | 14,184          | [ 東京府統計 36 ] |
| 1930年（昭和05年） | 71,555 | 15,200          | [ 東京府統計 37 ] |
| 1931年（昭和06年） | 72,261 | 15,785          | [ 東京府統計 38 ] |
| 1932年（昭和07年） | 71,494 | 16,484          | [ 東京府統計 39 ] |
| 1933年（昭和08年） | 62,430 | 16,211          | [ 東京府統計 40 ] |
| 1934年（昭和09年） | 65,119 | 15,142          | [ 東京府統計 41 ] |
| 1935年（昭和10年） | 66,230 | 15,801          | [ 東京府統計 42 ] |

### 年度別1日平均乗車人員（1953年 - 2000年）
| 年度               | 国鉄 / JR東日本 | 営団    | 都営地下鉄 | 都営地下鉄 | 小田急電鉄 | 京王帝都電鉄 / 京王電鉄 | 出典              |
| 年度               | 国鉄 / JR東日本 | 営団    | 新宿線     | 大江戸線   | 小田急電鉄 | 京王帝都電鉄 / 京王電鉄 | 出典              |
| ------------------ | --------------- | ------- | ---------- | ---------- | ---------- | ----------------------- | ----------------- |
| 1953年（昭和28年） | 133,435         | 未開業  | 未開業     | 未開業     |            |                         | （国鉄のみ）      |
| 1954年（昭和29年） | 159,193         | 未開業  | 未開業     | 未開業     |            |                         | （国鉄のみ）      |
| 1955年（昭和30年） | 153,313         | 未開業  | 未開業     | 未開業     |            |                         | （国鉄のみ）      |
| 1956年（昭和31年） | 236,315         | 未開業  | 未開業     | 未開業     | 74,728     | 81,807                  | [ 東京都統計 4 ]  |
| 1957年（昭和32年） | 248,955         | 未開業  | 未開業     | 未開業     | 80,827     | 86,945                  | [ 東京都統計 5 ]  |
| 1958年（昭和33年） | 264,151         | 36,761  | 未開業     | 未開業     | 88,503     | 36,364                  | [ 東京都統計 6 ]  |
| 1959年（昭和34年） | 276,755         | 55,633  | 未開業     | 未開業     | 98,444     | 99,944                  | [ 東京都統計 7 ]  |
| 1960年（昭和35年） | 296,817         | 57,741  | 未開業     | 未開業     | 107,958    | 110,536                 | [ 東京都統計 8 ]  |
| 1961年（昭和36年） | 299,467         | 85,416  | 未開業     | 未開業     | 120,584    | 122,503                 | [ 東京都統計 9 ]  |
| 1962年（昭和37年） | 317,123         | 117,513 | 未開業     | 未開業     | 133,555    | 132,051                 | [ 東京都統計 10 ] |
| 1963年（昭和38年） | 332,268         | 90,760  | 未開業     | 未開業     | 147,660    | 139,273                 | [ 東京都統計 11 ] |
| 1964年（昭和39年） | 365,196         | 98,560  | 未開業     | 未開業     | 163,944    | 151,058                 | [ 東京都統計 12 ] |
| 1965年（昭和40年） | 389,700         | 109,093 | 未開業     | 未開業     | 175,854    | 166,165                 | [ 東京都統計 13 ] |
| 1966年（昭和41年） | 418,182         | 112,762 | 未開業     | 未開業     | 186,226    | 175,565                 | [ 東京都統計 14 ] |
| 1967年（昭和42年） | 437,139         | 121,926 | 未開業     | 未開業     | 198,813    | 189,575                 | [ 東京都統計 15 ] |
| 1968年（昭和43年） | 475,599         | 134,846 | 未開業     | 未開業     | 210,100    | 198,100                 | [ 東京都統計 16 ] |
| 1969年（昭和44年） | 468,433         | 148,219 | 未開業     | 未開業     | 222,566    | 208,686                 | [ 東京都統計 17 ] |
| 1970年（昭和45年） | 472,841         | 157,466 | 未開業     | 未開業     | 232,915    | 214,115                 | [ 東京都統計 18 ] |
| 1971年（昭和46年） | 614,421         | 162,372 | 未開業     | 未開業     | 241,525    | 220,242                 | [ 東京都統計 19 ] |
| 1972年（昭和47年） | 633,164         | 166,060 | 未開業     | 未開業     | 246,230    | 230,644                 | [ 東京都統計 20 ] |
| 1973年（昭和48年） | 642,647         | 161,512 | 未開業     | 未開業     | 242,011    | 231,951                 | [ 東京都統計 21 ] |
| 1974年（昭和49年） | 670,438         | 159,112 | 未開業     | 未開業     | 250,386    | 232,203                 | [ 東京都統計 22 ] |
| 1975年（昭和50年） | 652,642         | 161,391 | 未開業     | 未開業     | 247,508    | 234,686                 | [ 東京都統計 23 ] |
| 1976年（昭和51年） | 669,258         | 160,416 | 未開業     | 未開業     | 246,110    | 236,364                 | [ 東京都統計 24 ] |
| 1977年（昭和52年） | 662,926         | 164,162 | 未開業     | 未開業     | 249,058    | 243,729                 | [ 東京都統計 25 ] |
| 1978年（昭和53年） | 664,005         | 151,721 | 未開業     | 未開業     | 235,293    | 248,795                 | [ 東京都統計 26 ] |
| 1979年（昭和54年） | 657,678         | 152,721 | 21,000     | 未開業     | 231,907    | 256,189                 | [ 東京都統計 27 ] |
| 1980年（昭和55年） | 625,707         | 145,627 | 59,392     | 未開業     | 234,123    | 257,112                 | [ 東京都統計 28 ] |
| 1981年（昭和56年） | 620,447         | 147,981 | 72,079     | 未開業     | 235,975    | 262,395                 | [ 東京都統計 29 ] |
| 1982年（昭和57年） | 614,562         | 147,537 | 78,137     | 未開業     | 239,148    | 265,164                 | [ 東京都統計 30 ] |
| 1983年（昭和58年） | 628,276         | 149,847 | 82,355     | 未開業     | 242,139    | 265,653                 | [ 東京都統計 31 ] |
| 1984年（昭和59年） | 648,660         | 151,940 | 88,408     | 未開業     | 244,123    | 273,038                 | [ 東京都統計 32 ] |
| 1985年（昭和60年） | 663,855         | 152,096 | 89,838     | 未開業     | 249,660    | 284,690                 | [ 東京都統計 33 ] |
| 1986年（昭和61年） | 698,318         | 157,173 | 95,616     | 未開業     | 259,156    | 296,359                 | [ 東京都統計 34 ] |
| 1987年（昭和62年） | 706,910         | 157,940 | 101,158    | 未開業     | 266,956    | 304,885                 | [ 東京都統計 35 ] |
| 1988年（昭和63年） | 665,030         | 159,890 | 104,658    | 未開業     | 274,192    | 314,485                 | [ 東京都統計 36 ] |
| 1989年（平成元年） | 681,205         | 158,405 | 113,241    | 未開業     | 270,805    | 315,038                 | [ 東京都統計 37 ] |
| 1990年（平成02年） | 709,490         | 158,332 | 117,910    | 未開業     | 272,110    | 325,795                 | [ 東京都統計 38 ] |
| 1991年（平成03年） | 741,421         | 156,801 | 123,828    | 未開業     | 277,257    | 335,180                 | [ 東京都統計 39 ] |
| 1992年（平成04年） | 735,192         | 153,101 | 58,208     | 未開業     | 273,762    | 336,800                 | [ 東京都統計 40 ] |
| 1993年（平成05年） | 741,342         | 148,608 | 126,540    | 未開業     | 270,726    | 337,868                 | [ 東京都統計 41 ] |
| 1994年（平成06年） | 740,063         | 144,507 | 126,068    | 未開業     | 267,526    | 337,438                 | [ 東京都統計 42 ] |
| 1995年（平成07年） | 743,710         | 141,552 | 121,970    | 未開業     | 262,689    | 336,511                 | [ 東京都統計 43 ] |
| 1996年（平成08年） | 767,800         | 141,263 | 122,715    | 未開業     | 264,627    | 340,553                 | [ 東京都統計 44 ] |
| 1997年（平成09年） | 765,518         | 140,819 | 119,901    | 15,942     | 260,058    | 339,471                 | [ 東京都統計 45 ] |
| 1998年（平成10年） | 756,551         | 137,786 | 115,063    | 19,364     | 257,866    | 344,490                 | [ 東京都統計 46 ] |
| 1999年（平成11年） | 756,772         | 134,030 | 112,486    | 20,740     | 254,842    | 338,904                 | [ 東京都統計 47 ] |
| 2000年（平成12年） | 753,791         | 131,953 | 113,178    | 23,345     | 254,638    | 340,216                 | [ 東京都統計 48 ] |

参考資料・書籍
- 1日平均乗車人員 418,182人（1966年度）。出典：1966年度（昭和41年度）東京都統計年鑑 (PDF) 。掲載場所:6ページ目。資料元：日本国有鉄道関東支社審査統計。年間の乗車人員数 152,636,325を365で割った数値。
- 1日平均乗車人員 410,069人（1966年度）。出典：原武史（2009）探究この世界 2009年 6-7月（NHK知る楽/月）。出版元：日本放送出版協会。掲載場所:122ページ目。

### 年度別1日平均乗車人員（2001年以降）
| 年度               | JR東日本 | JR東日本 | JR東日本 | 営団 / 東京メトロ | 都営地下鉄 | 都営地下鉄 | 小田急電鉄 | 京王電鉄 | 出典              |
| 年度               | 定期外   | 定期     | 合計     | 営団 / 東京メトロ | 新宿線     | 大江戸線   | 小田急電鉄 | 京王電鉄 | 出典              |
| ------------------ | -------- | -------- | -------- | ----------------- | ---------- | ---------- | ---------- | -------- | ----------------- |
| 2001年（平成13年） |          |          | 745,153  | 127,529           | 109,737    | 36,293     | 252,781    | 344,718  | [ 東京都統計 49 ] |
| 2002年（平成14年） |          |          | 748,515  | 124,145           | 110,375    | 38,822     | 249,036    | 345,173  | [ 東京都統計 50 ] |
| 2003年（平成15年） |          |          | 746,293  | 121,773           | 110,577    | 43,809     | 248,082    | 347,833  | [ 東京都統計 51 ] |
| 2004年（平成16年） |          |          | 742,183  | 119,904           | 110,296    | 45,227     | 246,134    | 350,340  | [ 東京都統計 52 ] |
| 2005年（平成17年） |          |          | 747,930  | 118,458           | 111,896    | 47,285     | 246,126    | 355,000  | [ 東京都統計 53 ] |
| 2006年（平成18年） |          |          | 757,013  | 118,400           | 124,940    | 58,830     | 247,605    | 358,274  | [ 東京都統計 54 ] |
| 2007年（平成19年） |          |          | 785,801  | 119,287           | 133,508    | 64,034     | 252,787    | 367,885  | [ 東京都統計 55 ] |
| 2008年（平成20年） | 358,392  | 407,627  | 766,020  | 114,143           | 135,366    | 63,682     | 249,189    | 369,778  | [ 東京都統計 56 ] |
| 2009年（平成21年） | 350,176  | 398,345  | 748,522  | 108,103           | 134,356    | 62,633     | 244,693    | 365,084  | [ 東京都統計 57 ] |
| 2010年（平成22年） | 341,067  | 395,648  | 736,715  | 106,213           | 133,104    | 62,083     | 241,651    | 357,975  | [ 東京都統計 58 ] |
| 2011年（平成23年） | 341,238  | 392,915  | 734,154  | 104,310           | 129,676    | 60,580     | 240,638    | 351,306  | [ 東京都統計 59 ] |
| 2012年（平成24年） | 346,974  | 395,859  | 742,833  | 108,467           | 130,976    | 62,933     | 245,066    | 353,608  | [ 東京都統計 60 ] |
| 2013年（平成25年） | 349,980  | 401,038  | 751,018  | 112,061           | 134,185    | 64,701     | 250,718    | 361,243  | [ 東京都統計 61 ] |
| 2014年（平成26年） | 351,211  | 396,945  | 748,157  | 111,916           | 136,228    | 65,182     | 248,102    | 363,386  | [ 東京都統計 62 ] |
| 2015年（平成27年） | 355,987  | 404,056  | 760,043  | 114,254           | 140,967    | 66,765     | 250,262    | 374,183  | [ 東京都統計 63 ] |
| 2016年（平成28年） | 360,977  | 408,329  | 769,307  | 115,134           | 146,002    | 68,002     | 254,255    | 380,825  | [ 東京都統計 64 ] |
| 2017年（平成29年） | 365,982  | 412,635  | 778,618  | 116,496           | 152,275    | 69,110     | 257,433    | 388,841  | [ 東京都統計 65 ] |
| 2018年（平成30年） | 372,401  | 416,965  | 789,366  | 118,282           | 157,187    | 70,232     | 264,299    | 394,526  | [ 東京都統計 66 ] |
| 2019年（令和元年） | 355,778  | 419,608  | 775,386  | 117,418           | 157,357    | 69,812     | 261,781    | 389,391  | [ 東京都統計 67 ] |
| 2020年（令和02年） | 185,107  | 291,966  | 477,073  | 77,464            | 103,385    | 44,007     | 160,238    | 250,721  | [ 東京都統計 68 ] |
| 2021年（令和03年） | 231,486  | 290,692  | 522,178  | 79,922            | 110,104    | 46,742     | 179,454    | 273,783  | [ 東京都統計 69 ] |
| 2022年（令和04年） | 293,190  | 309,367  | 602,558  |                   | 124,758    | 52,782     |            |          |                   |
| 2023年（令和05年） | 326,731  | 323,870  | 650,602  |                   | 137,949    | 59,425     |            |          |                   |

### 備考
1. ↑  1978年（昭和53年）度以降の数値は、京王線および京王新線の合算値である。
2. ↑  京王線・都営新宿線の相互直通運転は1979年（昭和54年）度からであるが、1980年（昭和55年）3月16日に開始したため、1979年（昭和54年）度の数値は算出されていない。
3. ↑  京王帝都電鉄発足年度
4. ↑  京王新線開業年度
5. ↑  1885年3月1日開業。
6. ↑  1889年4月11日開業。
7. ↑  1927年4月1日開業。
8. ↑  大江戸線は、1997年（平成9年）12月19日開業し、2000年（平成12年）4月20日に新宿 - 国立競技場間開業、同年12月12日全線開業。
9. ↑  1959年3月15日開業。開業日から同年3月31日までの計17日間を集計したデータ。
10. ↑  「原武史（2009）探究この世界 2009年 6-7月（NHK知る楽/月）」には、1966年度の1日平均乗車人員は410,069人と記載されているが、ここでは東京都統計年鑑の資料を基に記載した。
11. ↑  1980年3月16日開業。開業日から同年3月31日までの計16日間を集計したデータ。
12. ↑  1997年12月19日開業。開業日から1998年3月31日までの計103日間を集計したデータ。
13. ↑  2006年度以降の乗車人員は、大江戸線との乗換人員を含む値。
14. ↑  2006年度以降の乗車人員は、新宿線との乗換人員を含む値。

## 駅弁
JR駅で販売している主な駅弁は下記の通り。
- 平泉うにほたて重
- ネギ塩牛たんと牛たん角煮弁当
- まぐろいくら弁当
- 幕之内弁当
- 牛・豚・鶏の肉づくし
- やまゆり牛しぐれ煮弁当
- 三元豚とんかつ弁当
- しらす弁当
- 牛肉弁当
- 牛すき弁当
- こだわりのとんかつ弁当
- 深川めし
- 宮城県産牡蠣と炙り煮あなご弁当
- 30品目バランス弁当
- とりめし
- チキン弁当

JR以外では、小田急電鉄の新宿駅構内売店でも特急ロマンスカーの乗客向けに駅弁が販売されている。
南口コンコースにある「駅弁屋」新宿店では、原則として毎週土曜・休日にミニ駅弁大会を開催している。

## 駅周辺
周辺は繁華街・歓楽街・ビジネス街・ゲイタウンなどさまざまなものが集中し、東京駅周辺などと比較して雑多で華やいだ雰囲気を持つ。昼夜を問わず人の波が途絶えることはない。乗り入れる路線も東京都多摩地域、神奈川県北西部、埼玉県南部といったベッドタウンとを結んでいるため、終日利用者は絶えない。
甲州街道（国道20号）の跨線橋の架替工事終了後には、交通ターミナル「バスタ新宿」やJR新宿ミライナタワーが建設された。このほか、2018年には東京都が新宿駅周辺を一体的に整備し、「新宿グランドターミナル」を形成する方針を策定した。その一環として現東口のルミネエスト新宿ビルや小田急百貨店新宿店、京王百貨店新宿店の建て替えによる200メートル級の超高層ビルの建設計画がある。

### 東側
東改札(JR) 、中央東改札（JR）、A8 - A9・B12 - B13（東京メトロ）など

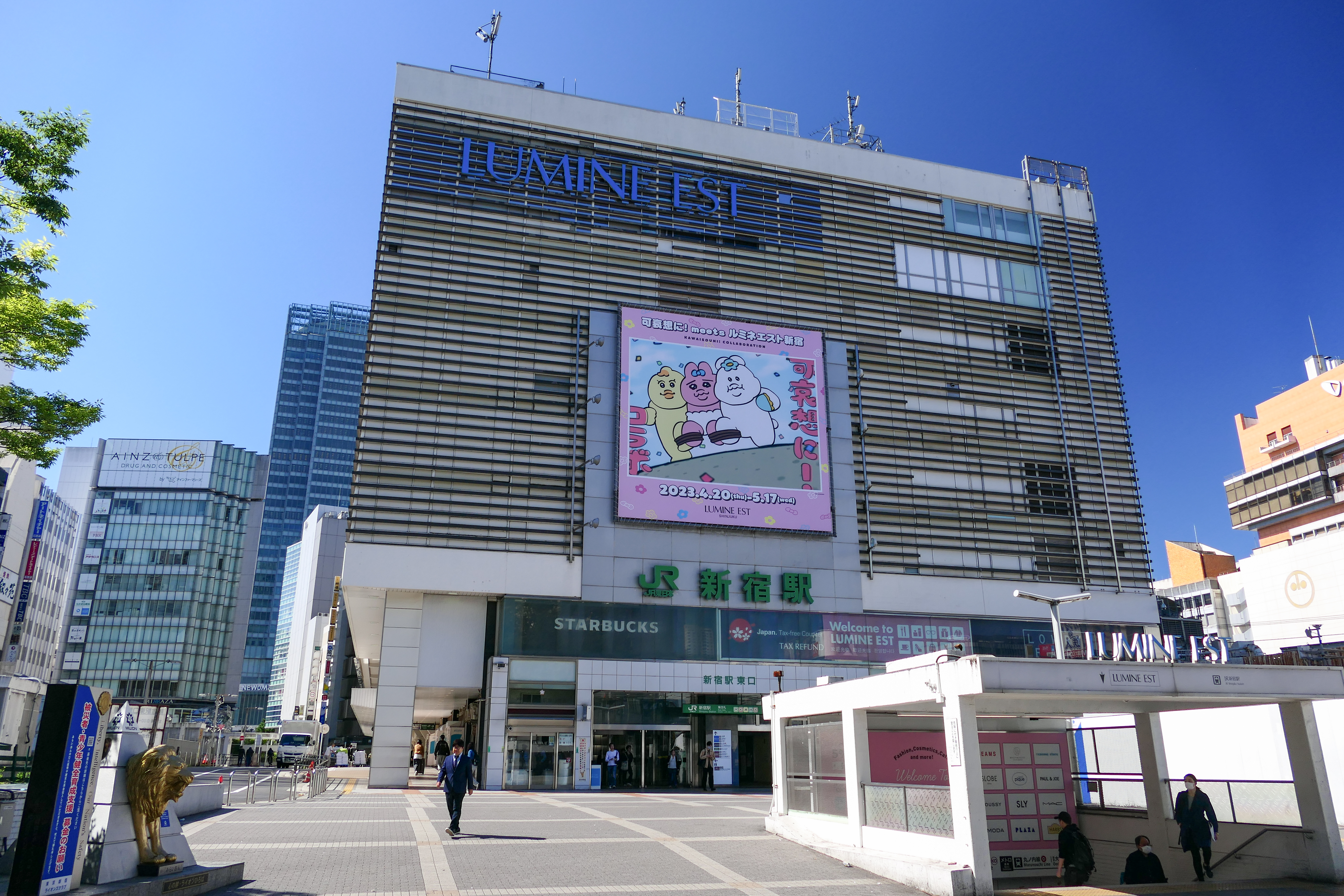
東口駅ビル「ルミネエスト新宿」（2023年5月）

東口に設置されたオブジェ（2020年7月）

出口や改札口の名称に関わりなく、俗に「東口」と呼ばれることが多い。西口と同様に東西自由通路の供用に伴い、東口改札が東改札に、中央東口改札が中央東改札に名称変更した。新宿サブナード（地下街）を経由していくと西武新宿駅にアクセスが出来る。
新宿三丁目を中心に老舗百貨店や大規模専門店、さまざまな飲食店などが集積し、新宿エリア最大の繁華街を形成している。靖国通りの北側には日本最大の歓楽街である歌舞伎町が広がっている。
2020年7月19日には、東西自由通路の供用に伴い、東口駅前広場がパブリックアートを中心としたものへリニューアルされた。
新宿三丁目方面
- ルミネエスト新宿 （駅ビル）- 東口直結
- 伊勢丹 新宿店 本館・メンズ館
- 新宿高野 本店
- 紀伊國屋書店 新宿本店
- 中村屋 新宿本店
- ビックカメラ新宿東口店 / 新宿東口駅前店（前者は旧新宿三越アルコット・旧ビックロ、後者は旧さくらや）
- 丸井
  - 新宿マルイ 本館
  - 新宿マルイアネックス・新宿バルト9
  - 新宿マルイ メン
- ヨドバシカメラ マルチメディア新宿東口
- メトロプロムナード（新宿三丁目駅方面）
- 新宿三丁目駅（東京メトロ丸ノ内線・副都心線、都営新宿線新宿線）
- 明治通り
- 新宿サブナード（地下街）
- 東京都道430号新宿停車場前線（新宿通り）
- 新宿二丁目
- ムサシノ通

歌舞伎町方面
- 新宿区役所
- 花園神社
- 新宿ゴールデン街
- 西武新宿駅（西武新宿線）
  - 新宿プリンスホテル - 2021年1月5日より、駅ナカシェアオフィス「STATION WORK」の提携が開始された（事前予約制）[106]。
  - 西武新宿PePe
- 靖国通り（都道302号）
- 東京都健康プラザハイジア
  - 東京都保健医療公社大久保病院
- 東新宿駅（都営地下鉄大江戸線、東京メトロ副都心線）
- 角筈ガード

#### 東口駅ビルについて
新宿駅東口の駅ビルは建て替え工事が1962年暮れより始まり、1964年5月20日にオープンした。オープン当初の駅ビルの名称は「新宿民衆駅ビル」。そのあと名称は「新宿ステーションビル」へと改められた。そして名称は「MyCity」（マイ・シティ）を経て、現在ではファッションビルの「ルミネエスト新宿」 (LUMINE EST) になっている。西武新宿線が東口駅ビルの2階部分に乗り入れる予定であったが、島式ホーム1本で6両編成2本のスペースしかとれないという制約があったため、断念してもともと仮駅として開業した西武新宿駅をそのまま使い続けている。

### 西側
西改札（JR）、中央西改札 (JR・京王・小田急)、京王百貨店口（京王）、広場口（京王）、西口地上改札（小田急）、西口地下改札（小田急）、A10 - A18・B14 - B18（東京メトロ）など

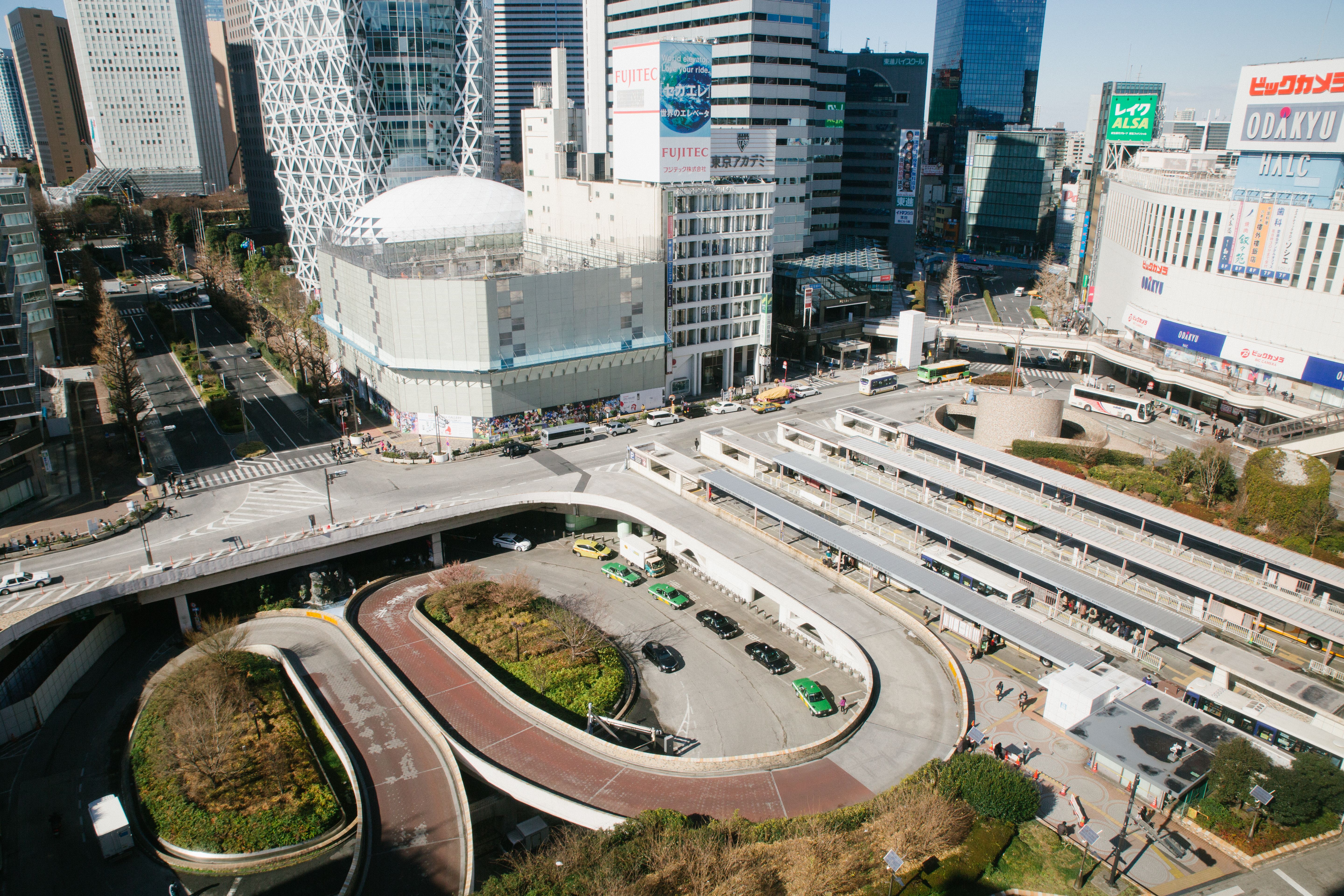
西口ロータリー（2019年2月）

出口や改札口の名称に関わりなく、俗に「西口」と呼ばれることが多い。2020年7月19日の東西自由通路の供用開始に伴い、西口改札は西改札に、中央西口改札は中央西改札に名称変更となった。中央西改札は京王及び小田急との乗り換え改札でもある。ターミナルデパートの京王百貨店と小田急百貨店が駅と直結している。改札から北側の新宿大ガードにかけて、思い出横丁と呼ばれる飲み屋街が広がっている。
もともと西口（西新宿）は、東口に比べて開発が遅れていたが、1970年代以降淀橋浄水場跡地が大規模再開発され、現在のような超高層ビルが林立する東京有数のオフィス街を形成している。
西口の駅前バスターミナルの近くではよく政党・政治団体などによる街頭演説が行われている。かつては西口に新宿スバルビル もあったが、小田急百貨店本館や小田急ハルクなどとともに再開発が検討され、2018年8月より解体工事が始まり、翌2019年5月に完了した。
- 新宿駅西口地下広場
  - 新宿西口献血ルーム
- 新宿西口駅（都営地下鉄大江戸線）
- 西新宿駅（東京メトロ丸ノ内線）
- 新宿西口商店街（思い出横丁）
- 京王百貨店新宿店 - 京王線の駅と一体
- 小田急百貨店 新宿店 - 小田急とJR東日本の西口と一体
- 小田急ハルク
  - ビックカメラ 新宿西口店
- ヨドバシカメラ新宿西口本店
- ユニクロ 新宿西口店 （新宿パレット内、さくらや跡地）
- 新宿郵便局
- 新宿高層ビル群・新宿新都心
  - 東京都庁舎
  - 京王プラザホテル
  - 新宿エルタワー
  - 新宿野村ビルディング
  - モード学園コクーンタワー
  - 工学院大学
- 新宿区立新宿中央公園
- 青梅街道（東京都道・埼玉県道4号東京所沢線・東京都道5号新宿青梅線）

### 南側
東南口 (JR)
- Flags（タワーレコードなど）
- ルミネ新宿　ルミネ2
  - ルミネtheよしもと
- 大塚家具 新宿ショールーム

南口（JR・小田急）、ルミネ口（京王）

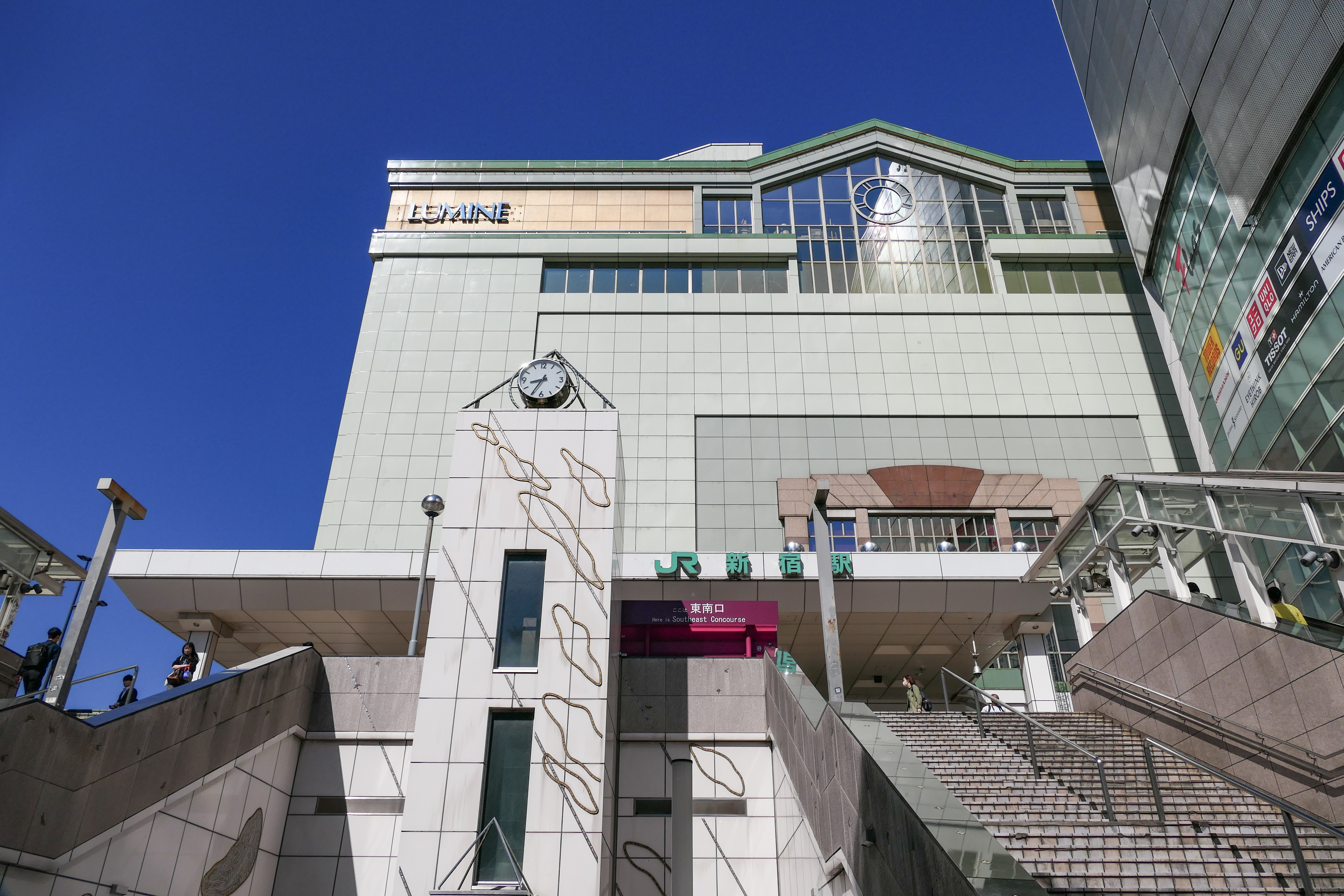
東南口（2023年5月）

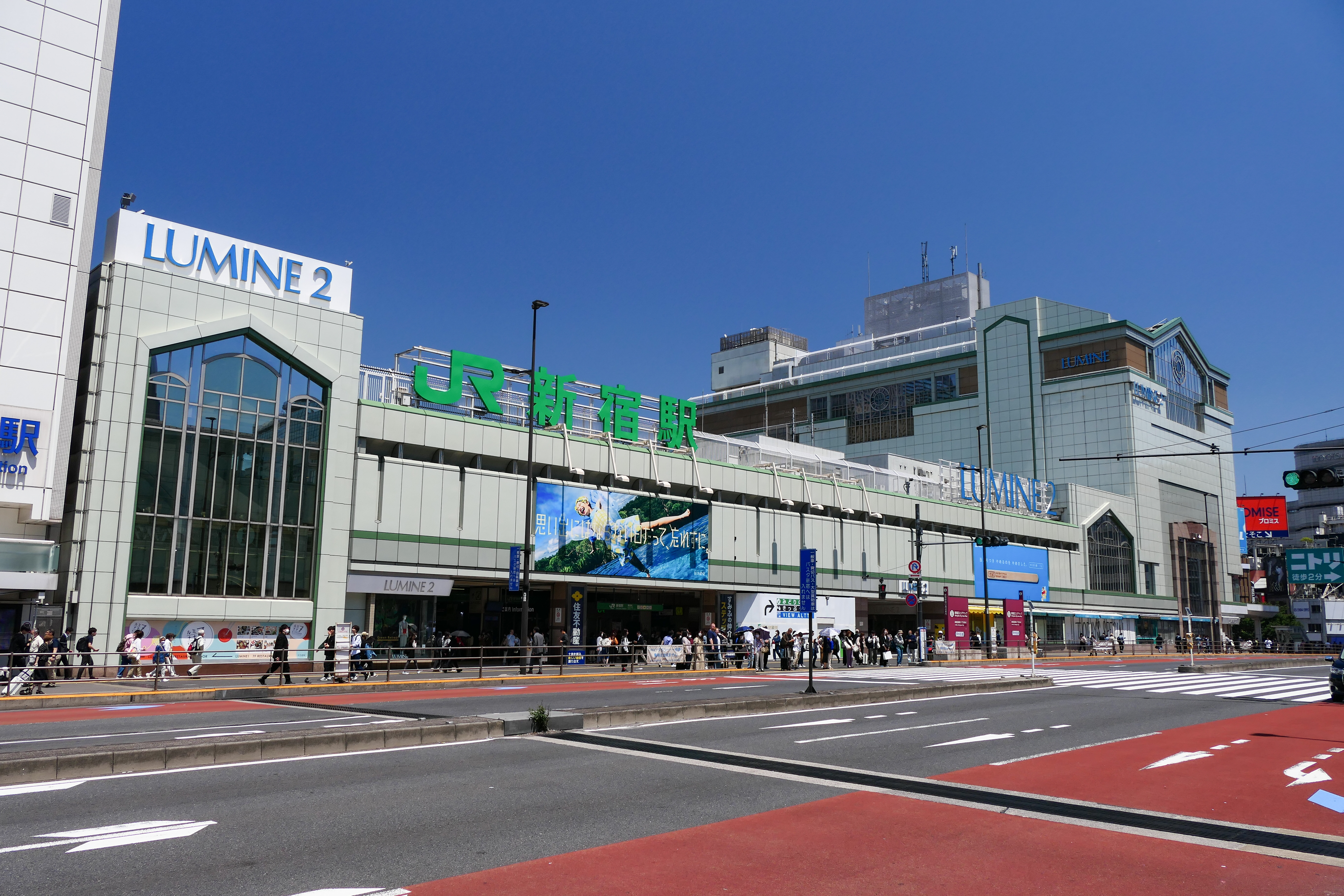
南口（2023年5月）

甲州街道新宿跨線橋上のJR東日本と小田急の出口で、東西に出られる。京王のルミネ口はルミネ1内の階段を通じてJR・小田急の南口に接続している。この階段の途中には京王百貨店口に通じる通路があり、ルミネ口が閉鎖されている時間帯は専らその通路を用いて京王線と南口の連絡を行う。
- ルミネ新宿　ルミネ1
- 小田急ミロード - 小田急の南口直結
  - モザイク通り
- ヤマダデンキLABI新宿西口館
- 甲州街道（国道20号）

甲州街道改札

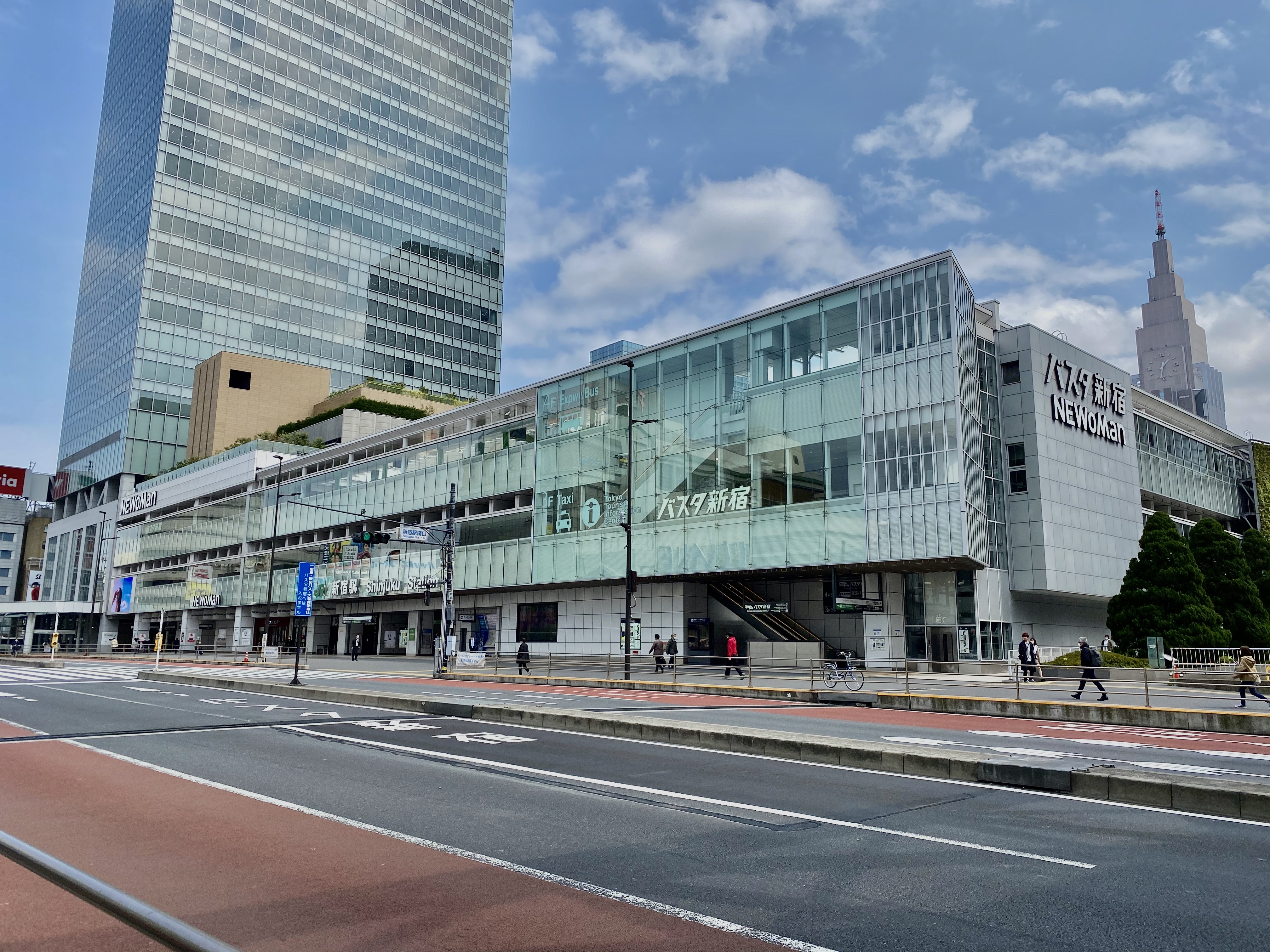
「バスタ新宿」と一体化している甲州街道改札（2020年4月）

JR東日本専用の改札口および出口で、南口とは新宿跨線橋（甲州街道）を挟んで南側の人工地盤上にある。甲州街道の南側の大部分は新宿区ではなく、渋谷区千駄ヶ谷・代々木である。
- バスタ新宿（タクシー乗降場・高速バスターミナル）
- NEWoMan新宿
- ウインズ新宿
- JR九州ホテル ブラッサム新宿 - 2021年3月10日より、駅ナカシェアオフィス「STATION WORK」の提携が開始された（事前予約制）[108][報道 27]。
- 東京都立新宿高等学校
- 新宿駅南口郵便局
- 甲州街道（国道20号）

新南改札、ミライナタワー改札
こちらもJR東日本専用の改札口および出口で、新南改札は人工地盤の中央部付近に、ミライナタワー改札は東端に位置している。タカシマヤタイムズスクエアや新宿サザンテラスと接続している。
- バスタ新宿（タクシー乗降場・高速バスターミナル）
- JR新宿ミライナタワー - 2021年3月18日より、駅ナカシェアオフィス「STATION WORK」のブース型「STATION BOOTH」が利用可能[109][報道 28]。
- タカシマヤタイムズスクエア
  - 髙島屋新宿店（新宿高島屋）
  - ハンズ 新宿店
  - ユニクロ 新宿高島屋店
- サウスゲート新宿
  - 日本貨物鉄道 本社
  - HIS 新宿本社営業所 - 旅行会社のカウンターとしては日本最大級の店舗
- 新宿サザンテラス
  - 小田急サザンタワー
  - JR東日本本社ビル
- JR東京総合病院
- JR南新宿ビル[報道 29]
  - ジェクサー・フィットネス&スパ 新宿 - 2021年3月18日より、駅ナカシェアオフィス「STATION WORK」のブース型「STATION BOOTH」が利用可能[109][報道 28]。
- 新宿マインズタワー - 都営地下鉄大江戸線のA1出口に直結
- サンルートプラザ新宿 - 2021年3月5日より、駅ナカシェアオフィス「STATION WORK」の提携が開始された（事前予約制）[110]。
- こくみん共済 coop 会館
  - スペース・ゼロ（こくみん共済 coop ホール）
- 代々木ゼミナール本部校（代ゼミタワー）
- 小田急電鉄 本店
- 代々木駅

### 東京メトロ丸ノ内線の出入口
地下鉄丸ノ内線の駅の地上出入口はJR線の北側にある。東西にそれぞれ丸ノ内線の改札口があり、東側の各出口（新宿通り）と西側の各出口（西口広場）に大別できる。東西の各出口間は地下通路「メトロプロムナード」で改札外がつながる。各出入口はJR・京王・小田急の各線の西口と中央東口改札口およびJRの中央西口（出口）と東口改札口の改札外とつながっているため、事実上JR・京王・小田急の各線の駅の地上出入口としても使用できる。
新宿三丁目駅と地下道（メトロプロムナード）でつながっているため、同駅と出口番号が連続している。紀伊國屋書店方面（B9・B8・B7・B6など）は新宿三丁目駅を参照のこと。
また、都営地下鉄大江戸線の新宿西口駅とも改札外でつながっているが、西側の改札口が近く、同駅に属する各地上出入口も共通で利用できる。さらに西武新宿駅と地下街「新宿サブナード」を介してつながってはいるものの、A9、B13出口などから地上に出た方が早い場合がある。
新宿通りにある出入口（JR線東側）
- A6 中村屋
- A7 タカノ
- A8 ルミネエスト新宿、JR線東口方面
- A9 ルミネエスト新宿、JR線東口方面
- B9 マルイカレン
- B10 新宿サブナード（西武新宿駅方面）
- B11 新宿富士ビル（みずほ銀行）、歌舞伎町方面
- B12 三井住友銀行新宿ビル（三井住友銀行）、洋服の青山
- B13 新宿アルタ・はとバス東口乗り場・歌舞伎町・西武新宿駅・新宿プリンスホテル・西武新宿PePe 方面
  - C番は新宿三丁目駅の記事を参照

西口広場付近にある出入口（JR線西側）
- A10 メトロ食堂街、小田急百貨店方面
- A11 メトロ食堂街
- A12 JR西口、京王西口、小田急西口方面
- A13 新宿駅地下駐車場
- A14 JR西口、京王西口、小田急西口方面
- A15 小田急百貨店
- A16 新宿駅西口地下広場、小田急百貨店
- A17 新宿駅西口地下広場
- A18 新宿エルタワー、SBI新生銀行、損保ジャパン本社ビル、伊予銀行方面
- B14 メトロ食堂街
- B15 JR西口、京王西口、小田急西口方面、新宿パレット
- B16 小田急百貨店別館ハルク（小田急ハルク）
- B17 新宿駅西口35（一部の便が発着する小田急ハルク前の小田急系バス乗り場）・36番バス乗り場
- B18 小田急百貨店別館ハルク（小田急ハルク）

### 京王新線・都営地下鉄の出入口
地下駅である京王新線と都営地下鉄の地上出入口は、甲州街道のJR線より西側、JRと小田急の駅の南西側にある（ただしA1出口は甲州街道西新宿1丁目交差点より約200メートル南のマインズタワー地下にある）。京王線 - 京王新線・都営新宿線 - 都営大江戸線は改札内移動が可能である。
京王新線と都営地下鉄の2 - 8出口は、JR・小田急の南口改札外と「ルミネ1」を介してつながっている。また、大江戸線C改札口を除く改札外フロアは「京王モール」を介してJR・京王・小田急の各線の西口・中央地下西口とつながっている。
甲州街道のJR線より西側にある出入口
- 1 ルミネ、新宿ミロード
- 2 新宿サザンテラス、JR新宿ビル
- 3 ファーストキッチン
- 4 新宿駅南口郵便局 方面
- 5 ヤマダ電機LABI新宿西口館、ソフマップ方面
- 6 トクラス新宿ショールーム方面
- 7 本間ゴルフ、国民生活金融公庫方面
- 8 ワンデーストリート方面
  - ワンデーストリートは、東京都庁、京王プラザホテル方面に連絡する。

マインズタワー方面
- A1（大江戸線C改札口専用出入口） 新宿マインズタワー、JR東京総合病院、JR東日本本社ビル、ホテルセンチュリーサザンタワー方面

## その他
- 1991年（平成3年）3月16日から2012年3月17日のダイヤ改正まで、小田急電鉄と東海旅客鉄道（JR東海）が特急列車の相互乗り入れ（「あさぎり」）を行い、「小田急のホームにJRの車両が入線する」という光景が見られた。切符でも小田急新宿駅は山手線内の駅ではないことから、山手線内または東京都区内の発着ではない「大垣→新宿」のような発券が可能だった時期もある。一方、2002年（平成14年）12月1日のダイヤ改正からJR東日本と東京臨海高速鉄道が相互乗り入れを開始したことで、「JRのホームに他社車両が入線する」光景も見られるようになった。さらに、2006年（平成18年）3月18日のダイヤ改正でJR東日本と東武鉄道が特急列車の相互乗り入れ（「日光」「きぬがわ」「スペーシア日光」「スペーシアきぬがわ」）を開始[報道 3][報道 4]。さらに、2019年（令和元年）11月30日の埼京線と相鉄線の直通運転開始で、相模鉄道の車両も姿を見せるようになった。なお現在では、小田急小田原線や代々木上原駅から直通している東京メトロ千代田線で大幅なダイヤ乱れが生じた際、常磐緩行線所属のE233系2000番台や、千代田線所属の16000系が小田急線のホームに入線する場合がある。

- 2006年（平成18年）7月31日より当駅限定でSuicaポスター「SuiPo」のサービスが開始された[報道 30]。利用するには事前に広告の横にある登録機で登録を行う必要がある。2007年（平成19年）4月2日からは池袋駅・上野駅・東京駅・新橋駅・渋谷駅を加えた計6駅に設置箇所が拡大された。SuiPoは2010年にサービスを終了した。

- 当初の計画では上越新幹線の起点は新宿駅で、ここから大宮駅まで建設される計画があった[111]。鉄道総合技術研究所の小野田滋は「このルートは工事費が巨額となることから現実的ではないと判断され打ち切られた」[112] としている。また、かつてはリニア中央新幹線の起点駅となるなどの構想などが語られたものの、2000年代に入ってからはそのようには考えられていない[新聞 13]。

## 作品

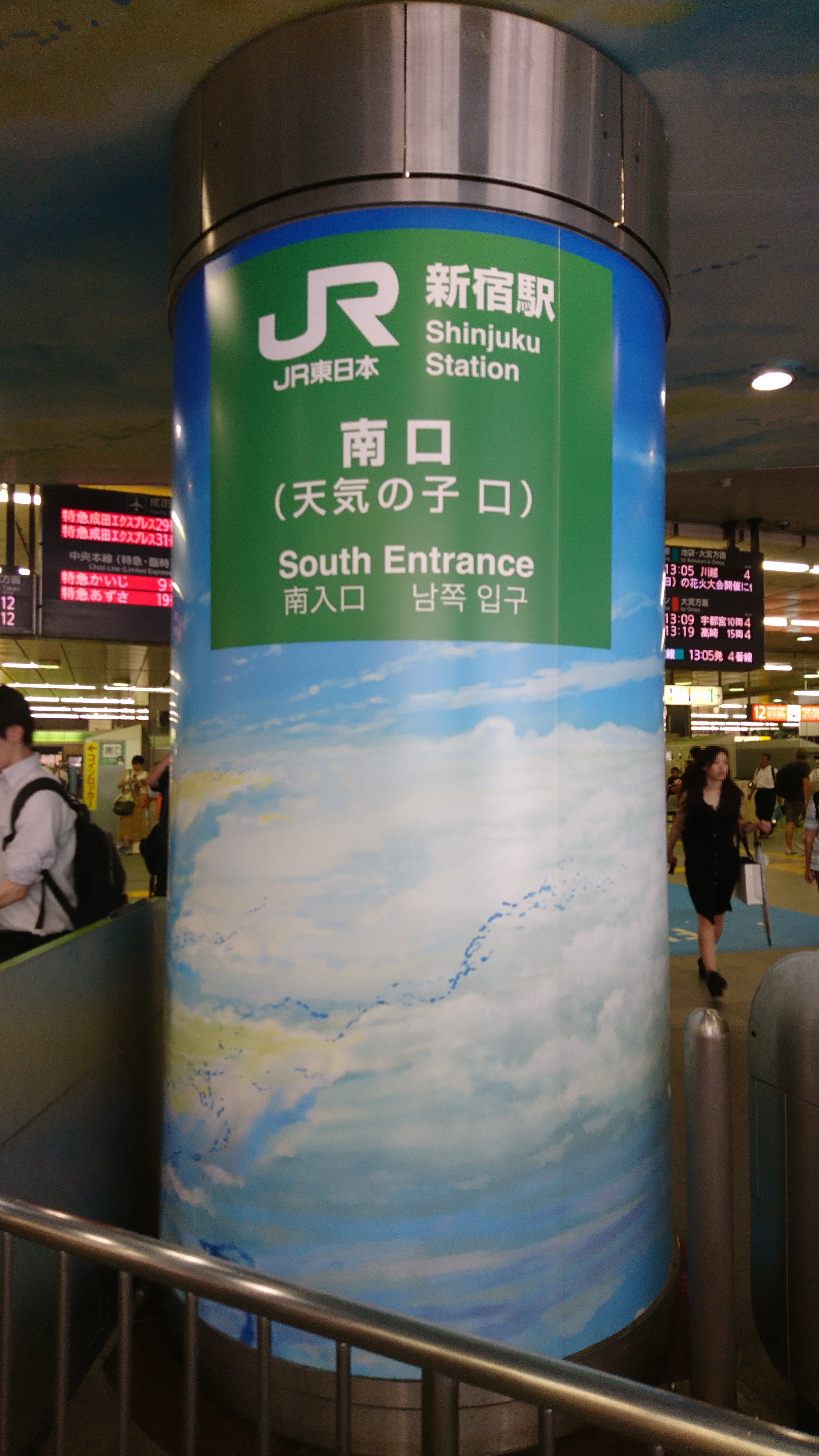
『天気の子』の特別装飾が施されたJR新宿駅・南口（2019年7月19日 - 2019年9月1日）

- 秘密戦隊ゴレンジャー（1975年）
特撮テレビドラマ。新宿駅西口にゴレンジャー秘密基地がある設定で、大型VTOL機が西口地下駐車場の排気ダクトから発進する。また、ゴレンジャーたちメンバー5人や敵・黒十字軍の仮面怪人も当駅周辺で活動している描写も多い。
- CITY HUNTER（1985年）
北条司の漫画作品。当駅東口にある伝言板に「XYZ」という暗語と連絡方法を記して主人公に依頼する。
- STATION（1995年、テレビドラマ放映時。漫画掲載時期は不明）
当駅をモデルにした「新新宿駅」を舞台にした漫画作品と当駅を舞台とし撮影が行われた日本テレビ系テレビドラマ（ドラマでは｢JTR 新宿駅｣となっていた）。
- ゴジラ2000 ミレニアム（1999年）
ゴジラシリーズの第23作。巨大UFOとの決着を付けるべく新宿に到着したゴジラの通行時に破壊される。

- 天気の子（2019年）
新海誠監督によるアニメーション映画。JR南口が登場する。2019年7月19日から9月1日までの期間限定で、山手線周辺の観光情報を発信するJR東日本による『FUN! TOKYO!』とのタイアップ企画「FUN! TOKYO! 天気の子 STATION」として、JR南口に特別装飾が施されたほか、フォトスポットの設置、Instagram連動キャンペーンが展開された。なお、タイアップ期間中は、JR南口の愛称として「天気の子 口」が使用されていた[報道 31][113]。

## 隣の駅
※東日本旅客鉄道の特急列車ならびに臨時快速列車の停車駅、小田急電鉄の特急列車ならびに京王電鉄の有料列車の停車駅は各列車の記事を参照。
東日本旅客鉄道（JR東日本）
 山手線
代々木駅 (JY 18) - 新宿駅 (JY 17) - 新大久保駅 (JY 16)
 埼京線（ 相鉄線直通含む）
■通勤快速・■快速・■各駅停車
渋谷駅 (JA 10) - 新宿駅 (JA 11) - 池袋駅 (JA 12)
 湘南新宿ライン
- 特急「踊り子」（臨時）停車駅、「成田エクスプレス」「スペーシア日光」「きぬがわ」「湘南」発着駅、「サフィール踊り子」（臨時）始発駅、「あかぎ」終着駅

■特別快速・■快速・■普通
渋谷駅 (JS 19) - 新宿駅 (JS 20) - 池袋駅 (JS 21)
 中央線（快速）
- 特急「あずさ」「かいじ」「富士回遊」停車駅、「新宿さざなみ」「新宿わかしお」発着駅

■通勤特快（平日上りのみ）
四ツ谷駅 (JC 04) ← 新宿駅 (JC 05) ← 国分寺駅 (JC 16)
■特別快速「ホリデー快速おくたま」（土休日のみ）・■中央特快・■青梅特快・■通勤快速（平日下りのみ）・■快速
四ツ谷駅 (JC 04) - 新宿駅 (JC 05) - 中野駅 (JC 06)
 中央・総武線（各駅停車）
代々木駅 (JB 11) - 新宿駅 (JB 10) - 大久保駅 (JB 09)
京王電鉄
 京王線
- □「京王ライナー」、□「Mt.TAKAO号」発着駅

■特急・■急行・■区間急行・■快速・■各駅停車
京王線新宿駅 (KO01) - 笹塚駅 (KO04)
 京王新線
■急行・■区間急行・■快速・■各駅停車
（都営新宿線） - 新線新宿駅 (KO01) - 初台駅 (KO02)
東京都交通局（都営地下鉄）
 都営新宿線

■急行
（京王新線） - （新線）新宿駅 (S 01) - 市ヶ谷駅 (S 04)
■各駅停車
（京王新線） - （新線）新宿駅 (S 01) - 新宿三丁目駅 (S 02)
 都営大江戸線
代々木駅 (E 26) - 新宿駅 (E 27) - 都庁前駅 (E 28)
小田急電鉄
 小田原線
- □特急ロマンスカー「スーパーはこね」「はこね」「さがみ」「モーニングウェイ」「ホームウェイ」「えのしま」「ふじさん」発着駅

■快速急行・□通勤急行（上り到着列車のみ）・■急行
新宿駅 (OH 01) - 代々木上原駅 (OH 05)
■各駅停車
新宿駅 (OH 01) - 南新宿駅 (OH 02)
東京地下鉄（東京メトロ）
 丸ノ内線
西新宿駅 (M 07) - 新宿駅 (M 08) - 新宿三丁目駅 (M 09)
- 京王新線と都営新宿線は新線新宿駅を介して直通運転するが、両事業者の路線に跨って「急行」「各駅停車」として運転される列車を除いて、新線新宿駅に到着した際に直通先事業者の種別に変更する。
- 丸ノ内線における当駅 - 新宿三丁目間の駅間距離0.3キロは東京メトロとしては最短である。
- 小田急小田原線の準急は2018年3月17日ダイヤ改正を以て新宿発着の設定がなくなり、通勤準急共々原則として千代田線直通のみの運行で、当駅発着の運行はダイヤが乱れた時に限られる。この場合、新宿駅の次の停車駅は代々木上原駅となる。

### かつて存在していた路線
東京都交通局
都電新宿線
新宿駅前停留場 - 角筈停留場
都電杉並線
新宿駅前停留場 - 柏木一丁目停留場